# Iosif Vissarionovich Stalin
Iosif Vissarionovich Stalin, hay Joseph Stalin (tên khai sinh: Ioseb Besarionis dze Jughashvili; 18 tháng 12 [lịch cũ 6 tháng 12] năm 1878 – 5 tháng 3 năm 1953), là một nhà cách mạng, nhà chính trị và lý luận chính trị người Gruzia. Ông giữ chức Tổng Bí thư Đảng Cộng sản Liên Xô giai đoạn 1922–1952 và Chủ tịch Hội đồng Bộ trưởng Liên Xô giai đoạn 1941–1953. Về ý thức hệ, Stalin là người tin tưởng các diễn giải của Lenin đối với chủ nghĩa Marx, sau được ông hình thức hóa thành chủ nghĩa Marx-Lenin. Các chính sách do ông ban hành thường được gọi là chủ nghĩa Stalin.
Stalin sinh thành trong một gia đình dân tộc Gruzia bần cùng ở thị trấn Gori, tỉnh Tiflis thuộc Đế quốc Nga (nay là Gruzia). Năm 1901, ông gia nhập Đảng Lao động Dân chủ Xã hội Nga Marxist và làm biên tập viên cho tờ Pravda. Trong khoảng thời gian này, ông tài trợ hoạt động của cánh Bolshevik do V. I. Lenin dẫn đầu bằng nhiều thủ đoạn như: trộm cướp nhà băng Đế quốc Nga, bắt cóc tống tiền quý tộc và bảo kê thu phí các khu mỏ tư bản. Liên tục bị chính quyền bắt giữ, ông đã dành nhiều năm tháng đày đọa ở Siberia. Sau thắng lợi của Cách mạng Tháng Mười và sự thành lập nhà nước cộng sản đơn đảng vào năm 1917, Stalin được bổ nhiệm vào Bộ Chính trị Bolshevik. Ông phục vụ Hồng quân trong Nội chiến Nga và giám sát hiệp ước thành lập Liên Xô vào năm 1922. Sau khi Lenin qua đời, Stalin vươn lên thâu tóm quyền lực và áp đặt "chủ nghĩa xã hội trong một quốc gia" làm chủ thuyết của Đảng Cộng sản Liên Xô. Nhờ các kế hoạch 5 năm do ông chủ trương, Liên Xô đã thực hiện tập thể hóa nông nghiệp và công nghiệp hóa nhanh chóng, kiến thiết nền kinh tế tập trung do nhà nước hoạch định. Tuy nhiên, sự gián đoạn nghiêm trọng đối với chuỗi cung cấp thực phẩm đã gây ra nạn đói 1930–1933 ở Liên Xô. Bên cạnh đó, nhằm diệt trừ "kẻ thù của giai cấp công nhân", Stalin đã tiến hành Đại thanh trừng, theo đó khoảng một triệu người đã bị bắt tới các trại lao động khổ sai gọi là Gulag và ít nhất 700.000 người đã bị xử tử từ năm 1936 đến năm 1938.
Stalin truyền bá chủ nghĩa Marx–Lenin thông qua Quốc tế Cộng sản và hỗ trợ các phong trào chống phát xít ở Châu Âu hồi những năm 1930, đơn cử như trong Nội chiến Tây Ban Nha. Năm 1939, chế độ của ông ký kết hiệp ước không xâm phạm với Đức Quốc xã, đặt tiền đề cho cuộc xâm lược Ba Lan tiếp sau. Năm 1941, Đức bội ước và xâm lược Liên Xô, buộc Stalin phải gia nhập Khối Đồng minh với tư cách một trong ba lãnh đạo quyền lực nhất của khối này. Tuy thất bại trong giai đoạn đầu, Hồng quân Xô viết đã dần lấy lại đà thắng trước quân Đức và chiếm đóng Berlin vào năm 1945. Trong quá trình càn quét lãnh thổ địch, Liên Xô đã tiện thể sáp nhập các nước Baltic, Bessarabia và Bắc Bukovina, đồng thời dựng lên các chính phủ ủng hộ mình ở Đông–Trung Âu và một phần Đông Á. Với sự khép lại của Thế chiến II, Liên Xô và Hoa Kỳ trở thành hai siêu cường toàn cầu và bước vào giai đoạn căng thẳng mới gọi là Chiến tranh Lạnh. Stalin đảm trách công cuộc tái thiết Liên Xô thời kỳ hậu chiến và ủy nhiệm dự án phát triển bom hạt nhân vào năm 1949. Trong thời gian này, Liên Xô trải qua nạn đói lớn thứ hai và một làn sóng bài Do Thái lên tới cao trào trong Âm mưu bác sĩ. Sau khi Stalin qua đời vào năm 1953, nhà lãnh đạo mới của Liên Xô, Nikita S. Khrushchev, đã tố cáo chế độ cũ của người tiền nhiệm và khơi mào chính sách phi Stalin hóa mọi mặt đời sống xã hội Liên Xô.
Stalin được công nhận là một trong những nhân vật lịch sử cực kỳ quan trọng của thế kỷ 20. Ông là đối tượng của sự sùng bái cá nhân trong phong trào Marx-Lenin quốc tế, được tôn vinh là vị lãnh tụ xã hội chủ nghĩa đứng về phía nhân dân lao động. Kể từ khi Liên Xô giải thể vào năm 1991, Stalin vẫn giữ được tiếng tăm ở Nga và Gruzia vì nhân dân hai nơi đó xem ông như người có công đánh thắng phát-xít và đưa nước họ lên vị thế siêu cường. Dù vậy, chính quyền thời Stalin thường bị chỉ trích là toàn trị và bản thân Stalin cũng bị phê phán vì thực hiện nhiều chính sách tàn nhẫn như: áp bức chính trị, thanh lọc sắc tộc, trục xuất quy mô lớn, xử tử hàng loạt và trưng thu lương thực dẫn đến nạn đói nghiêm trọng.

## Đầu đời

### 1878–1899: Tuổi thơ và thiếu thời
Stalin chào đời tại thị trấn Gori, Gruzia; bấy giờ là Tỉnh Tiflis thuộc Đế quốc Nga, ngôi nhà chung của các dân tộc Gruzia, Azerbaijan, Armenia, Nga, và Do Thái. Ông sinh ngày 18 tháng 12 [lịch cũ 6 tháng 12] năm 1878, và được rửa tội vào ngày 29 tháng 12 cùng năm. Tên khai sinh của ông là Ioseb Besarionis dze Jughashvili, hồi nhỏ còn được đặt biệt danh là "Soso", cách gọi yêu cái tên "Ioseb". Cha ông tên là Besarion Jughashvili, còn mẹ ông tên là Ekaterine Geladze. Stalin là người con duy nhất của cặp vợ chồng Geladze sống sót qua tuổi sơ sinh.
Besarion là thợ đóng giày làm thuê cho một công xưởng. Ban đầu thu nhập của ông khá khẩm song về sau sa sút, khiến gia đình rơi vào cảnh éo le. Besarion trở nên nghiện rượu, quay ra đánh đập vợ con. Stalin và mẹ Ekaterine bỏ nhà ra đi vào năm 1883, phiêu bạt đó đây, chuyển nơi sống tận chín lần trong vòng một thập kỷ tới. Năm 1886, họ ở nhờ nhà một người bạn, Cha Christopher Charkviani. Ekaterine giúp việc nhà để kiếm sống và mong muốn cho con trai đi học. Tháng 9 năm 1888, Stalin được nhận vào trường Giáo hội Chính thống Gori, nhờ sự giúp đỡ của Charkviani. Tuy hay ẩu đả với đồng lứa, Stalin học rất giỏi, bộc lộ năng khiếu vẽ vời và kịch nghệ, tự viết thơ, và thích hát bè cùng các bạn. Ngoài ra Stalin từng gặp nhiều vấn đề về sức khỏe: trận đậu mùa năm 1884 lưu lại trên mặt ông một vết sẹo; năm 12 tuổi thì bị đâm trọng thương bởi một cỗ xe ngựa phaeton, đây là lí do tay trái ông bị tê liệt suốt đời.

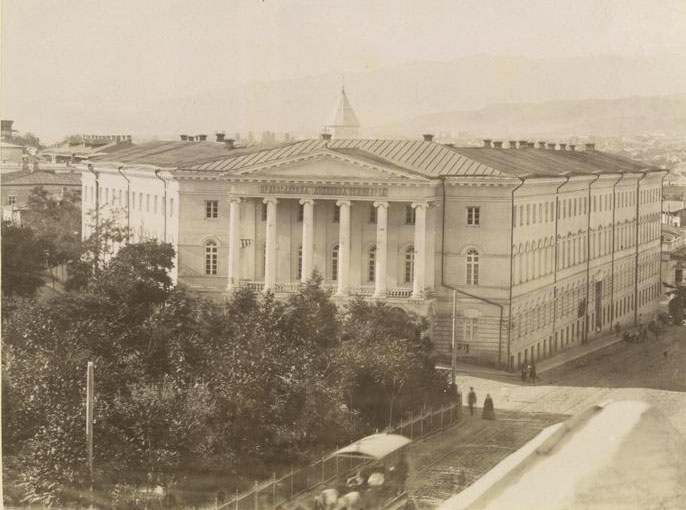
Năm 1894, Stalin bắt đầu học tại Chủng viện Tiflis (ảnh chụp khoảng năm 1870).

Tháng 8 năm 1894, Stalin được nhận vào Chủng viện Tâm linh Chính thống giáo ở Tiflis. Do có trợ cấp, ông không phải trả một số khoản học phí. Ông nội trú ở đây cùng 600 chủng sinh mục sư, đạt điểm số khá cao trên lớp. Ông tiếp tục sáng tác thơ; năm bài trong số đó, viết về các chủ đề như thiên nhiên, đất nước và tư tưởng ái quốc, được xuất bản dưới bút danh "Soselo" và đăng trên báo Iveria (Gruzia) của Ilia Chavchavadze. Theo ký giả Simon Sebag Montefiore, chúng trở thành "những vần thơ Gruzia nhỏ song kinh điển", xuất hiện ở nhiều tuyển tập thơ Gruzia trong vòng vài năm tới. Lớn lên, Stalin mất hứng thú với việc học tôn giáo, khiến điểm số trên lớp sa sút. Theo một số nguồn, ông thường xuyên bị cấm túc vì hành vi nổi loạn ở trường.
Stalin tham gia một câu lạc bộ đọc sách cấm ở trường. Ông chịu ảnh hưởng rất lớn từ tiểu thuyết cách mạng Phải làm gì? (1863) của Nikolai G. Chernyshevsky và Kẻ giết bố của Alexander Kazbegi; trên thực tế, bí danh "Koba" về sau của Stalin bắt nguồn từ tên nhân vật chính trong tác phẩm này. Qua việc đọc, ông biết đến tác phẩm Das Kapital (1867) của Karl Marx và trở nên tin tưởng vào thuyết chính trị – xã hội Marxist bấy giờ đang khá thời thượng tại Gruzia; đây cũng là một trong những hình thức chủ nghĩa xã hội chống chế độ chuyên chế Sa hoàng. Vào mỗi buổi đêm, Stalin dự các cuộc họp bí mật của công nhân. Qua đó ông được giới thiệu với Silibistro "Silva" Jibladze, nhà Marxist sáng lập phái Mesame Dasi ("Nhóm thứ ba"). Sau một khoảng thời gian, Stalin rời chủng viện vào tháng 4 năm 1899 và không bao giờ ngoảnh lại.

### 1899–1904: Đảng Lao động Dân chủ Xã hội Nga

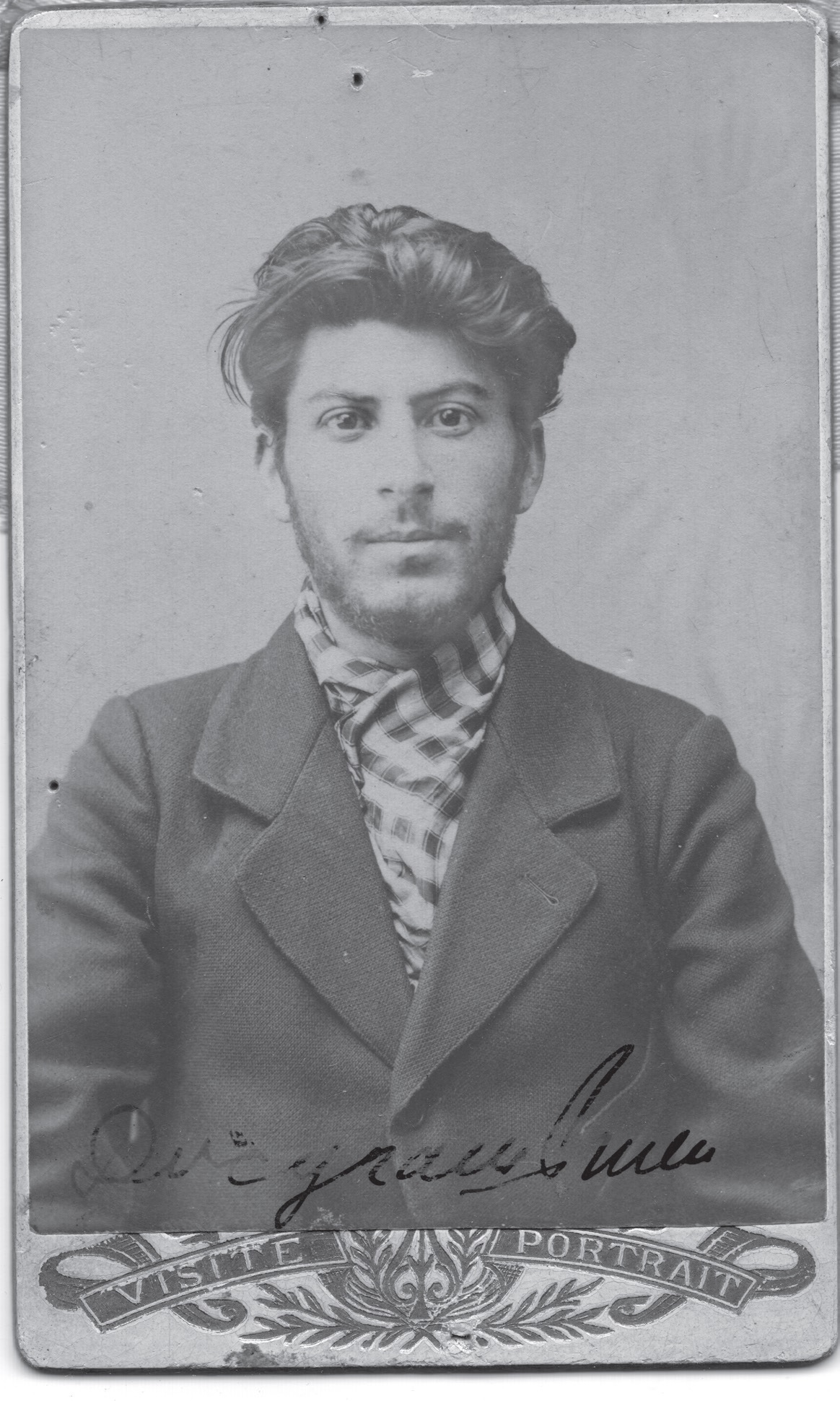
Ảnh cảnh sát chụp Stalin khi ông 23 tuổi, năm 1902

Tháng 10 năm 1899, Stalin làm việc cho đài khí tượng Tiflis. Do khối lượng công việc không nhiều, ông dành những lúc rảnh rỗi để hoạt động cách mạng. Stalin thu hút một nhóm những người ủng hộ ông qua các lớp dạy lý thuyết xã hội chủ nghĩa. Ông bí mật chủ trì một cuộc họp công nhân vào ngày 1 tháng 5 năm 1900 và thuyết phục họ tổ chức biểu tình đình công. Tới thời điểm này, cục cảnh sát mật Okhrana đã biết về hành tung của Stalin trong tổ cách mạng tại Tiflis. Họ dự định bắt giữ ông vào tháng 3 năm 1901, nhưng ông tẩu thoát kịp thời, lẩn trốn và sống qua ngày nhờ khoản tiền do người thân chu cấp. Phải sống lẩn lút, ông góp sức lên kế hoạch cho một cuộc biểu tình công nhân vào ngày 1 tháng 5 năm 1901; tầm 3.000 người sau đó đã tham gia, đụng độ với lực lượng trị an của triều đình. Ông liên tiếp tránh né được các cuộc lùng sục gắt gao của chính quyền bằng cách dùng tên giả và nương náu ở nhiều căn hộ khác nhau. Tháng 11 năm 1901, ông được bầu vào Ủy ban Tiflis của Đảng Lao động Dân chủ Xã hội Nga (RSDRP), một chính đảng Marxist được thành lập vào năm 1898.
Cùng tháng, Stalin tới cảng thị Batum. Luận điệu chủ chiến của Stalin đã gây chia rẽ những người Marxist ở thành phố, một số thậm chí nghi ngờ ông là điệp viên hai mang của chính quyền Sa hoàng. Stalin tìm được việc làm tại nhà kho tinh luyện Rothschild, nơi ông đồng tổ chức hai cuộc đình công lớn. Sau khi các thủ lĩnh công nhân bị bắt, ông tiếp tục kích động một cuộc biểu tình quần chúng, xui khiến họ đột nhập vào nhà ngục địa phương; lần này quân lính xả súng vào đám đông biểu tình, khiến 13 người thiệt mạng. Stalin tổ chức một cuộc biểu tình nữa vào ngày tang lễ của họ, nhưng bị bắt giam vào tháng 4 năm 1902. Ban đầu ông bị tạm giữ trong nhà tù Batumi, rồi chuyển sang nhà tù Kutaisi, rốt cuộc giữa năm 1903 bị kết án ba năm phát lưu nơi biên viễn Siberia.
Stalin rời Batum vào tháng 10, bị thuyên chuyển tới thị trấn Novaya Uda cuối tháng 11 năm 1903. Ông sống trong một căn nhà nông dân, ngủ trong phòng trữ lương thực. Ông từng hai lần định tẩu thoát: lần đầu, ông chạy được tới Balagansk nhưng phải quay lại vì bỏng lạnh; lần hai, vào tháng 1 năm 1904, thì thành công và tới được Tiflis. Tại đây, ông cùng Philip Makharadze chủ bút tờ báo Marxist tiếng Gruzia Proletariatis Brdzola ("Cuộc đấu tranh của giai cấp vô sản"). Ông kêu gọi phong trào Marxist Gruzia mạnh dạn tách khỏi phong trào Marxist Nga; điều mà đã khiến một số đảng viên RSDRP cáo buộc ông là có thái độ dân tộc chủ nghĩa đi ngược lại phong trào Marxist quốc tế, đồng thời bị kiến nghị khai trừ khỏi Đảng. Stalin đành phải rút lại lời kêu gọi của mình. Trong những năm tháng Stalin bị đày ải, RSDRP đã rạn nứt thành hai bè phái, "Bolshevik" của Vladimir I. Lenin và "Menshevik" của Yuli Martov. Stalin bất đồng với nhiều thành viên Menshevik ở Gruzia nên ngả theo phái Bolshevik. Mặc dù kiểm soát một bản doanh do Stalin lập ra tại thành phố mỏ Chiatura, Bolshevik vẫn chỉ là phái thiểu số trên địa bàn Gruzia khi so với phái Menshevik.

### 1905–1912: Cách mạng 1905 và hệ quả

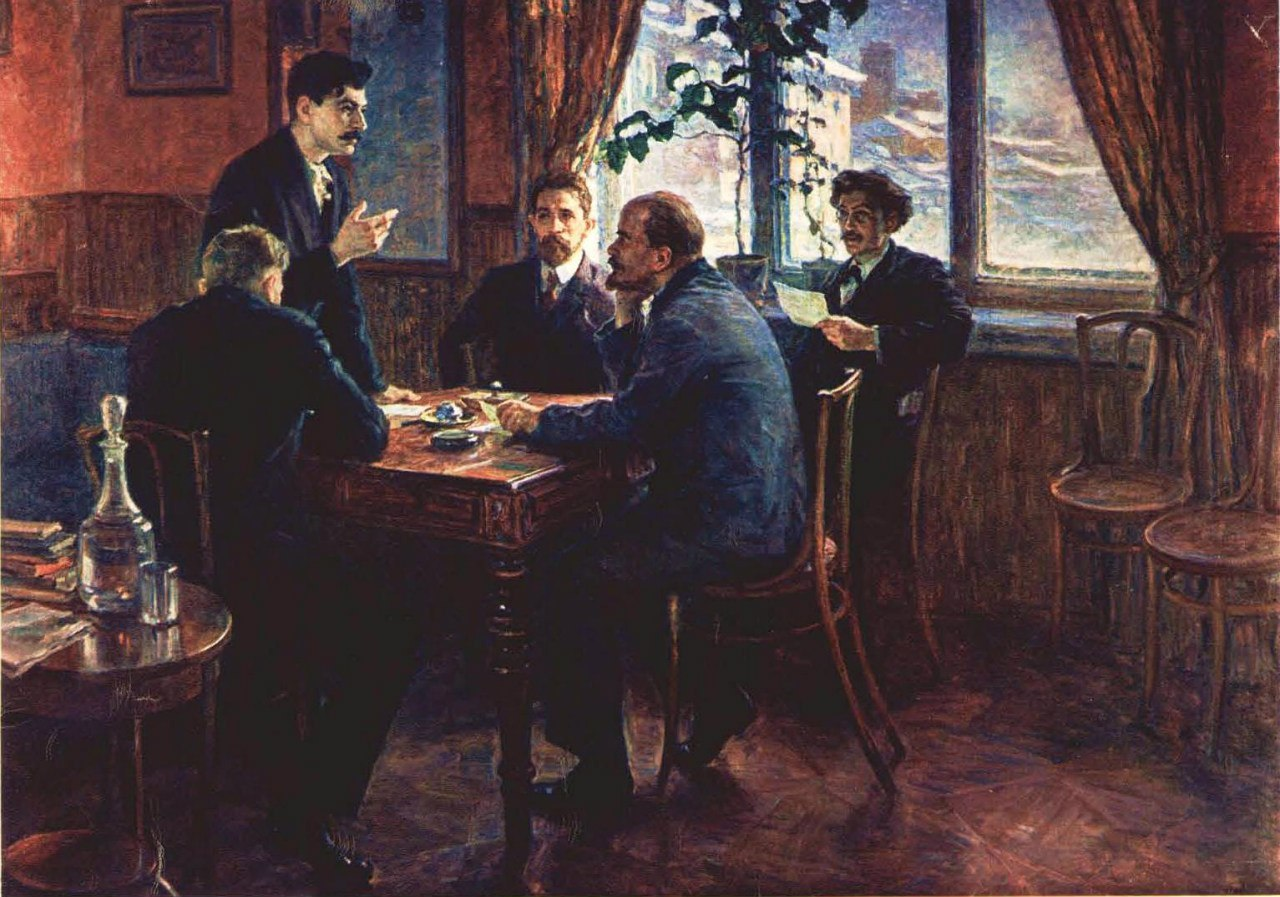
Stalin gặp gỡ Vladimir Lenin lần đầu tiên tại hội nghị năm 1905 ở Tampere, bấy giờ thuộc Đại công quốc Phần Lan. Lenin trở thành "người thầy không thể thay thế của Stalin".

Tháng 1 năm 1905, quân đội Sa hoàng thảm sát người biểu tình tại Sankt-Peterburg. Bất ổn dần lan rộng trên toàn Đế quốc và leo thang thành Cách mạng năm 1905. Gruzia bị ảnh hưởng đáng kể bởi sự biến này. Stalin trú ở Baku vào tháng 2, thời điểm mà căng thẳng sắc tộc giữa người Armenia và Azerbaijan đang lên đến đỉnh điểm, khiến ít nhất 2.000 người thiệt mạng do ẩu đả. Stalin công khai khiển trách "cuộc pogrom chống lại người Do Thái và người Armenia" như một phần nỗ lực của Sa hoàng Nikolai II nhằm "củng cố ngai vàng đáng khinh của hắn ta". Stalin thành lập Đội Biệt động Bolshevik, có nhiệm vụ làm chêm đệm giữa hai phe dân tộc thù địch nhau tại Baku; ông cũng thừa cơ này để trộm cắp công cụ in ấn. Ông tiếp tục mở rộng quy mô Đội Biệt động giữa triền miên xung đột tại Gruzia, song song với động thái của phe Menshevik. Các toán quân của Stalin giải giáp binh lính và cảnh sát địa phương, đột kích kho vũ khí của chính quyền, gây quỹ thông qua việc bảo kê các nhà kinh doanh và hầm mỏ địa phương. Họ thực hiện nhiều đợt tấn công nhắm vào lính Cossack và phiến quân Trăm Đen ủng hộ Sa hoàng, đôi khi phối hợp hoạt động với lực lượng dân quân Menshevik.
Tháng 11 năm 1905, tổ Bolshevik Gruzia cử Stalin thay mặt họ tới dự hội nghị Bolshevik toàn thể được tổ chức tại Sankt-Peterburg. Lúc tới nơi, ông hay tin từ vợ của Lenin, bà Nadezhda Krupskaya, rằng địa điểm cuộc hẹn đã chuyển đến Tampere, Đại công quốc Phần Lan. Tại hội nghị năm 1905, Stalin vinh dự gặp mặt Lenin lần đầu tiên. Tuy hết sức tôn kính vị lãnh tụ, Stalin bất đồng với quan điểm của Lenin rằng phái Bolshevik phải cài cắm những ứng cử viên của họ trong cuộc bỏ phiếu sắp tới vào Duma Quốc gia; Stalin cho rằng quá trình tiến cử quốc hội không ích gì ngoài phí thời gian. Tháng 4 năm 1906, Stalin dự Đại hội IV RSDRP ở Stockholm; đây cũng là chuyến đi đầu tiên của ông ra ngoài Đế quốc Nga. Tại hội nghị, Đảng RSDRP – khi đó phái Menshevik chiếm đa số – đồng thuận là sẽ không thực hiện cướp có vũ trang để chu cấp cho các hoạt động cách mạng của họ. Lenin và Stalin bất đồng với quyết định này, bèn ngầm thảo luận với những đảng viên Bolshevik khác, lên kế hoạch cướp tiền của Đế quốc nhân danh cách mạng.
Tháng 7 năm 1906, Stalin kết hôn với Kato Svanidze trong một nhà thờ Chính thống giáo ở Senaki. Tháng 3 năm 1907, người vợ mới cưới sinh cho ông một đứa con trai, đặt tên là Yakov. Theo sử gia Robert Service, tới thời điểm này Stalin đã xây dựng tên tuổi cho mình như "người Bolshevik tiên phong của Gruzia". Ông dự Đại hội V RSDRP được tổ chức tại Nhà thờ Brotherhood, London, từ tháng 5 đến tháng 6 năm 1907. Về Tiflis, Stalin vạch ra kế hoạch cướp tiền của Ngân hàng Đế quốc vào tháng 6 năm 1907. Băng nhóm của ông đánh chặn thành công một đoàn hộ tống chở tiền băng qua Quảng trường Erivansky bằng súng và bom tự chế. Khoảng 40 người thiệt mạng trong vụ cướp, song tất cả các thành viên của băng nhóm đều chạy thoát. Sau phi vụ, Stalin chuyển tới sống ở Baku cùng vợ và con trai. Tại đây, phái Menshevik đối chất Stalin về vụ cướp và đầu phiếu khai trừ ông khỏi RSDRP, nhưng Stalin phớt lờ họ.

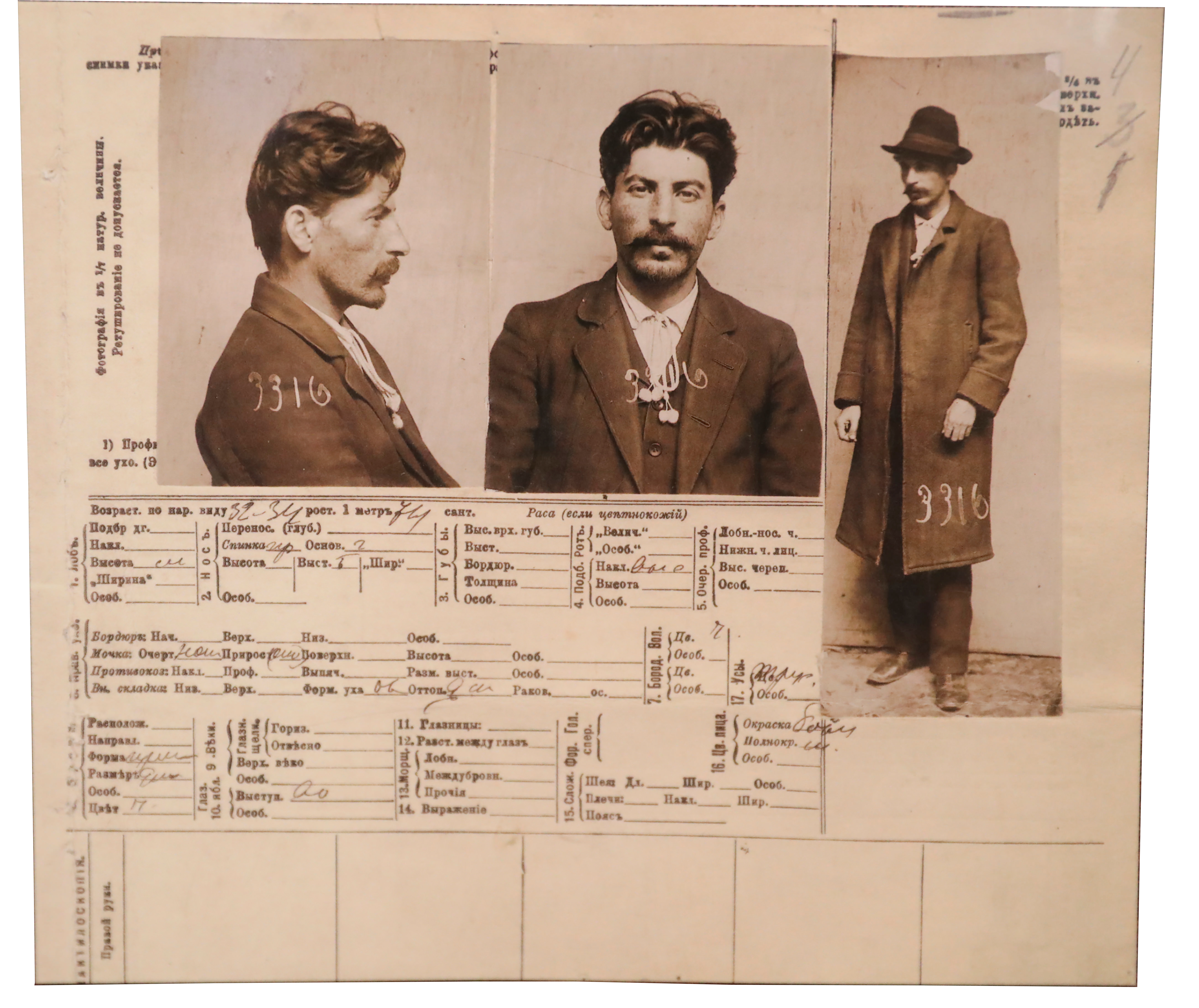
Thẻ ghi chép Stalin trong hồ sơ của cục cảnh sát mật Sa hoàng Okhrana vào năm 1911

Stalin đảm bảo phái Bolshevik chiếm thế thượng phong trong nhánh RSDRP ở Baku, đồng thời biên tập hai tờ báo Bolshevik Bakinsky Proletary và Gudok ("Tiếng huýt"). Tháng 8 năm 1907, ông dự Đại hội VII Quốc tế II – một tổ chức chính trị theo chủ nghĩa xã hội – tại Stuttgart, Đức. Tháng 11 năm 1907, vợ Stalin qua đời vì sốt typhus, và vì vậy ông đành giao phó con trai mình cho nhà ngoại nuôi ở Tiflis. Tại Baku, ông tái hợp băng nhóm tội phạm Trang phục. Họ tiếp tục đánh chặn phiến quân Trăm Đen nhờ nguồn quỹ gây dựng được bằng các thủ đoạn như bảo kê, rửa tiền, và trộm cướp. Họ bắt giữ nhiều con em quý tộc nhà giàu làm con tin để tống tiền. Đầu năm 1908, Stalin đến Genève, Thụy Sĩ, để gặp Lenin và nhà Marxist nổi danh người Nga Georgy V. Plekhanov – vị này không có thiện cảm với Stalin.
Tháng 3 năm 1908, Stalin bị bắt tạm giam tại nhà tù Bailov ở Baku. Ông trở thành thủ lĩnh của những người Bolshevik bị cầm tù, tổ chức các hội nhóm thảo luận và ra lệnh giết những kẻ tình nghi tố giác. Bị kết án hai năm đày ải ở Solvychegodsk, Tỉnh Vologda, Stalin tới đó vào tháng 2 năm 1909. Tháng 6 cùng năm, ông trốn thoát khỏi ngôi làng, cải trang thành phụ nữ và chạy tới Kotlas, từ đó về Sankt-Peterburg. Tháng 3 năm 1910, ông lại bị bắt và giải về Solvychegodsk. Tại đây, ông nảy sinh tình cảm với bà chủ đất Maria Kuzakova, người sinh đứa con trai thứ hai cho Stalin tên là Konstantin. Tháng 6 năm 1911, Stalin được phép chuyển tới Vologda, ở đây trong vòng hai tháng. Ông tiếp tục nảy sinh mối tình với Pelageya Onufrieva. Một lần nữa ông trốn đi Sankt-Peterburg, nhưng lại bị bắt vào tháng 9 năm 1911, lần này án trạng bị gia hạn thêm ba năm tại Vologda.

### 1912–1917: Trung ương Bolshevik và báoPravda

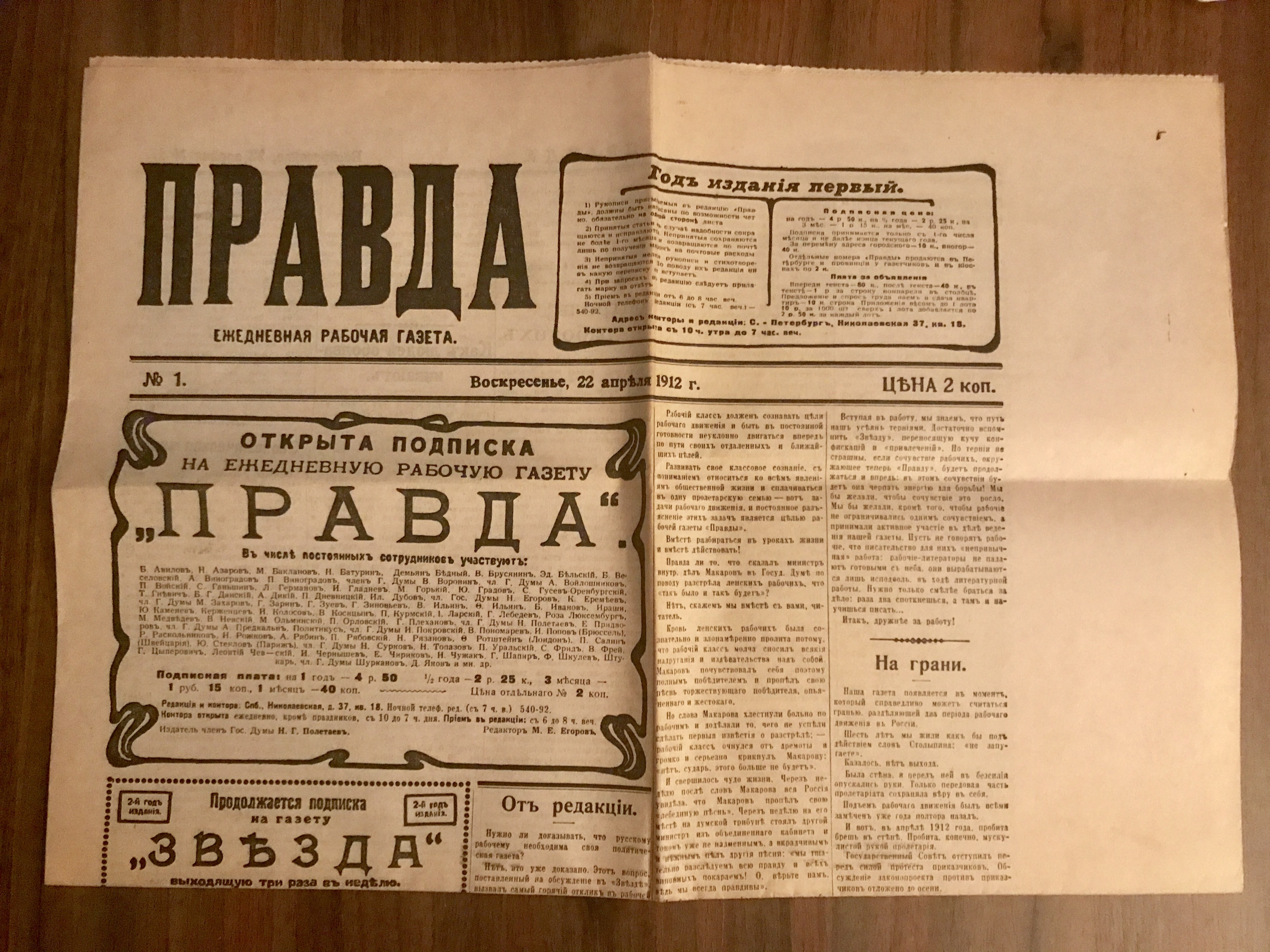
Số ra đầu tiên của tờ Pravda, báo chính trị Bolshevik do Stalin biên tập.

Tháng 1 năm 1912, phái Bolshevik tiến hành bầu cử Ban Chấp hành Trung ương Đảng tại Hội nghị Praha. Lenin và Grigory Y. Zinoviev quyết định trao cho Stalin một ghế trong ủy ban. Vẫn trú tại Vologda, Stalin đồng ý và giữ vị trí đó đến cuối đời. Lenin tin tưởng Stalin vì lẽ, với tư cách là người dân tộc Gruzia, Stalin có khả năng vận động các dân tộc thiểu số khác ủng hộ phái Bolshevik. Tháng 2 năm 1912, Stalin lại trốn về Sankt-Peterburg. Tại đây, ông chịu trách nhiệm chuyển đối tuần báo Bolshevik Zvezda ("Tinh tú") thành nhật báo Pravda ("Sự thật"), chính thức ấn hành vào tháng 4 năm 1912. Vai trò biên tập viên của Stalin được giữ kín.
Tháng 5 năm 1912, ông lại bị bắt giam tại nhà tù Shpalerhy, lần này lĩnh ba năm đày ải ở Siberia. Tháng 7 cùng năm, ông đặt chân đến ngôi làng hẻo lánh Narym và sống chung với đồng chí Yakov M. Sverdlov. Chỉ hai tháng sau, Stalin và Sverdlov đào tẩu về Sankt-Peterburg. Trong khoảng thời gian ngắn về thăm Tiflis sau đó, Stalin tái hợp băng cướp cũ và mai phục một toa xe chở thư; phi vụ này tuy vậy lại khiến hầu hết các thành viên (trừ Stalin) rơi vào tay chính quyền. Stalin về Sankt-Peterburg, tiếp tục biên tập và viết bài đăng cho tờ Pravda.

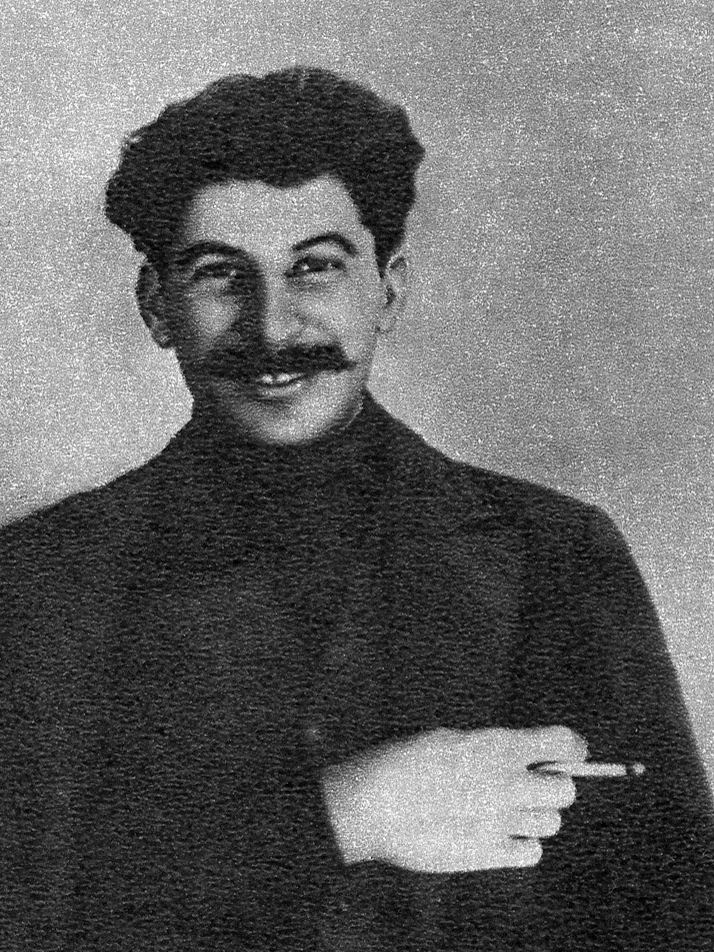
Stalin năm 1915.

Sau cuộc bầu cử Duma tháng 10 năm 1912, theo đó sáu đảng viên Bolshevik và sáu đảng viên Menshevik trúng cử, Stalin đã viết nhiều bài báo kêu gọi sư hòa giải giữa hai phái Marxist, khiến Lenin phật lòng. Cuối năm 1912, Stalin hai lần qua Áo-Hung để gặp Lenin tại Kraków, rốt cuộc quy thuận sự từ chối thỏa hiệp với phái Menshevik của Lenin. Tháng 1 năm 1913, Stalin đi Viên để tìm lời giải cho 'vấn đề dân tộc', thiểu số hoặc đa số, bên trong Đế quốc Nga. Lenin khuyến khích Stalin viết một bài luận về chủ đề này để lôi kéo các dân tộc muốn độc lập về phía mình, đồng thời kỳ vọng họ sẽ chọn liên minh với nước Nga do Bolshevik kiểm soát trong tương lai.
Bài chính luận Chủ nghĩa Marx và vấn đề dân tộc của Stalin lần đầu tiên được đăng trên số tháng Ba, tháng Tư, và tháng Năm năm 1913 của tạp chí Prosveshcheniye do Bolshevik ấn hành; rất được Lenin ưng thuận. Theo ký giả Montefiore, đây là "công trình nổi danh nhất của Stalin." Ông xuất bản nó dưới bí danh "K. Stalin", cái tên mà đã xuất hiện từ năm 1912, lấy từ gốc stal 'thép' tiếng Nga, nôm na dịch ra là "người thép". Stalin có lẽ đã bắt chước cách dùng bí danh của Lenin, lấy đây làm tên riêng suốt phần đời còn lại.
Tháng 2 năm 1913, Stalin bị bắt ở Sankt-Peterburg, lần này lĩnh bốn năm đày ải ở Turukhansk hẻo lánh thuộc Siberia, nơi mà việc trốn chạy rất khó thành công. Vào tháng 8, ông đặt chân đến làng Monastyrskoe, nhưng sau sáu tuần lưu trú thì bị chuyển tới Kostino. Tháng 3 năm 1914, quan ngại về nguy cơ phạm nhân tẩu thoát, chính quyền áp giải Stalin tới làng Kureika tọa lạc gần mép Vòng Bắc Cực. Tại đây, Stalin dan díu cô thôn nữ Lidia Pereprygina 14 tuổi, hồi đó vẫn trong độ tuổi cập kê. Theo ký giả Montefiore, tầm tháng 12 năm 1914, họ sinh một đứa nhỏ song nó chết yểu, sau sinh thêm một đứa nữa, đặt tên là Alexander, vào tháng 4 năm 1917.
Tại Kureika, Stalin chung sống với các tộc thổ dân Tungus và Ostyak, dành phần lớn thời gian câu cá.

### 1917: Cách mạng Nga
Trong lúc Stalin thụ án phát lưu, Nga bước vào Thế chiến thứ nhất. Tháng 10 năm 1916, Stalin và nhiều đảng viên Bolshevik lưu đày khác bị gọi tòng quân, được thuyên chuyển đến Monastyrskoe. Họ dừng chân ở Krasnoyarsk vào tháng 2 năm 1917, nơi Stalin được miễn quân dịch vì cánh tay tàn tật của ông. Do không muốn trải qua bốn tháng tù đày nữa, ông xin phép được hoàn thành quân vụ tại Achinsk. Cách mạng Tháng Hai khơi mào khi Stalin ở đây; nhân dân Nga đứng lên khởi nghĩa ở Petrograd – tên mới của Sankt-Peterburg – khiến Sa hoàng Nicholas II phải hoảng hốt thoái vị để tránh bị lật đổ bạo lực. Đế quốc Nga giờ đây trở thành một nền cộng hòa trên thực tế, được điều hành bởi Chính phủ Lâm thời Nga theo chủ nghĩa tự do tư sản (liberal). Trong bầu không khí hân hoan phấn khởi, Stalin đã bắt tàu hỏa đi Petrograd vào tháng 3. Tại đây, Stalin và cộng sự Bolshevik Lev Kamenev lấy lại quyền kiểm soát tờ Pravda, và Stalin được bổ nhiệm làm đại biểu của Bolshevik trong Ủy ban Chấp hành Xô viết Petrograd, một hội đồng công nhân khá quyền uy của thành phố. Tháng 4 cùng năm, Stalin là người nhận được nhiều phiếu tín nhiệm thứ ba trong cuộc bầu cử cho vị trí trong Ủy ban Chấp hành Trung ương Bolshevik; Lenin đứng thứ nhất và Zinoviev thứ hai. Điều này minh chứng cho vị thế cao cấp của Stalin trong nội bộ Đảng lúc bấy giờ.
— Xã luận của Stalin trên tờ Pravda vào tháng 10 năm 1917, tạm dịch từ Service (2004:144)
Stalin tham gia tổ chức cuộc biểu tình vũ trang của những người ủng hộ Bolshevik vào tháng 7 năm 1917 ở Petrograd. Sau khi sự biến này bị dập tắt, Chính phủ Lâm thời đã phát lệnh truy bức và đàn áp phái Bolshevik. Vào đêm xảy ra vụ bố ráp trụ sở Pravda, Stalin đã kịp thời đưa Lenin trốn khỏi văn phòng, sau đó di chuyển lén nhà lãnh đạo Bolshevik từ nhà an toàn này sang nhà an toàn khác ở Petrograd, bảo đảm đường máu tới Razliv cho ông. Với sự vắng mặt của Lenin, Stalin tiếp tục biên soạn tờ Pravda và giữ vai trò thay quyền lãnh đạo Bolshevik, giám sát Đại hội VI được tổ chức chui của Đảng. Lenin bắt đầu kêu gọi những người Bolshevik tiếm quyền bằng cách lật đổ Chính phủ Lâm thời Nga. Stalin và đồng sự cấp cao Leon Trotsky đều ủng hộ lời hiệu triệu của Lenin, song họ vấp phải phản đối từ phía Kamenev và nhiều đảng viên khác. Lenin trở về Petrograd và thuyết phục tổ chức đảo chính tại cuộc họp của Ban Chấp hành Trung ương vào ngày 10 tháng 10.
Ngày 24 tháng 10, cảnh sát bất ngờ khám xét các văn phòng báo chí của Bolshevik, đập phá trang thiết bị và máy in; Stalin cứu vớt được một số đồ đạc để tiếp tục viết lách. Sớm ngày 25 tháng 10, Stalin cùng Lenin dự cuộc họp chốt của Ban Chấp hành Trung ương tại Viện Smolny, trụ sở điều hành cuộc Cách mạng Tháng Mười. Dân quân Bolshevik nhanh chóng nắm quyền kiểm soát các trạm điện, bưu cục, nhà băng, tổng đài điện thoại và các cây cầu ở Petrograd. Tàu tuần tiễu Rạng Đông, do Bolshevik kiểm soát, bắn phát pháo lệnh vào Cung điện Mùa đông; các đại biểu Chính phủ Lâm thời ra mặt đầu hàng và bị bắt giữ. Mặc dù được giao trách nhiệm họp bàn với các đại biểu Bolshevik tại Đại hội II Xô viết Toàn Nga về tình hình chính sự, vai trò của Stalin trong Cách mạng Tháng Mười không quá nổi bật. Trotsky và các đối thủ Bolshevik khác của Stalin lấy đây là bằng chứng để xem nhẹ đóng góp của Stalin trong cuộc đảo chính, song giới sử gia hậu thế bác bỏ điều này. Theo sử gia Oleg Khlevniuk, Stalin "giữ một vai trò quan trọng [trong Cách mạng Tháng Mười]... với tư cách là đảng viên Bolshevik cao cấp, ủy viên Ban Chấp hành Trung ương Đảng, và chủ biên tờ Pravda"; nhà sử học Stephen Kotkin cũng công nhận Stalin đã có nhiều đóng góp lớn lao dẫn tới cuộc cách mạng.

## Phục vụ chính quyền của Lenin

### 1917–1918: Củng cố quyền lực

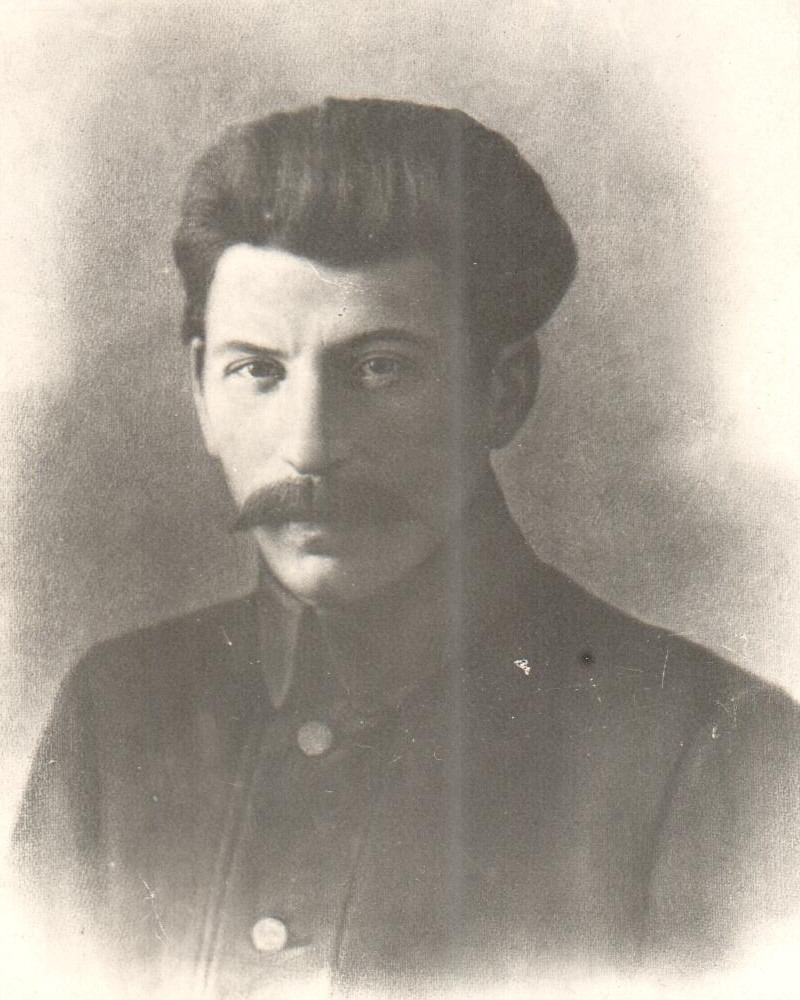
Stalin năm 1917, khi phục vụ trong Hội đồng Dân ủy Nga Xô

Ngày 26 tháng 10 năm 1917, Lenin trở thành chủ tịch Hội đồng Dân ủy Nga Xô ("Sovnarkom"). Stalin ủng hộ quyết định của Lenin, không liên minh với phái Menshevik và Đảng Xã hội chủ nghĩa – cách mạng, song họ vẫn nhượng bộ một số vị trí cho Đảng Xã hội chủ nghĩa – cách mạng cánh tả. Stalin bấy giờ là một trong tứ trụ của chính phủ mới, bên cạnh Lenin, Trotsky, và Sverdlov. Văn phòng của Stalin ở gần nơi làm việc của Lenin bên trong Viện Smolny; chỉ riêng ông và Trotsky có quyền ra vào phòng đọc của vị lãnh tụ mà không cần hẹn trước. Mặc dù ít tiếng tăm hơn Lenin hoặc Trotsky, ảnh hưởng của Stalin bên trong Đảng Bolshevik đang từ từ được củng cố. Ông cùng Lenin ký các sắc lệnh đóng cửa các tờ báo thù địch chính quyền cách mạng, và cùng Sverdlov chủ trì phiên họp của ủy ban tạo lập hiến pháp mới cho Cộng hòa Xã hội chủ nghĩa Xô viết Liên bang Nga. Ông nhiệt tình ủng hộ quyết định thành lập Cheka của Lenin, cũng như chiến dịch Khủng bố Đỏ do ủy ban mới này chịu trách nhiệm; viện dẫn rằng bạo lực nhà nước đã phục vụ đắc lực cho chính quyền tư bản, nên cũng sẽ tỏ ra hữu hiệu nếu được vận dụng bởi chính quyền Xô viết. Không giống như các đảng viên Bolshevik cao cấp khác như Kamenev và Nikolai Bukharin, Stalin chưa bao giờ e ngại trước sự lớn mạnh của Cheka và sự lan rộng của cuộc Khủng bố Đỏ.

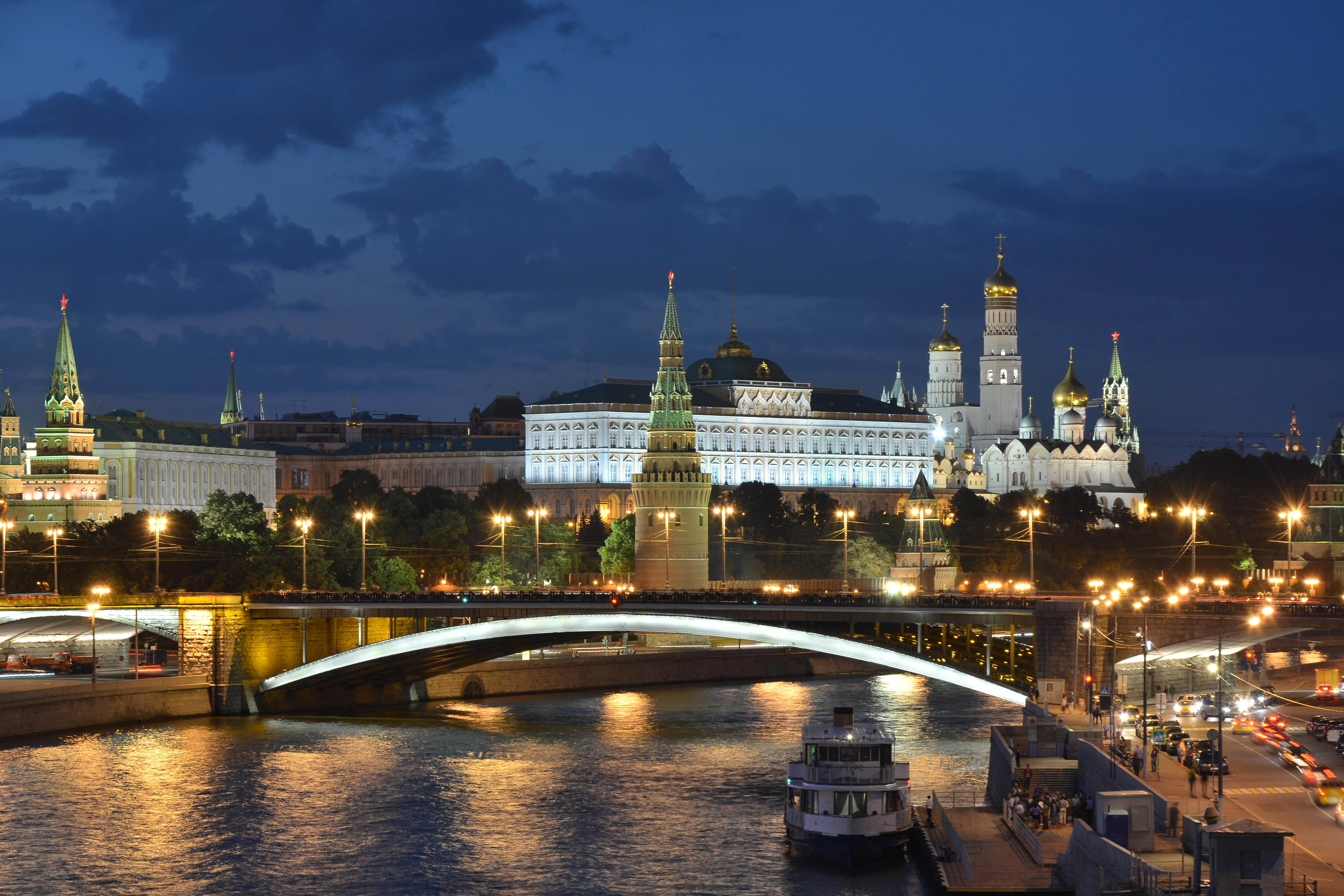
Điện Kremli ở Moskva, nơi ở và làm việc của Stalin từ năm 1918

Sau khi nghỉ việc Pravda, Stalin được bổ nhiệm làm Dân ủy phụ trách Vấn đề Dân tộc. Ông chọn Nadezhda Alliluyeva làm thư ký riêng và cưới bà vào một thời điểm sau đó. Tháng 11 năm 1917, Stalin ký duyệt Sắc lệnh Dân tộc, trao quyền được ly khai và tự quyết cho các dân tộc thiểu số trong Đế quốc Nga. Mục đích của Sắc lệnh chủ yếu mang tính chiến lược; những người Bolshevik muốn sự ủng hộ của các dân tộc thiểu số song vẫn hy vọng họ không thực sự muốn độc lập lãnh thổ. Tháng đó, ông lữ hành tới Helsinki để trò chuyện với Đảng Dân chủ Xã hội Phần Lan, chấp nhận yêu sách độc lập của họ vào tháng 12. Ban ngành của ông cung cấp kinh phí để thành lập các cơ sở in ấn và trường học sử dụng thổ ngữ thiểu số. Đảng Xã hội chủ nghĩa – cách mạng cáo buộc các đàm phán của Stalin về liên bang và tự quyết dân tộc là bình phong cho các chính sách đế quốc chủ nghĩa và chuyên quyền của Sovnarkom.
Vì sự tiếp diễn của Thế chiến thứ nhất, theo đó Nga vẫn đang gồng mình chống Đức và Áo-Hung, chính phủ của Lenin di chuyển từ Petrograd tới Moskva vào tháng 3 năm 1918. Stalin, Trotsky, Sverdlov, và Lenin chuyển tới sống và làm việc ở Điện Kremli. Stalin ủng hộ ý kiến hòa hoãn với Liên minh Trung tâm của Lenin bằng cách đánh đổi một phần lãnh thổ. Stalin cho rằng điều này là cần thiết vì – không như Lenin – ông cảm thấy một cuộc cách mạng vô sản ở Châu Âu chưa kề cận. Lenin thuyết phục các đảng viên Bolshevik cao cấp chấp thuận ý kiến của mình, dẫn đến quyết định ký kết Hiệp ước Brest-Litovsk vào tháng 3 năm 1918. Việc nhượng đất cho Liên minh Trung tâm đã khiến dân tình Nga phẫn nộ; Đảng Xã hội chủ nghĩa – cách mạng cánh tả rút khỏi chính phủ sau sự kiện này để bày tỏ bất bình. Đảng RSDRP sau đó được đổi tên thành Đảng Cộng sản Nga.

### 1918–1921: Chỉ huy quân đội

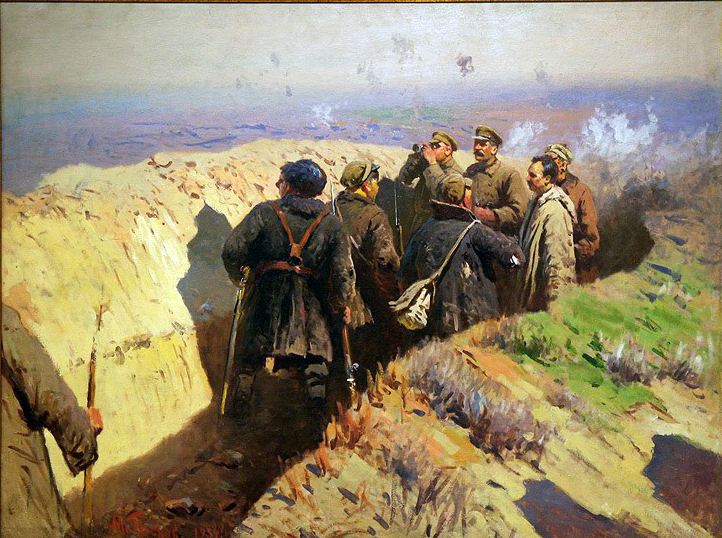
Stalin thị sát trận địa chiến hào ở Tsaritsyn. Tranh vẽ của Mitrofan Grekov khoảng năm 1934

Sau Cách mạng Tháng Mười, các quân đội tả khuynh lẫn hữu khuynh dấy binh chống chính quyền mới, khơi mào cuộc Nội chiến Nga. Tháng 5 năm 1918, Sovnarkom cử Stalin tới Tsaritsyn để trông coi việc thu mua lương thảo để đảm bảo chuỗi cung ứng ở miền nam nước Nga. Nóng lòng muốn chứng tỏ tư chất chỉ huy, ông bèn nắm quyền điều hành chiến dịch của đạo Hồng quân tại đây, ngoài ra còn kết thân với hai chiến hữu là Kliment Voroshilov và Semyon Budyonny. Vì tin rằng mình có lợi thế quân số, Stalin áp dụng chiến thuật biển người để xuyên thủng hàng ngũ của phe Bạch Vệ chống-Bolshevik ở Tsaritsyn, gây tổn thất nhân mạng không đáng có. Ngoài ra, ông cũng chỉ huy một chi nhánh Cheka địa phương, ủy quyền cho họ hành quyết những người bị tình nghi là phản cách mạng, đôi khi không cần qua xét xử. Trái với quy định của chính phủ, ông cho phép Cheka thanh trừng quân đội và các cơ quan phụ trách thực phẩm của chuyên viên địa phương thuộc tầng lớp trung lưu. Sự lạm dụng chiến dịch khủng bố của Stalin vượt trên mức hạn định của các lãnh đạo Bolshevik; chẳng hạn, ông từng hạ lệnh cho đốt làng mạc để nông dân tuân thủ giao nộp lương thảo.
Tháng 12 năm 1918, Stalin được cử tới Perm để điều tra xem tại sao lực lượng Bạch vệ của Alexander Kolchak có thể càn quét căn cứ Hồng quân ở đó. Ông về Moskva khoảng giữa tháng 1 và tháng 3 năm 1919, rồi được điều sang Mặt trận Tây tại Petrograd. Khi binh lính của Trung đoàn Hồng quân 3 đào ngũ, ông đã ra lệnh xử tử nhiều kẻ để làm gương. Vào tháng 12, ông quay lại Mặt trận Nam. Trong thời chiến, ông đã chứng tỏ bản thân đối với Ủy ban Chấp hành Trung ương Đảng, phô diễn tinh thần quyết đoán, ý chí quyết tâm, và sẵn lòng lãnh trách nhiệm trong các tình huống xung đột. Tuy nhiên, ông hay bất tuân mệnh lệnh và liên tục dọa từ chức khi bị mất thể diện. Ông bị chỉ trích công khai bởi Lenin tại Đại hội VIII Đảng Cộng sản Nga vì vận dụng chiến thuật không hợp lý, gây thiệt hại nhân mạng không đáng có. Dù vậy, chính phủ vẫn trao tặng ông Huân chương Cờ đỏ vào tháng 11 năm 1919.
Cuối năm 1919, phái Bolshevik đã kiểm soát hoàn toàn chiến cục. Sovnarkom bèn chuyển hướng sang việc lan truyền cách mạng vô sản ra toàn cầu, thành lập Quốc tế Cộng sản vào tháng 3 năm 1919; Stalin dự lễ khai mạc của tổ chức mới này. Tuy Stalin không chung quan điểm với Lenin về cách mạng vô sản châu Âu, ông vẫn nhận thấy rằng, chừng nào Nga Xô còn đứng một mình thì nó sẽ cực kỳ yếu ớt. Tháng 12 năm 1918, Stalin chuẩn bị sắc lệnh công nhận các cộng hòa Xô viết ở Estonia, Litva, và Latvia. Những chính phủ Marxist này vốn từng bị lật đổ trong cuộc nội chiến, điều mà Stalin coi là không chính đáng. Tháng 2 năm 1920, ông được bổ nhiệm làm Trưởng Ban Thanh tra Công Nông, rồi được cử tới Mặt trận Kavkaz vào cùng tháng đó.

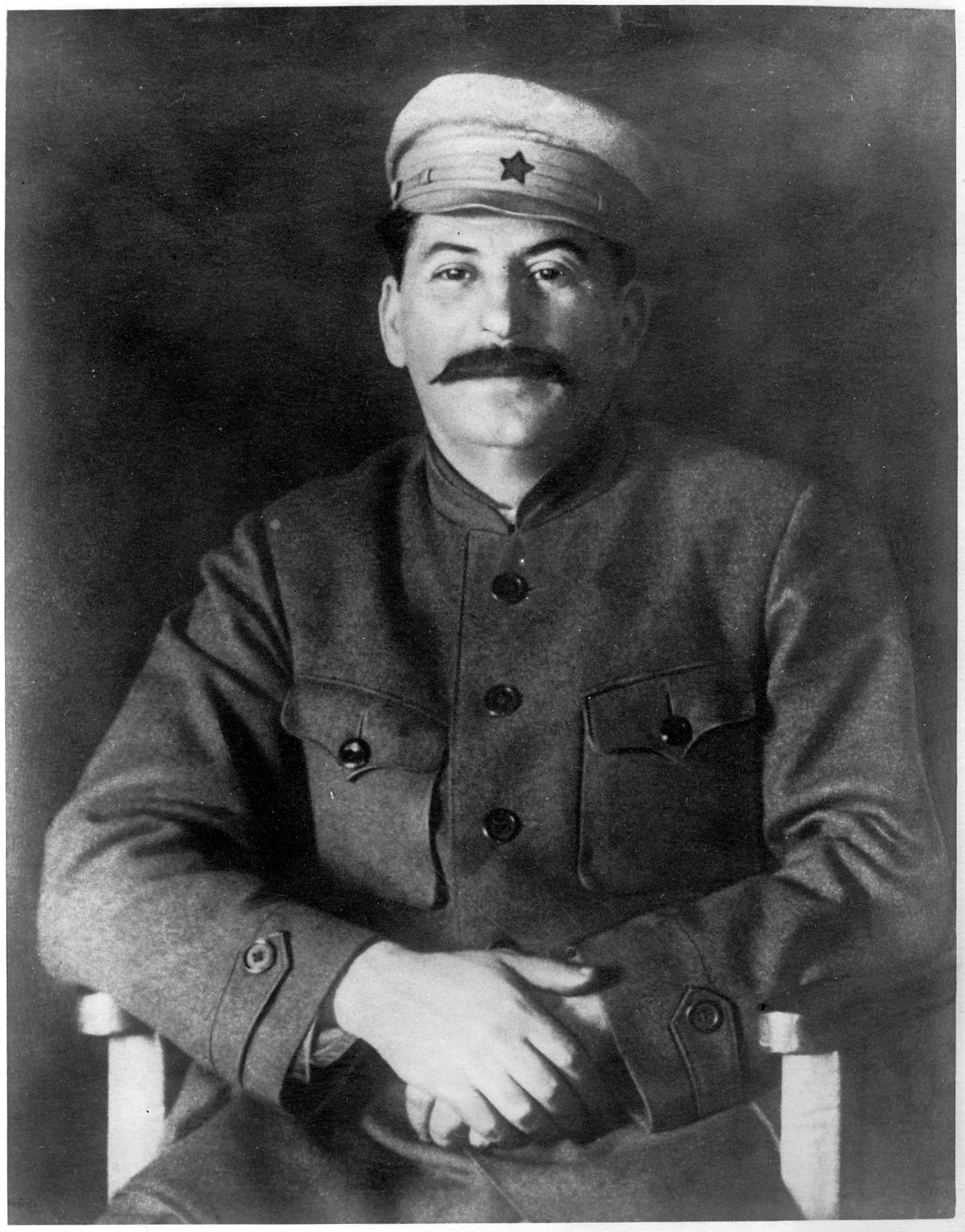
Stalin năm 1920

Tiếp nối các giao tranh trước đó giữa Ba Lan và Nga, chiến tranh Ba Lan – Xô viết bùng nổ vào năm 1920, mở màn với sự kiện quân Ba Lan xâm lược Ukraina và chiếm đóng Kiev vào ngày 7 tháng 5. Ngày 26 tháng 5, Stalin được điều tới Ukraina ở Mặt trận Tây Nam. Hồng quân tái chiếm Kiev vào ngày 10 tháng 6, đánh lui quân Ba Lan về lãnh thổ của họ. Ngày 16 tháng 7, Ban Chấp hành Trung ương phê duyệt quyết định đánh lấn sang Ba Lan. Lenin tin rằng giai cấp vô sản Ba Lan sẽ nổi dậy để hỗ trợ quân Nga lật đổ chính phủ Józef Piłsudski. Stalin khá dè chứng với đánh giá của Lenin, vì ông cho rằng chủ nghĩa dân tộc sẽ khiến công nhân Ba Lan ủng hộ cuộc chiến với Nga. Ông cũng cho rằng, Hồng quân chưa có đủ trang bị để tiến hành một cuộc tổng tấn công, và điều này chẳng may sẽ giúp Quân Bạch vệ ở Krym củng cố lực lượng, rất có khả năng châm ngòi lại cuộc Nội chiến. Tuy nhiên, lập luận của Stalin không có sức thuyết phục, nên ông đành thuận theo quyết sách của Lenin. Tại Mặt trận Tây Nam, ông quyết tâm đánh chiếm Lvov; nhằm thực hiện được ý đồ này, ông bất tuân lệnh chuyển quân cho nỗ lực tấn công Warsaw của Mikhail Tukhachevsky vào đầu tháng 8.
Giữa tháng 8 năm 1920, quân Ba Lan đã đẩy lùi cuộc tiến công của Nga, và Stalin quay về Moskva để hội kiến với Bộ Chính trị. Ở Moskva, Lenin và Trotsky khiển trách thái độ của ông trong cuộc chiến với Ba Lan. Stalin cảm thấy mình bị xem thường và tủi nhục; vào ngày 17 tháng 8, ông xin từ chức quân ngũ, được chấp thuận vào ngày 1 tháng 9. Tại Hội nghị Bolshevik lần thứ 9 giữa tháng 9, Trotsky cáo buộc Stalin đã mắc phải "sai sót chiến lược" trong việc quản lí trận địa. Trotsky cho rằng Stalin đã gây tổn hại đến chiến dịch do không tuân lệnh chuyển quân. Lenin đồng tình với Trotsky, và không một ai trong cuộc họp đứng ra bảo vệ Stalin. Do vậy, ông cảm thấy bị thất sủng và ngày càng thù ghét Trotsky. Chiến tranh Ba Lan - Xô viết khép lại vào ngày 18 tháng 3 năm 1921 với việc ký kết Hòa ước Riga.

### 1921–1923: Cuối đời Lenin

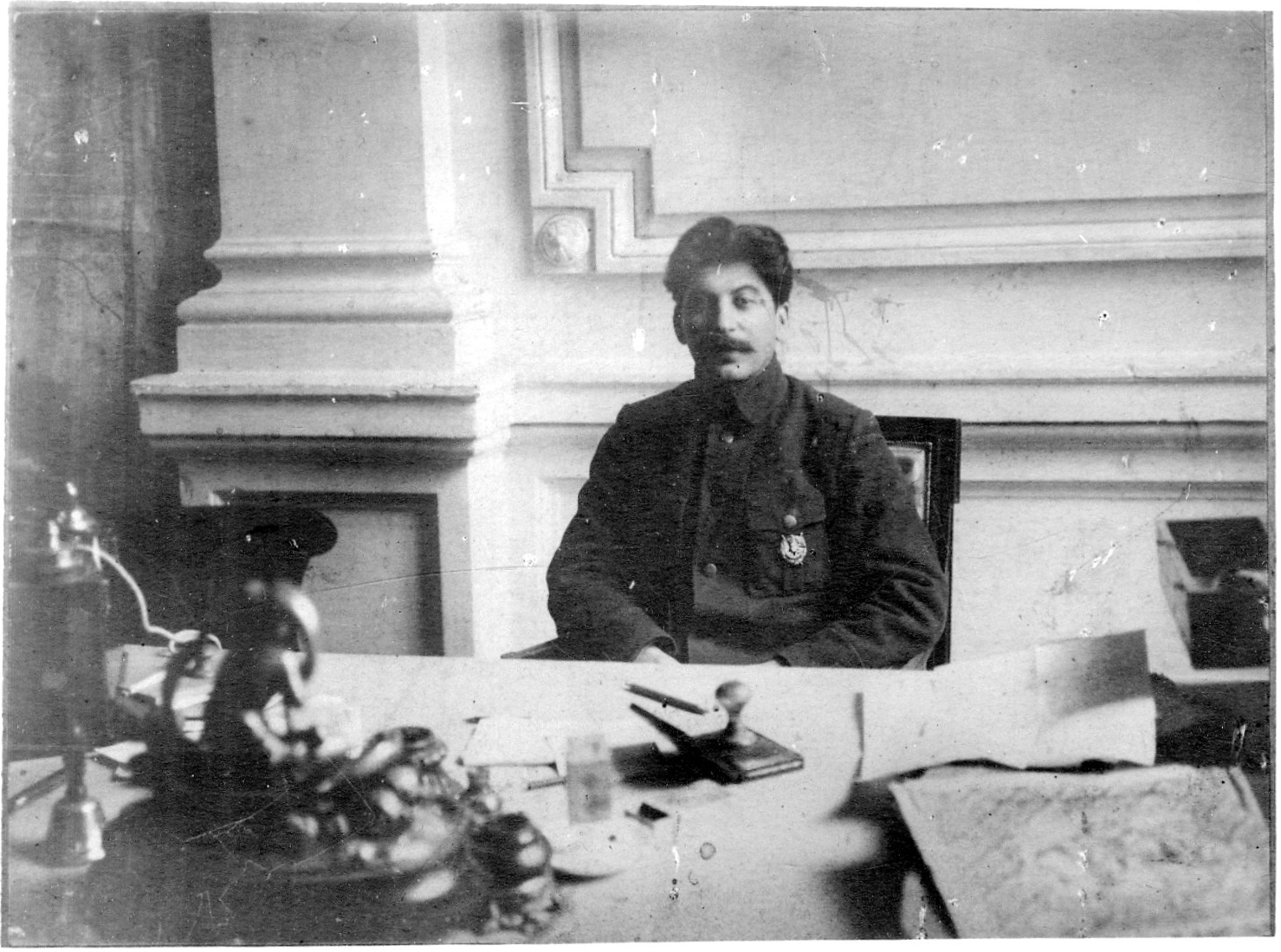
Stalin đeo Huân chương Cờ đỏ tại nhà riêng của Sergo Ordzhonikidze vào năm 1921.

Chính quyền Bolshevik bắt đầu tìm cách mở rộng tầm ảnh hưởng sang các nước láng giềng. Tháng 2 năm 1921, Nga Xô viết tuyên chiến với chính quyền Menshevik ở Gruzia. Tháng 4 năm 1921, Stalin cử Hồng quân tiếp quản Turkestan. Với tư cách Dân ủy viên phụ trách vấn đề Dân tộc, Stalin tin rằng mỗi quốc gia dân tộc và nhóm sắc tộc nên có quyền được tự biểu lộ quan điểm, chủ trương đề ra khái niệm "cộng hòa tự trị" bên trong một liên bang thống nhất. Một số nhà lý luận Marxist chỉ trích Stalin vì lập trường mang màu sắc dân tộc chủ nghĩa tư sản này, còn số khác lại cáo buộc ông là có quan điểm thiên vị Nga.
Dãy Kavkaz đa sắc tộc, nơi chôn rau cắt rốn của Stalin, bấy giờ lại là rào cản lớn nhất đối với chính sách dân tộc do ông ban bố. Stalin phản đối việc lập ra các nhà nước cộng hòa Gruzia, Armenia, và Azeri tự chủ, viện lý rằng các dân tộc thiểu số vẫn sẽ bị đàn áp nếu làm vậy; thay vào đó, ông kêu gọi thành lập duy nhất một nhà nước Cộng hòa Xã hội chủ nghĩa Xô viết Liên bang Ngoại Kavkaz. Đảng Cộng sản Gruzia tuy vậy không tiếp thu ý kiến của Stalin, dẫn đến mâu thuẫn mà thường được gọi là sự vụ Gruzia. Giữa năm 1921, Stalin trở về quê nhà ở miền nam Kavkaz, nhằm khuyển nhủ các đảng viên Gruzia chớ có tư tưởng sô-vanh dân tộc chủ nghĩa mà chà đạp quyền lợi của các dân tộc thiểu số sống cạnh bên như người Abkhazia, người Ossetia, và người Adjara. Nhân tiện dịp này, Stalin thăm con trai Yakov và đưa cậu lên Moskva nuôi nấng. Tháng 3 năm 1921, Nadezhda hạ sinh con trai thứ hai của Stalin, đặt tên là Vasily.
Sau khi cuộc Nội chiến Nga kết thúc, các cuộc đình công của công nhân và các cuộc khởi nghĩa nông dân bùng nổ xuyên khắp Nga, hầu hết là để phản đối lệnh trưng thu lương thực của Sovnarkom; do vậy mà Lenin đành thông qua Chính sách kinh tế mới (NEP) vào năm 1921. Lục đục cũng bắt đầu biểu hiện bên trong Đảng Cộng sản Nga, bắt nguồn từ việc Trotsky muốn bãi bỏ các công đoàn; Lenin phản đối điều này, dẫn đến việc Stalin phải giúp thành lập một bè phái chống Trotsky bên trong Đảng.
— "Di chúc Lenin" ngày 4 tháng 1 năm 1923. Tạm dịch từ bản tiếng Anh.

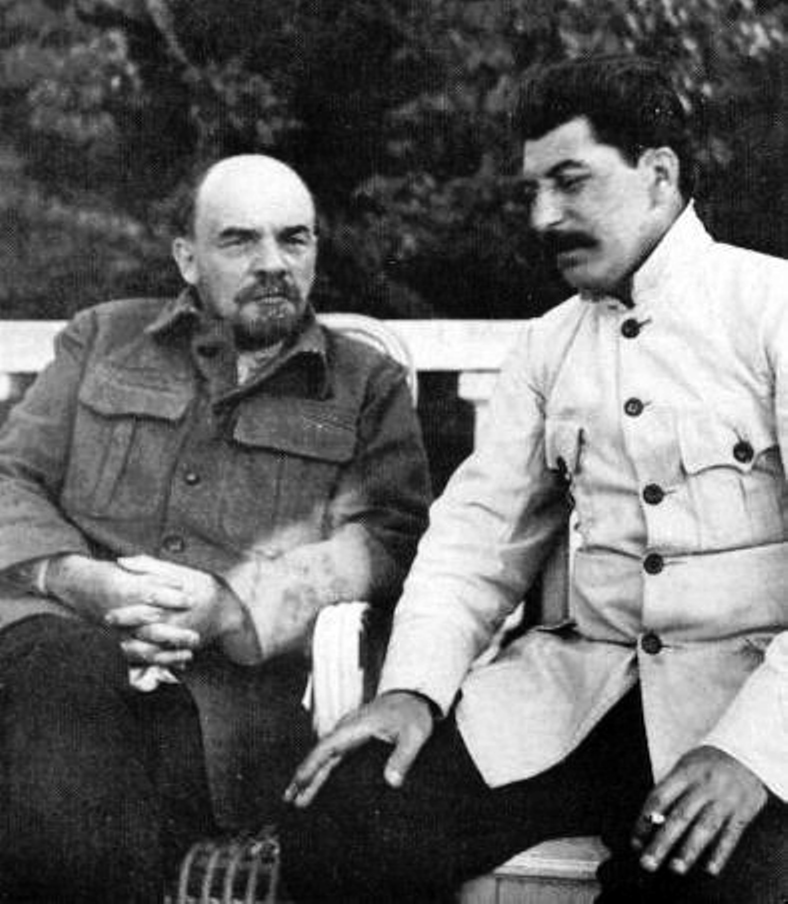
Stalin hội kiến với một Lenin bệnh tật ở Gorki vào tháng 9 năm 1922.

Tháng 5 năm 1922, Lenin đột quỵ, tê liệt một phần thân. Do phải dưỡng bệnh ở dacha Gorki, Lenin liên lạc với Sovnarkom thông qua Stalin, người thường xuyên đến thăm ông. Lenin từng hai lần hỏi Stalin cho ông thuốc độc để tự tử, song bị từ chối. Bất chấp tình đồng chí giữa hai người, Lenin không thích cách xử sự "Á Châu" của Stalin, từng nói với em gái Maria rằng Stalin "không sáng suốt". Về chính sách, Lenin và Stalin mâu thuẫn về vấn đề ngoại thương; Lenin tin rằng nhà nước Xô viết nên giữ độc quyền về ngoại thương, còn Stalin ủng hộ lập trường của Grigori Sokolnikov rằng làm vậy là chưa thiết thực ở thời điểm hiện tại. Một tranh cãi khác nảy sinh giữa hai người trong Sự vụ Gruzia, theo đó Lenin ủng hộ nguyện vọng thành lập Cộng hòa Xô viết Gruzia của Ban Chấp hành Trung ương Đảng Cộng sản Gruzia, hơn là ý kiến của Stalin nhằm thành lập một Liên bang Ngoại Kavkaz.
Lenin và Stalin cũng bất đồng với nhau về bản chất của nhà nước Xô viết. Lenin kêu gọi thành lập "Liên bang các Cộng hòa Xô viết của Châu Âu và Châu Á", phản ánh mong muốn của ông nhằm lan rộng tầm ảnh hưởng của Xô viết ra hai châu lục và khuyên Nga Xô nên tham gia liên bang này với tư cách bình đẳng như các Cộng hòa khác. Stalin tin rằng điều này sẽ khiến các dân tộc phi-Nga muốn độc lập hơn, vậy nên ông đề nghị các dân tộc thiểu số gia nhập Nga Xô với tư cách "cộng hòa tự trị". Lenin phê phán Stalin vì "tư tưởng sô vanh Đại Nga", còn Stalin vu cáo Lenin có "tư tưởng tự do tư sản dân tộc". Rốt cuộc hai người họ đi đến thỏa hiệp, đổi tên liên bang mới thành "Liên bang Cộng hòa Xã hội chủ nghĩa Xô viết" (Liên Xô). Sự khai sinh của Liên Xô được chính thức phê chuẩn vào tháng 12 năm 1922; tuy là một nhà nước liên bang trên danh nghĩa, tất cả các quyết định quan trọng đều phải được chuẩn y bởi Bộ Chính trị Đảng Cộng sản Liên Xô ở Moskva.
Lenin và Stalin cũng nảy sinh xích mích trong đời tư; Lenin đã rất tức giận khi hay tin Stalin xỉ mắng Krupskaya qua một cuộc điện thoại. Vào năm cuối đời của Lenin, Krupskaya đã trình bày cái gọi là "Di chúc Lenin" cho một số nhân vật cấp cao, trong đó có chỉ trích thái độ thô lỗ và chuyên quyền của Stalin, đồng thời khuyến nghị miễn nhiệm chức Tổng Bí thư của ông. Nhà sử học Kotkin đã đặt nghi vấn về tính xác thực của tài liệu này, gợi ý rằng có lẽ Krupskaya đã thảo nó. Tuy nhiên phải chú ý rằng bản thân Stalin chưa bao giờ nghi vấn điều này.

## Thâu tóm quyền bính

### 1924–1927: Kế tục Lenin

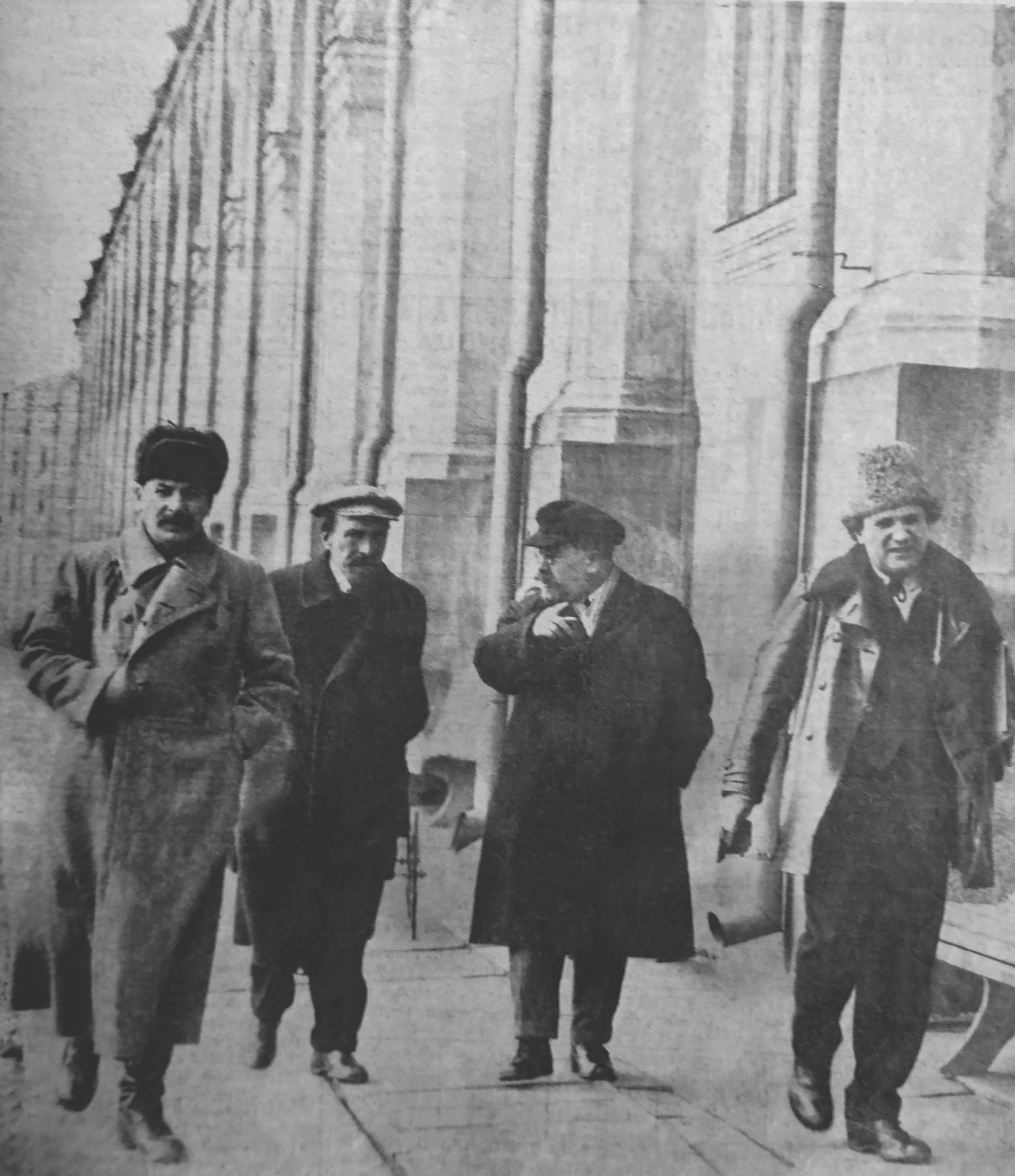
Từ trái sang phải: Stalin, Rykov, Kamenev, và Zinovyev vào năm 1925. Ba nhân vật trên về sau bị Stalin thất sủng, rồi mất mạng trong cuộc Đại thanh trừng

Lenin trút hơi thở cuối cùng vào tháng 1 năm 1924. Stalin cáng đáng tang sự cho vị lãnh tụ; tại tang lễ, ông là một trong những người đứng ra khiêng tiễn linh cữu của Lenin; trái với nguyện vọng của bà Krupskaya, Bộ Chính trị quyết định bảo quản và lưu giữ thi hài của Lenin trong lăng Quảng trường Đỏ ở Moskva. Điều này dần trở thành một phần của tục sùng bái cá nhân Lenin ở Liên Xô; Petrograd được đổi tên thành "Leningrad" cùng năm. Nhằm xây dựng hình ảnh của mình như một người Leninist tận tụy, Stalin thuyết giảng chín bài giảng mang tên "Các nền tảng của chủ nghĩa Lenin" tại Đại học Sverdlov, sau được xuất bản dưới dạng sách in. Tại Đại hội XIII Đảng Cộng sản Nga vào tháng 5 năm 1924, "Di chúc Lenin" được đọc trước các đại biểu tỉnh ủy. Hổ thẹn với những lời phê bình trong đó, Stalin xin từ chức Tổng Bí thư; hành động khiêm nhường này đã cứu vãn thể diện của ông, và Bộ Chính trị cho phép ông tiếp tục đảm đương chức nhiệm.
Trên cương vị Tổng Bí thư, Stalin gần như nắm toàn quyền bổ nhiệm cán bộ, cho phép ông đưa đồng minh lên giữ các chức vụ chủ chốt trong Đảng và chính phủ. Bên trong Đảng, ông thiên vị các đảng viên trẻ tuổi có xuất thân vô sản, hơn là nhóm "Bolshevik Già", những người mà xuất thân chủ yếu từ tầng lớp trung lưu đã tốt nghiệp đại học. Bên cạnh việc tiếp xúc thường xuyên với những viên chức non trẻ, Stalin cũng gây dựng mối quan hệ thân thiết với ba thủ trưởng cảnh sát mật (Cheka và cơ quan hậu thân, Tổng cục Chính trị Nhà nước): Felix Dzerzhinsky, Genrikh Yagoda, và Vyacheslav Menzhinsky. Tháng 2 năm 1926, vợ ông sinh bé gái Svetlana.
Với cái chết của Lenin, Stalin coi Trotsky là trở ngại chính đối với quyền lực của mình bên trong Đảng. Trên thực tế, trong những năm tháng Lenin ốm đau bệnh tật, Stalin đã xây dựng một bè phái chống Trotsky cùng Kamenev và Zinoviev. Tuy Zinoviev quan ngại về uy thế manh nha của Stalin, ông vẫn đứng sau ủng hộ Stalin làm đối trọng với Trotsky ở Đại hội Đảng lần thứ XIII. Phe Đối lập cánh Tả do Trotsky lập ra cho rằng NEP đang nhượng bộ quá nhiều cho chủ nghĩa tư bản; Stalin bị gán mác "hữu khuynh" vì ủng hộ chính sách này. Đáp lại, Stalin bắt đầu gây dựng một nhóm ủy viên ủng hộ mình trong Ban Chấp hành Trung ương Đảng, còn phe Đối lập cánh Tả dần bị gạt khỏi quyền lực. Ông chiêu mộ được Bukharin về phe mình, người mà giống Stalin, cũng tin rằng các đề xuất của phe Đối lập cánh Tả sẽ khiến Liên Xô trở nên bất ổn.

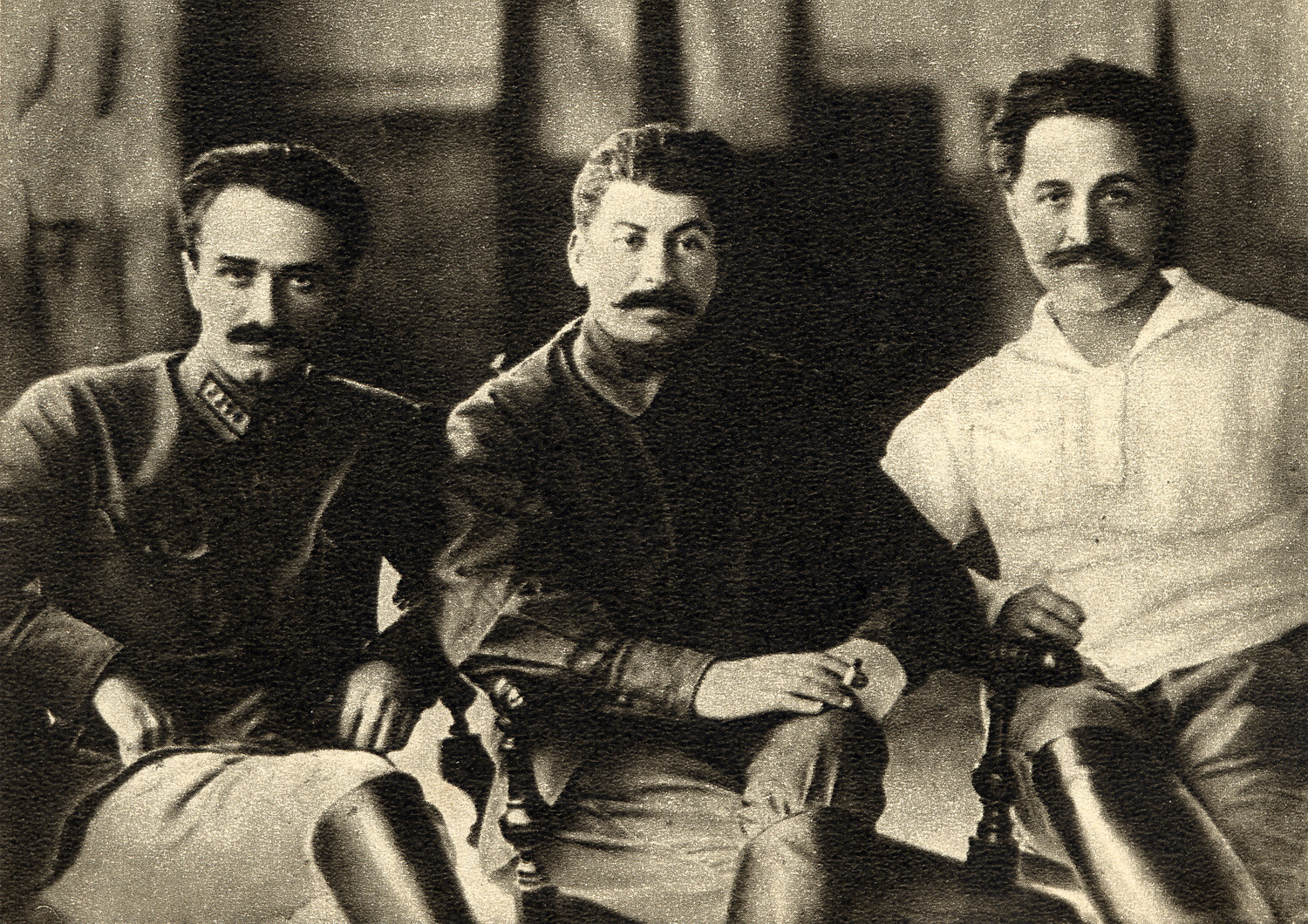
Stalin ngồi cùng Anastas Mikoyan và Sergo Ordzhonikidze ở Tbilisi, 1925

Cuối năm 1924, Stalin chĩa mũi dùi vào Kamenev và Zinoviev, loại bỏ đồng minh của họ khỏi các vị trí chủ chốt. Năm 1925, Kamenev và Zinoviev trả đũa chống lại Stalin và Bukharin. Tại Đại hội Đảng lần thứ XIV vào tháng 12, hai người họ công kích bất thành bè cánh của Stalin. Đáp lại, Stalin cáo buộc Kamenev và Zinoviev chia bè kết phái hòng làm rối loạn nội bộ Đảng. Giữa năm 1926, hai người họ hợp lực cùng những người ủng hộ Trotsky để thành lập nhóm Đối lập thống nhất chống Stalin. Tháng 10 cùng năm, phái này buộc phải giải tán do lo sợ bị khai trừ khỏi Đảng, về sau phải công khai rút lại phát ngôn dưới sức ép của Stalin. Các cuộc tranh luận bè phái tiếp diễn, khiến Stalin phải đe dọa từ chức vào tháng 10, tháng 12 năm 1926 và tháng 12 năm 1927. Tháng 10 năm 1927, Zinoviev và Trotsky bị loại khỏi Ban Chấp hành Trung ương; Trotsky bị phát lưu tới Kazakhstan, rồi ra hẳn ngoại quốc vào năm 1929. Một số ủy viên thuộc nhóm Đối lập thống nhất sau khi thừa nhận lỗi lầm, ăn năn hối cải, được khôi phục đảng tịch và chức vụ.
Stalin lúc này đã trở thành lãnh tụ tối cao của Đảng; chức Thủ tướng được ông giao phó cho người thân cận Vyacheslav Molotov. Những người ủng hộ Stalin khác trong Bộ Chính trị là Voroshilov, Lazar Kaganovich và Sergo Ordzhonikidze. Theo Montefiore, tại thời điểm này "Stalin là thủ lĩnh của một băng đảng đầu sỏ nhưng chưa phải một nhà độc tài".
Năm 1926, Stalin viết bài luận Về vấn đề chủ nghĩa Lenin, trong đó biện luận ủng hộ "chủ nghĩa xã hội trong một quốc gia" và coi đây như quan điểm Leninist chính thống. Tuy nhiên điều này trái ngược hoàn toàn với quan điểm quốc tế chủ nghĩa và cách mạng thế giới của những người Bolshevik.

### 1927–1931: Phi kulak hóa, tập thể hóa, và công nghiệp hóa

#### Chính sách kinh tế
— Stalin tháng 2 năm 1931, tạm dịch theo Service (2004:273)
Nền công nghiệp của Liên Xô lúc bấy giờ thua kém hoàn toàn so với phương Tây, và thiếu hụt ngũ cốc cũng là một vấn đề nhức nhối; sản lượng ngũ cốc năm 1927 ở Liên Xô chỉ bằng 70% năm 1926. Ngoài ra, Stalin cũng lo sợ mối đe dọa từ Nhật, Pháp, Anh, Ba Lan, và Romania. Phần lớn các tổ chức của Đảng Cộng sản, trong đó có Komsomol, OGPU, và Hồng quân, đã trở nên nóng lòng muốn dỡ bỏ chính sách NEP, vì lo ngại tầm ảnh hưởng của những kẻ hưởng lợi từ chính sách này; cụ thể là tầng lớp phú nông, hay "kulak", và các chủ doanh nghiệp nhỏ, hay "NEPmani". Vào thời điểm đó, Stalin cũng tỏ ý chống chính sách NEP, lập trường mà có thể coi là "thiên tả" hơn cả Trotsky hoặc Zinoviev.
Đầu năm 1928, Stalin đi Novosibirsk, nơi ông cáo buộc kulak địa phương tàng trữ ngũ cốc, bèn ra lệnh bắt giữ kulak và tịch thu mùa vụ của họ để đem về Moskva vào Tháng 2. Theo chỉ đạo của ông, các đội trưng thu ngũ cốc được lập ra ở khắp miền Tây Siberia và ở Dãy Ural, dẫn đến xung đột với tầng lớp nông dân. Stalin ra thông cáo rằng cả phú nông lẫn trung nông đều phải miễn cưỡng giao nộp mùa vụ. Bukharin cùng nhiều ủy viên Trung ương Đảng đã rất phẫn nộ do không được thông tin về chuyện này. Tháng 1 năm 1930, Bộ Chính trị phê duyệt chính sách trừ khử tầng lớp phú nông; những kulak bị tố cáo sẽ phải lãnh án phát lưu tại các trại tập trung nơi xa xôi hẻo lánh. Nhiều trong số họ bỏ mạng trên các chuyến đi. Tới tháng 7 năm 1930, hơn 320.000 hộ gia đình đã bị ảnh hưởng bởi chính sách phi kulak hóa. Theo Dmitri Volkogonov, quá trình phi kulak hóa là "cuộc khủng bố hàng loạt đầu tiên được áp dụng bởi Stalin trong chính đất nước của ông ta."

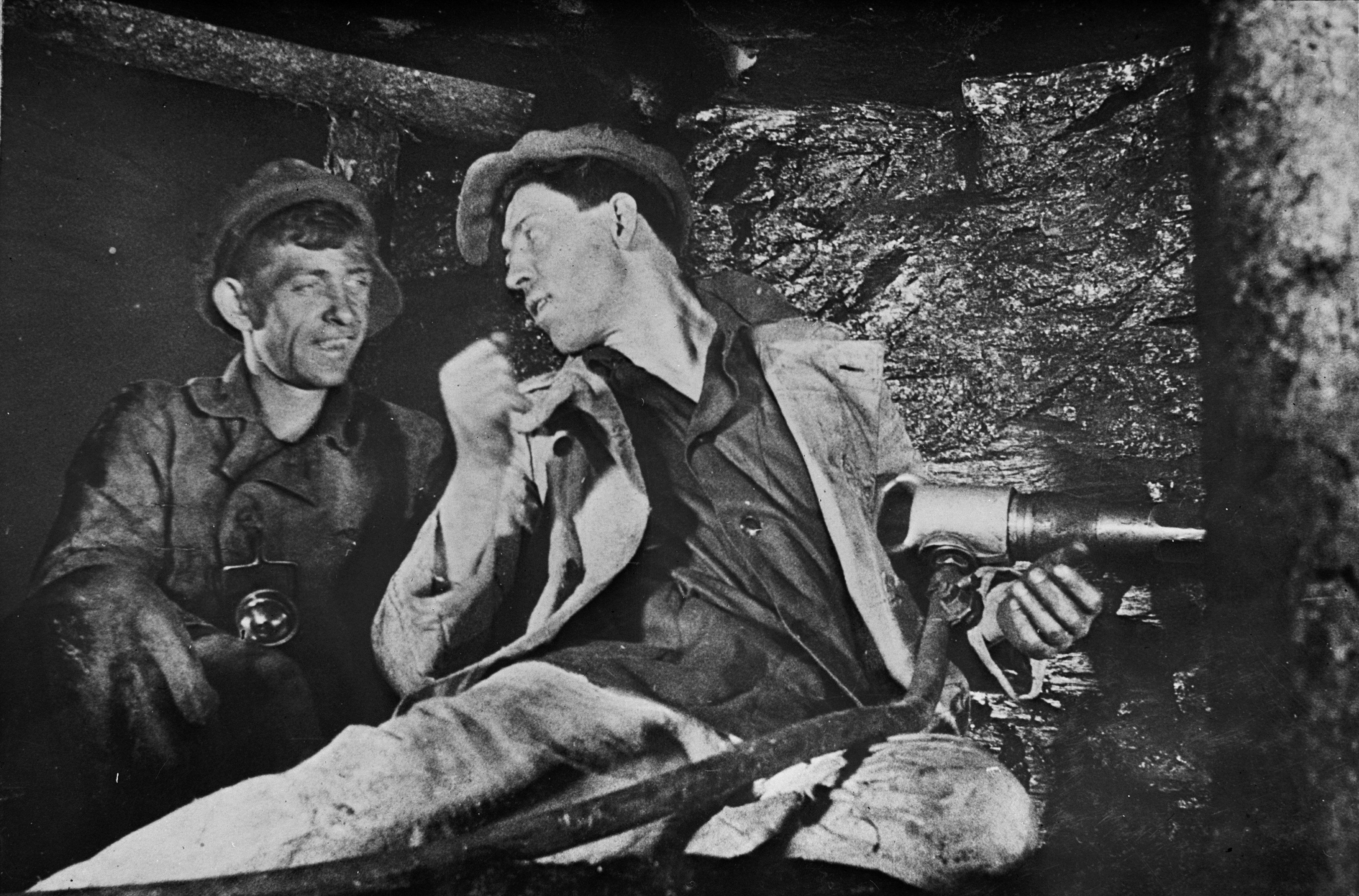
Anh hùng lao động A. G. Stakhanov bên cạnh một thợ mỏ: Stalin từng khởi động phong trào Stakhanovite nhằm khuyến kích công nhân làm việc chăm chỉ hơn, góp phần nâng cao đáng kể năng suất đầu ra của Liên Xô vào những năm 1930.

Năm 1929, Bộ Chính trị tiến hành tập thể hóa ruộng đất nông nghiệp trên diện rộng, thiết lập hai kiểu nông trang là kolkhozy hợp tác xã và sovkhoz nhà nước. Stalin cấm phú nông tham gia hợp tác xã. Tuy trên danh nghĩa tự nguyện, nhiều nông dân thực chất tham gia hợp tác xã vì sợ phải chịu chung số phận với bọn phú nông; số khác thì bị đe dọa hoặc cưỡng ép tham gia bởi những người thân với Đảng. Tới năm 1932, khoảng 62% hộ nông gia làm hợp tác xã, và tới năm 1936 thì đã đạt 90%. Nhiều hợp tác xã viên uất ức vì mất ruộng đất tư hữu, khiến năng suất sụt giảm. Nạn đói lan rộng khắp nơi khiến Bộ Chính trị thường xuyên phải hạ lệnh tái phân phối lương thực để cứu đói nhiều vùng.
Bạo loạn vũ trang chống chính sách phi kulak hóa và tập thể hóa bùng nổ ở Ukraina, bắc Kavkaz, nam Nga, và Trung Á, lên đến đỉnh điểm vào tháng 3 năm 1930; tất cả đều bị Hồng Quân dập tắt. Stalin viết một bài báo phản biện rằng, việc tập thể hóa là hoàn toàn tự nguyện, đồng thời khiển trách thậm tệ các quan chức địa phương. Tuy Bukharin và Stalin khá thân thiết nhau, Bukharin lại rất ngờ vực chính sách của bằng hữu; sở dĩ vì Bukharin cho rằng đây là sự trở về với chính sách "cộng sản thời chiến" khi trước của Lenin và tin rằng nó sẽ thất bại. Dẫu vậy, tới giữa năm 1928, Bukharin không có đủ người ủng hộ bên trong Đảng để chống lại cải cách. Tháng 11 năm 1929, Stalin nhanh chóng bãi nhiệm Bukharin khỏi Bộ Chính trị.

#### Chính sách đối ngoại và văn hóa
Năm 1928, Stalin tuyên bố rằng cuộc chiến giữa giai cấp vô sản và kẻ thù sẽ tăng cường đồng thời với sự phát triển của chủ nghĩa xã hội. Ông cảnh báo về một "mối hiểm nguy từ phía cánh hữu" trong nội bộ Đảng Cộng sản. Phiên tòa Shakhty, vụ án dàn dựng đầu tiên ở Liên Xô, được tổ chức vào năm 1928, theo đó hàng tá "chuyên viên công nghiệp" bị kết án phá hoại. Từ năm 1929 tới năm 1930, các phiên tòa dàn dựng liên tiếp được tổ chức nhằm đe dọa phe đối lập, đáng kể như: Phiên tòa Đảng Công nghiệp, phiên tòa Menshevik, và phiên tòa Metro-Vickers. Nhận thức rõ sự nghi ngại của dân Nga đa số đối với một lãnh tụ người dân tộc Gruzia, Stalin đã cho thăng tiến nhiều quan chức Nga trong bộ máy chính phủ nhằm củng cố quyền lực, đồng thời ấn định tiếng Nga là ngôn ngữ bắt buộc ở các cấp giáo dục và nhiệm sở, sử dụng song song với các ngôn ngữ địa phương ở những nơi người Nga chiếm thiểu số. Bên cạnh đó, thái độ dân tộc chủ nghĩa thiểu số bị kiềm chế. Ngoài ra, các chính sách xã hội bảo thủ cũng được ban hành nhằm đẩy mạnh kỷ luật dân sự và thúc đẩy gia tăng dân số; chính phủ chủ trương xây dựng các đơn vị gia đình vững chắc, khuyến khích bổn phận làm mẹ của phụ nữ, tái hình sự hóa đồng tính luyến ái, hạn chế nạo phá thai và ly hôn, cũng như bãi bỏ Ban Phụ nữ Zhenotdel bên trong Đảng Cộng sản.

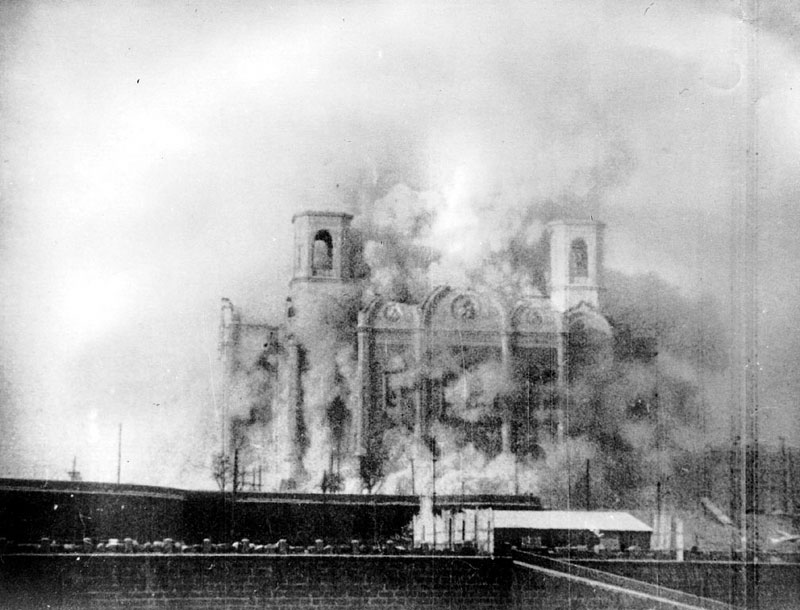
Ảnh chụp năm 1931 cho thấy Nhà thờ chính tòa Chúa Kitô Đấng Cứu Độ tại Moskva bị phá hủy để nhường chỗ cho dự án Cung điện Xô viết.

### 1932–1939: Những khủng hoảng lớn

#### Nạn đói

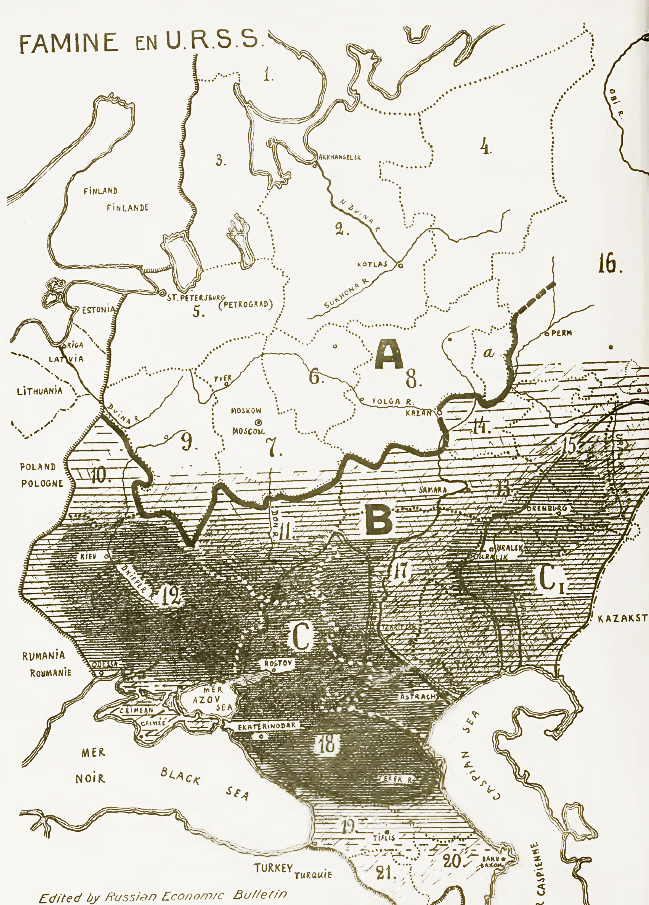
Bản đồ thể hiện nạn đói ở Liên Xô 1932–1933. Những nơi bị ảnh hưởng nặng nhất được tô đen.

Bên trong Liên Xô, dân chúng bắt đầu nảy sinh phẫn uất với chính phủ Stalin. Bất ổn dân sự, trước đó chỉ giới hạn ở nông thôn, giờ đây đã lan lên tận đô thị, khiến Stalin phải kiềm chế các chính sách kinh tế của mình vào năm 1932. Tháng 5 năm 1932, ông cho mở các khu chợ kolkhoz nơi nông dân có thể mậu dịch nông sản thặng dư do họ sản xuất. Song song với đó, các chế tài xử phạt trở nên mạnh tay hơn; tuân chỉ của Stalin, một sắc lệnh vào tháng 8 năm 1932 được ban hành, theo đó tội trộm cắp ngũ cốc có khả năng phải lĩnh án tử hình. Như một phần của kế hoạch 5 năm lần thứ hai, chỉ tiêu đầu ra giảm mạnh so với lần thứ nhất và nhấn mạnh công tác cải thiện đời sống của nhân dân. Lần này, chính phủ chủ trương mở rộng không gian nhà ở và sản xuất hàng hóa tiêu dùng. Tuy nhiên giống như lần trước, kế hoạch lần hai cũng liên tiếp phải tu chỉnh để phù hợp với điều kiện thực tiễn; chẳng hạn như việc chú trọng vào sản xuất quốc phòng theo sau sự kiện Adolf Hitler lên làm Thủ tướng Đức vào năm 1933.
Liên Xô trải qua nạn đói lớn giai đoạn 1932–33, gieo rắc cái chết cho 5-7 triệu người. Khu vực bị ảnh hưởng nặng nề nhất là Ukraina và Bắc Kavkaz; song bên cạnh đó thì Kazakhstan và nhiều tỉnh thành của Nga cũng chịu ảnh hưởng đáng kể. Giới sử học từ lâu đã tranh luận rằng chính phủ của Stalin có cố ý tạo ra nạn đói này hay không. Trên thực tế, không tồn tại bất cứ tài liệu nào chứng minh Stalin hay nội các của ông kêu gọi bỏ đói nhân dân. Vụ mùa những năm 1931 và 1932 vốn đã thất bát sẵn do nghịch cảnh thời tiết, kèm theo đó là rất nhiều vụ mùa năng suất thấp khiến nông sản đầu ra giảm thiểu. Các chính sách của chính phủ – chủ trương công nghiệp hóa nhanh chóng, xã hội hóa gia súc, và tập trung gieo trồng tại một khu vực thay vì luân canh – đã làm trầm trọng thêm vấn đề. Nhà nước cũng thất bại trong việc dự trữ ngũ cốc để đề phòng trường hợp xấu. Stalin đổ trách nhiệm cho các thành phần không tốt và phá hoại bên trong giai cấp nông dân. Chính phủ của ông cung cấp một lượng nhỏ lương thực để cứu đói các vùng bị ảnh hưởng nhưng không ăn thua, bên cạnh đó thì lại ưu tiên hàng đầu cho lực lượng lao động thành thị. Đối với Stalin, công nghiệp hóa đất nước quan trọng hơn đời sống của nông dân. Xuất khẩu ngũ cốc, bấy giờ là nguồn phí chính để chi trả cho máy móc nhập ngoại, sụt giảm mạnh. Stalin về sau không thừa nhận lỗi lầm của mình trong nạn đói mà sự tồn tại bị giấu khỏi các quan sát viên ngoại quốc.

#### Chính sách đối ngoại và ý hệ
Trong năm 1935–36, Stalin giám sát công tác phác thảo hiến pháp mới; các điều khoản tự do của nó được thiết kế chỉ nhằm mục đích tuyên truyền vì quyền lực thực tế nằm hết trong tay Stalin và Bộ Chính trị. Ông hùng hồn tuyến bố: "Chủ nghĩa xã hội, giai đoạn đầu của chủ nghĩa cộng sản, về cơ bản đã đạt được ở đất nước này". Năm 1938, cuốn Lịch sử Đảng Cộng sản Liên Xô (Bolshevik), còn được biết đến với cái tên thông tục là Loạt bài giảng ngắn, được ấn hành. Một loạt các tiểu sử về Stalin cũng ra mắt trong thời kỳ này, mặc dù Stalin muốn được thể hiện như một hiện thân của Đảng Cộng sản hơn là con người thật của mình. Tới năm 1938, nội các của Stalin đã ổn định, bao gồm những nhân vật thân tín mà sẽ tiếp tục gắn bó với ông cho tới cuối đời.

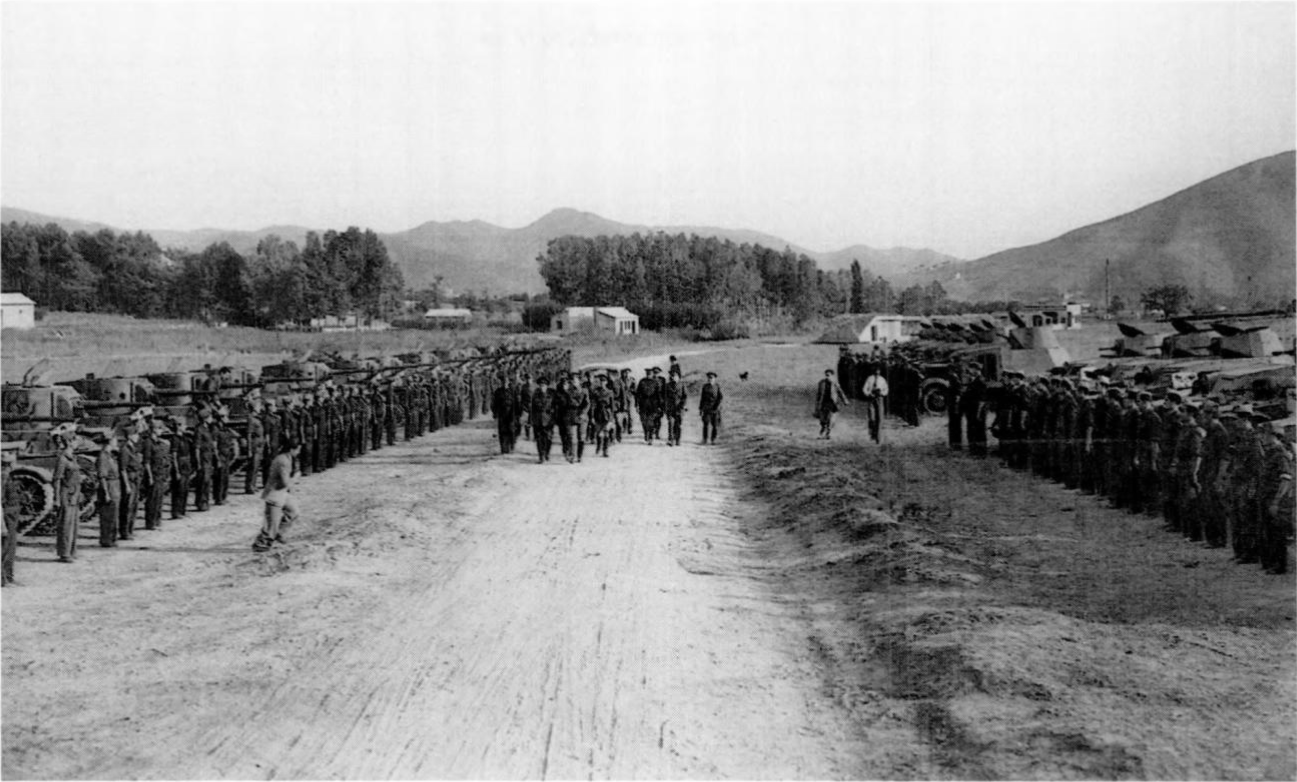
Xe thiết giáp Xô viết được duyệt trước khi chuyển cho Quân đội Nhân dân Cộng hòa trong Nội chiến Tây Ban Nha

Mong muốn cải thiện quan hệ quốc tế, Liên Xô gia nhập Hội Quốc Liên vào năm 1934. Từ tháng 10 năm 1933, Stalin bắt đầu trao đổi bí mật với Hitler. Stalin thán phục Hitler vì đã có thể kiểm soát Đảng Quốc xã sau khi trừ khử các đối thủ chính trị trong Đêm của những con dao dài. Tuy nhiên, Stalin nhận thức rõ mối hiểm họa manh nha của chủ nghĩa phát-xít và tìm cách liên kết với các nền tự do dân chủ Tây Âu. Tháng 5 năm 1935, Liên Xô ký kết một hiệp ước tương trợ với Pháp và Tiệp Khắc. Tại Đại hội VII Quốc tế Cộng sản vào tháng 7 và tháng 8 năm 1935, Liên Xô khuyến nghị các đảng Marx-Lenin quốc tế liên kết với các nhóm tả khác để tạo lập mặt trận nhân dân chống phát-xít. Đáp lại, các chính phủ chống cộng của Đức Quốc xã, Ý phát-xít và Đế quốc Nhật ký kết Hiệp ước chống Quốc tế Cộng sản vào năm 1936.

#### Đại thanh trừng

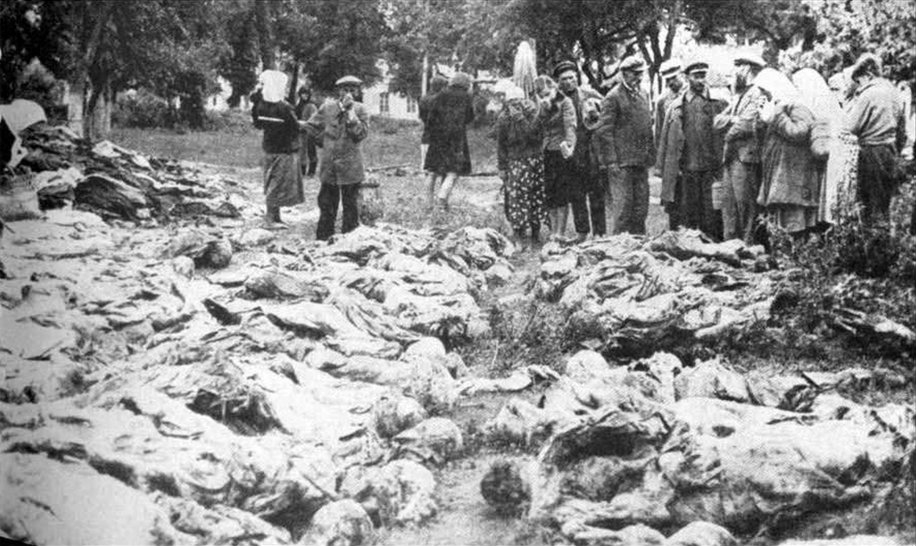
Khai quật khu mộ tập thể chôn xác nạn nhân của thảm sát Vinnitsia.

Stalin thường ra nhiều mệnh lệnh bất nhất về áp bức nhà nước. Tháng 5 năm 1933, ông cho phóng thích nhiều phạm nhân phạm tội vặt vãnh, đồng thời chỉ đạo các cơ quan an ninh ngừng phát lệnh truy nã và trục xuất hàng loạt. Tháng 9 năm 1934, ông lập ra các ủy ban điều tra về tội tống giam người vô cớ nhưng cùng tháng đó lại hạ lệnh tử hình các công nhân tại Nhà máy Luyện kim Stalin bị buộc tội làm gián điệp cho Nhật. Các hành vi lẫn lộn này chấm dứt vào tháng 12 năm 1934 sau khi ủy viên cao cấp Sergei M. Kirov bị giết hại. Lo sợ bị ám sát, Stalin tăng cường an ninh cá nhân và hiếm khi ra ngoài gặp mặt công chúng. Đồng thời, các vụ bắt bớ tăng mạnh trở lại sau cái chết của Kirov. Tiếp theo, Stalin ban hành sắc lệnh thành lập bộ ba NKVD và trao cho họ quyền phán quyết nằm trên tòa án. Năm 1935, ông lệnh cho NKVD trục xuất các thành phần phản cách mạng khỏi các đô thị lớn; đầu năm 1935, hơn 11.000 người đã bị trục xuất khỏi Leningrad. Năm 1936, Nikolai I. Yezhov được bổ nhiệm lên vị trị thủ trưởng NKVD.
Stalin đứng sau chủ mưu các vụ bắt bớ cựu đảng viên và ủy viên trung ương tại nhiệm; bị vu vạ tội thông đồng với phương Tây, nhiều người trong số họ đã bị tống giam hoặc phát lưu nội quốc. Phiên tòa Moskva đầu tiên được tổ chức vào tháng 8 năm 1936; Kamenev và Zinoviev bị khép tội mưu sát và kết án tử hình. Phiên toà Moskva thứ hai bắt đầu từ tháng 1 năm 1937, và phiên thứ ba từ tháng 3 năm 1938; Bukharin và Rykov bị cáo buộc liên can đến mưu đồ khủng bố của khối Trotskyite-Zinovievite và đều bị tử hình. Cuối năm 1937, hầu hết tập thể lãnh đạo cũ đã bị thanh trừng và Bộ Chính trị giờ đây nằm gọn trong tay Stalin. Bên cạnh đó, ông cũng thúc giục các đảng cộng sản khác loại trừ các thành phần không theo đường lối Stalinist.

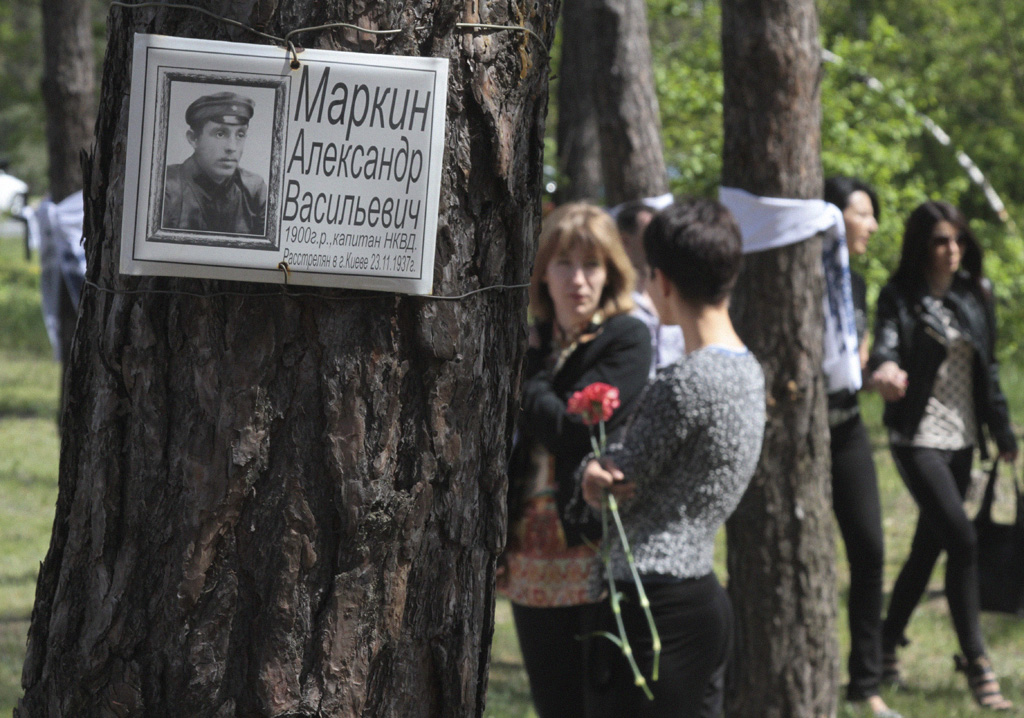
Nạn nhân của Đại thanh trừng tại khu mộ tập thể Bykivnia.

Làn sóng áp bức tăng mạnh trở lại vào tháng 12 năm 1936 và duy trì ở mức cao cho tới tháng 11 năm 1938, thời kỳ mà còn được gọi là Đại thanh trừng. Tháng 5 năm 1937, phần lớn ủy viên bên trong Bộ Tư lệnh Tối cao và nhiều tướng tá quân sự bị bắt giữ dựa trên các cáo buộc bịa đặt. Tới cuối những năm 1937, quá trình thanh trừng đã lan ra ngoài Đảng và ảnh hưởng đến xã hội dân sự. Tháng 7 năm 1937, Bộ Chính trị ra lệnh thanh lọc "các phần tử chống Liên Xô" trong xã hội, nhắm vào các đảng viên Bolshevik chống đối Stalin, các cựu đảng viên Menshevik và Xã hội chủ nghĩa cách mạng, giới tăng lữ, cựu binh Bạch Vệ, và phạm nhân phổ thông. Cùng tháng, Stalin và Yezhov ký duyệt Lệnh số 00447, liệt kê 268.950 cá nhân nằm trong diện truy nã và 75.950 trong đó về sau bị tử hình. Stalin tiếp tục phát động "các chiến dịch dân tộc" nhằm thanh lọc các sắc tộc thiểu số bao gồm Ba Lan, Đức, Latvia, Phần Lan, Hy Lạp, Triều Tiên và Hán. Tổng kết lại, khoảng 1,6 triệu người đã bị bắt, 700.000 người bị xử bắn, và một số lượng không rõ người chết do bị NKVD tra tấn.

## Thế chiến thứ hai

### 1939–1941: Hiệp thương với Đức
Trên danh nghĩa một người Marxist–Leninist, Stalin cho rằng xung đột giữa các cường quốc tư bản là không thể tránh khỏi; sau khi Đức Quốc xã sáp nhập Áo và một phần Tiệp Khắc vào năm 1938, ông nhận thấy một cuộc chiến đang kề cận. Ông muốn Liên Xô phải đứng trung lập trong trường hợp đó, hy vọng một cuộc chiến giữa Đức và liên minh Anh-Pháp sẽ tạo điều kiện cho Liên Xô bứt lên vị thế hàng đầu ở châu Âu. Về mặt quân sự, Liên Xô cũng từng phải đối mặt với mối họa Đông phương, biểu hiện bởi các cuộc đụng độ với Nhật Bản vào cuối thập kỷ 1930. Với tình hình này, Stalin chủ động chuẩn bị vũ trang, mở rộng gấp đôi quy mô lục quân giữa tháng 1 năm 1939 và tháng 6 năm 1941, nhưng vì quá nóng vội nên làm sa đà chất lượng quân sĩ. Giữa năm 1940 và 1941, ông hạ lệnh thanh trừng hàng ngũ quân sĩ, khiến quân đội lâm vào cảnh thiếu thốn sĩ quan được huấn luyện bài bản khi chiến tranh nổ ra.

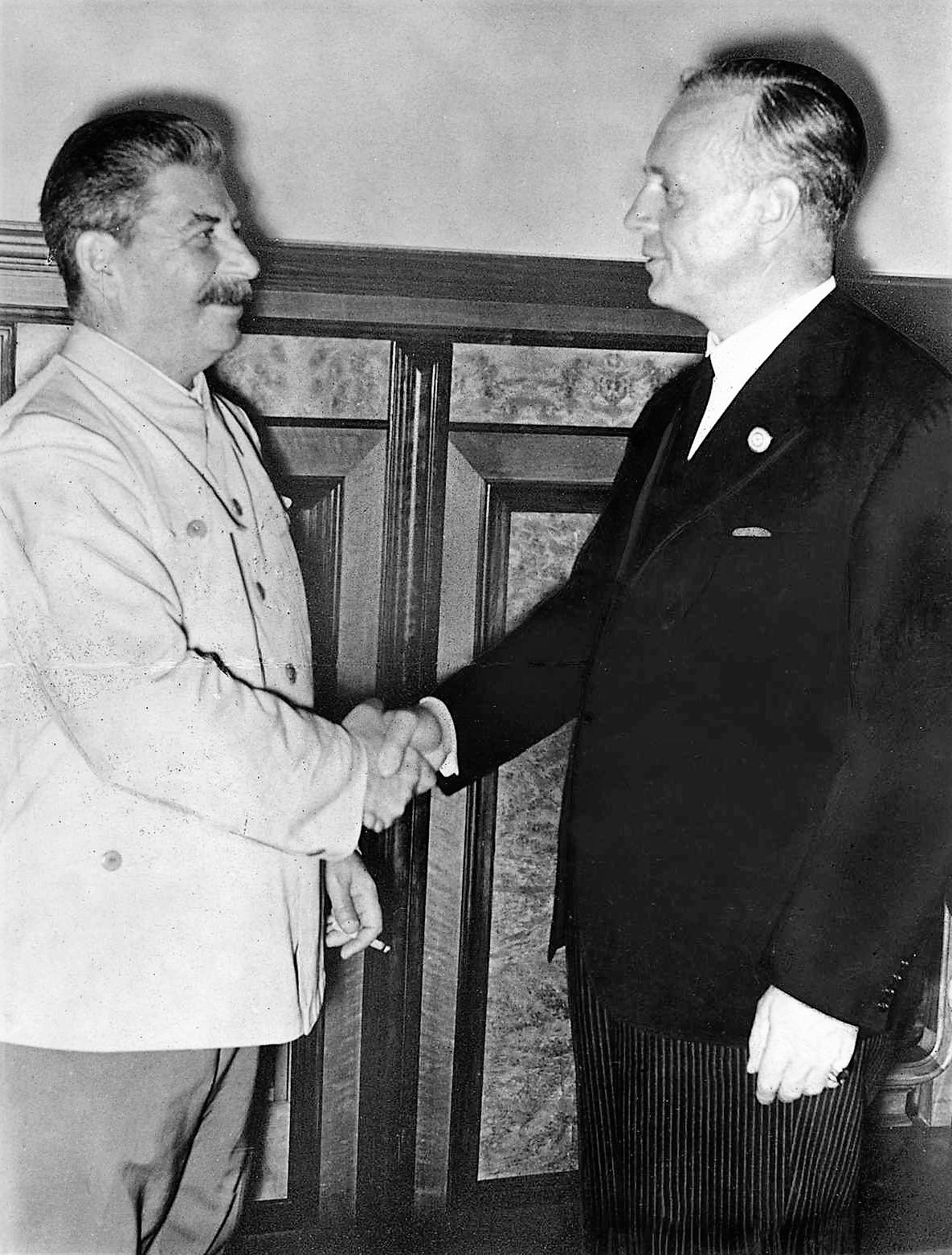
Stalin bắt tay Ngoại trưởng Đức Joachim von Ribbentrop tại Điện Kremli, 1939

Vì Anh và Pháp không muốn đặt cược vào một liên minh với Liên Xô, Stalin đã phải tìm kiếm điều này ở Đức. Ngày 3 tháng 5 năm 1939, Stalin thay thế Ngoại trưởng Maxim Litvinov, một người có tư tưởng thân phương Tây, bằng Vyacheslav Molotov. Đức bắt đầu ngồi vào bàn đàm phán với Liên Xô, đề xuất chia cắt Đông Âu thành hai mảnh. Stalin thấy đây là cơ hội để mở rộng lãnh thổ và để đạt được hòa bình tạm thời với Đức. Tháng 8 năm 1939, hai bên ký kết Hiệp ước Molotov–Ribbentrop, một hiệp ước không xâm phạm đã được bàn bạc từ trước bởi Molotov và Ngoại trưởng Đức Joachim von Ribbentrop. Một tuần sau, Đức xâm lược Ba Lan, khiến Anh và Pháp phải tuyên chiến với Đức. Ngày 17 tháng 9, Hồng quân tiến vào Đông Ba Lan, lấy danh nghĩa là lặp lại hòa bình sau khi chính phủ nước này sụp đổ. Vào ngày 28 tháng 9, Đức và Liên Xô trao đổi một vài khu vực họ chiếm được; Đức lấy những khu vực có nhiều người nói tiếng Ba Lan gồm Tỉnh Lublin và một phần Tỉnh Warszawa, còn Liên Xô lấy Litva. Hiệp ước Ranh giới Hữu nghị Đức-Xô được ký kết ít lâu sau, với sự có mặt của Stalin. Hai nhà nước tiếp tục trao đổi thương mại như bình thường, làm phá sản kế hoạch phong tỏa Đức của Anh.
Liên Xô tiếp tục yêu sách Phần Lan nhượng bộ lãnh thổ, nhưng bị từ chối. Liên Xô bèn xâm lược Phần Lan vào tháng 11 năm 1939; tuy có lợi thế về quân số, Hồng quân bị kìm chân bởi Phần Lan bé nhỏ. Quốc tế ủng hộ cuộc kháng chiến của Phần Lan, khiến cho Liên Xô bị khai trừ khỏi Hội Quốc Liên. Liên Xô rốt cuộc phải kết thúc chiến tranh với Hòa ước Moskva; Phần Lan tuy vậy vẫn phải nhượng bộ một phần lãnh thổ của họ. Vào tháng 6 năm 1940, Hồng quân chiếm đóng các nước Baltic, sáp nhập với Liên Xô vào tháng 8. Hồng quân cũng thực hiện các cuộc xâm lược Bessarabia và miền bắc Bukovina, Rumani. Liên Xô đập tắt các phong trào chống đối ở những nơi mới chiếm được bằng các chiến dịch truy bức. Một trong những ví dụ khét tiếng là thảm sát Katyn vào tháng 4 và tháng 5 năm 1940, trong đó khoảng 22.000 thành viên của lực lượng vũ trang, cảnh sát và trí thức Ba Lan bị hành quyết.
Tốc độ chiến thắng Pháp của Đức giữa năm 1940 đã khiến Stalin rất ngạc nhiên. Ông chú trọng chính sách nhân nhượng Đức để trì hoãn xung đột với họ. Sau khi Hiệp ước Ba bên được ký kết giữa các nước phe Trục gồm Đức, Nhật và Ý vào tháng 10 năm 1940, Stalin đề xuất Liên Xô cũng nên gia nhập khối này. Để tỏ thiện ý với Đức, vào tháng 4 năm 1941, Liên Xô đi đến một thỏa luận trung lập với Nhật. Tuy đã đứng ở cương vị thủ tướng de facto hơn một thập kỷ rưỡi, Stalin kết luận rằng mối quan hệ của Liên Xô với Đức đã tan nát đến nỗi, ông phải đích thân đảm đương chức vụ này de jure: vào ngày 6 tháng 5, Stalin thay thế Molotov làm Thủ tướng Liên Xô.

### 1941–1942: Đức tấn công

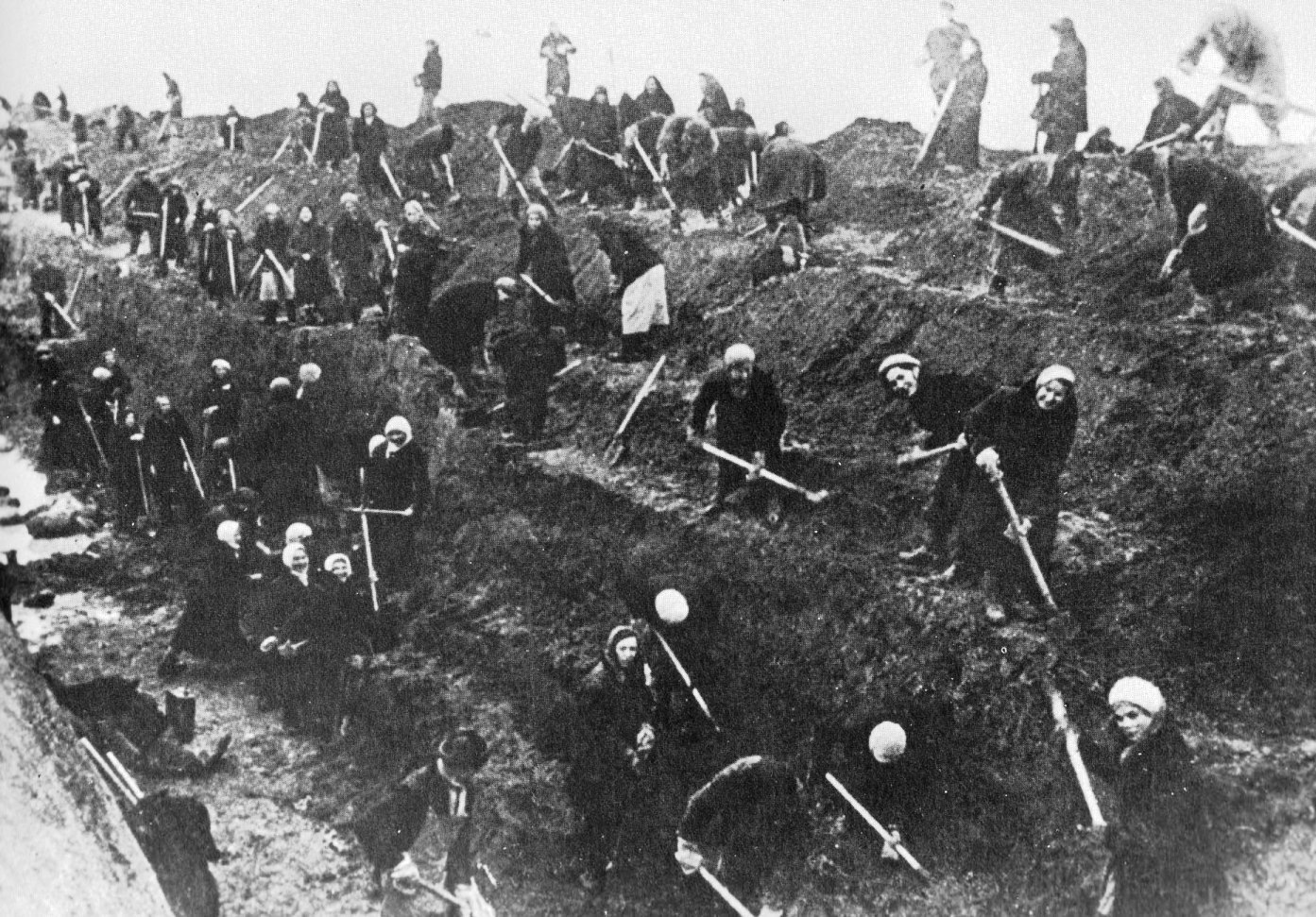
Phụ nữ đào hào chống tăng quanh Moskva; ảnh chụp năm 1941.

Tháng 6 năm 1941, Đức tiến hành xâm lược Liên Xô, mở màn chiến sự ở Mặt trận Đông. Mặc dù các cơ quan tình báo đã liên tục cảnh báo về nguy cơ xâm lược, Stalin rốt cuộc vẫn bị bất ngờ bởi nước đi của Đức. Ông bèn thành lập Ủy ban Quốc phòng, giữ chức Chỉ huy Tối cao của nó, và chức Tổng Tư lệnh Tối cao của lực lượng vũ trang Xô viết (Stavka). Bên cạnh đó, Georgy Zhukov được bổ nhiệm làm Tổng tham mưu Trưởng. Chiến thuật Blitzkrieg của Đức đã phát huy hiệu quả trong giai đoạn đầu của cuộc chiến; lực lượng không quân Xô viết nhanh chóng bị vô hiệu hóa trong vòng hai ngày. Wehrmacht ngày càng được nước lấn sâu vào lãnh thổ của Liên Xô. Chẳng bấy lâu, Ukraina, Belorussia và vùng Baltic đã lần lượt thất thủ trước bước tiến của quân Đức; Leningrad bị bao vây tứ phía. Làn sóng người tị nạn đổ xô về Moskva và các thành phố lân cận. Tới tháng 7, lực lượng không quân Luftwaffe mở chiến dịch oanh tạc Moskva. Tới tháng 10, Wehrmacht đã chuẩn bị mở một cuộc tổng tiến công vào Moskva. Chính phủ Liên Xô tính sơ tán đến Kuibyshev nhưng Stalin nhất quyết ở lại để cổ vũ tinh thần binh sĩ. Rốt cuộc, kế hoạch chinh phục Moskva của quân Đức bị phá sản hoàn toàn sau hai tháng chiến đấu trong điều kiện thời tiết mùa đông khắc nghiệt ở ngoại vi thành phố.
Bỏ qua những lời tham mưu của Zhukov và các vị tướng lĩnh khác, Stalin vẫn chủ trương tấn công quân Đức chứ không phòng thủ. Vào tháng 6 năm 1941, ông hạ lệnh tiến hành một cuộc tiêu thổ, phá hủy cơ sở hạ tầng và không để lọt nguồn cung lương thực vào tay Đức. Ngoài ra ông cũng tiến hành thanh lọc bộ máy chỉ huy quân sự, một số chỉ huy cấp cao đã bị giáng chức trong khi một số khác đã bị bắt và xử bắn vì đã để thua trận. Với Lệnh Số 270, Stalin đề ra mệnh lệnh rằng, bất cứ binh sỹ Hồng quân nào có hành vi đào ngũ hoặc đầu hàng địch thì đồng đội có quyền xử bắn tại chỗ và gia đình của họ sẽ bị bắt giữ. Suốt cuộc chiến, cả hai bên Đức vầ Xô đều phớt lờ các nguyên tắc kiềm chế được đưa ra trong Công uớc Geneva. Liên Xô lên án mạnh mẽ hành động thảm sát những người cộng sản, Do Thái và Di-gan của quân phát xít. Stalin cũng khai thác triệt để tinh thần chống Quốc xã của người Do Thái; vào tháng 4 năm 1942, ông quyết định tài trợ Ủy ban Do Thái chống phát xít (JAC) nhằm thu hút sự ủng hộ của nhân dân Do Thái và quan sát viên quốc tế.

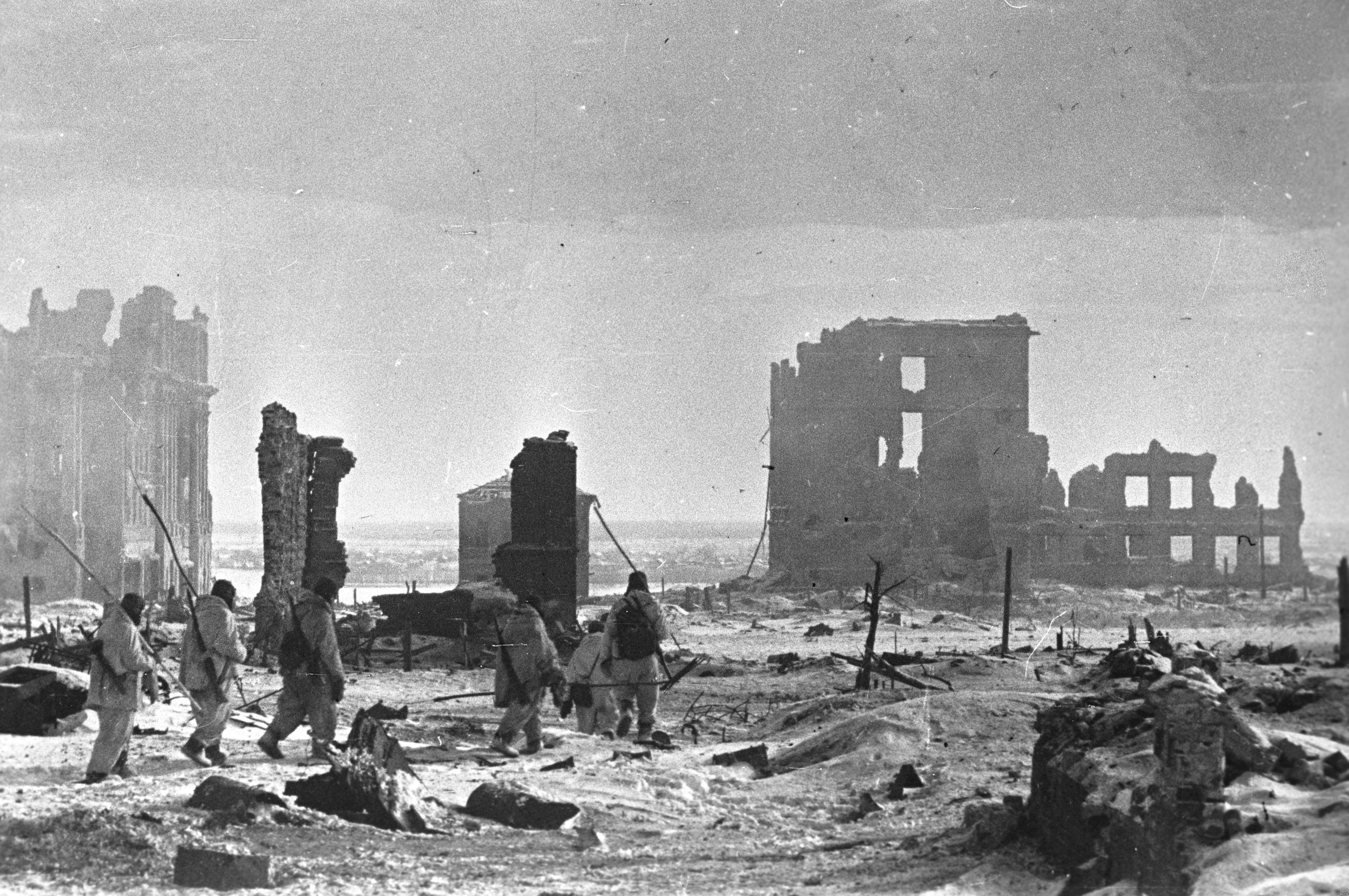
Stalingrad tan hoang sau khi được giải phóng, 2 tháng 2 năm 1943

Liên Xô quyết định liên minh với hai cường quốc của phe Đồng minh là Vương Quốc Anh và Hoa Kỳ. Để phục vụ cho công cuộc kháng chiến, Liên Xô tăng cường phát triển công nghiệp ở miền trung nước Nga, tập trung gần như hoàn toàn sản xuất cho quân đội. Họ đã đạt được năng suất công nghiệp rất cao, vượt xa Đức. Trong thời gian diễn ra chiến tranh, Stalin đã tỏ ra khoan dung hơn đối với Giáo hội Chính thống Nga, ông cho phép Giáo hội tiếp tục hoạt động và đích thân ông đã có cuộc gặp gỡ với Đức Thượng Phụ Sergius vào tháng 9 năm 1943. Bài hát Quốc tế ca, vốn là quốc ca của Liên Xô từ ngày đầu thành lập, đã được Stalin thay thế bằng một bài hát khác mang tính yêu nước hơn. Quốc tế Cộng sản bị giải thể vào năm 1943. Theo đó, Stalin khuyến nghị các đảng Marx-Lenin ngoại quốc tập trung vào chủ nghĩa dân tộc thay vì chủ nghĩa quốc tế để mở rộng cơ sở ủng hộ của quần chúng.
Vào tháng 4 năm 1942, Stalin ra lệnh cho Hồng quân tổ chức một cuộc phản công ở miền đông Ukraine nhằm chiếm lại Kharlov từ tay quân Đức nhưng bất thành. Đến tháng 6 năm 1942, Đức mở cuộc tấn công vào thành phố Stalingrad; Stalin lệnh cho các chiến sĩ Hồng quân phải giữ thành phố bằng mọi giá. Trận Stalingrad giữa Hồng quân Liên Xô và Đức Quốc xã đã diễn ra vô cùng khốc liệt. Đến tháng 2 năm 1943, sau đợt phản công quyết định của Hồng quân, quân Đức tại Stalingrad đầu hàng. Chiến thắng của Liên Xô trong trận Stalingrad đánh dấu bước ngoặt lớn của cuộc thế chiến.

### 1942–1945: Liên Xô phản công

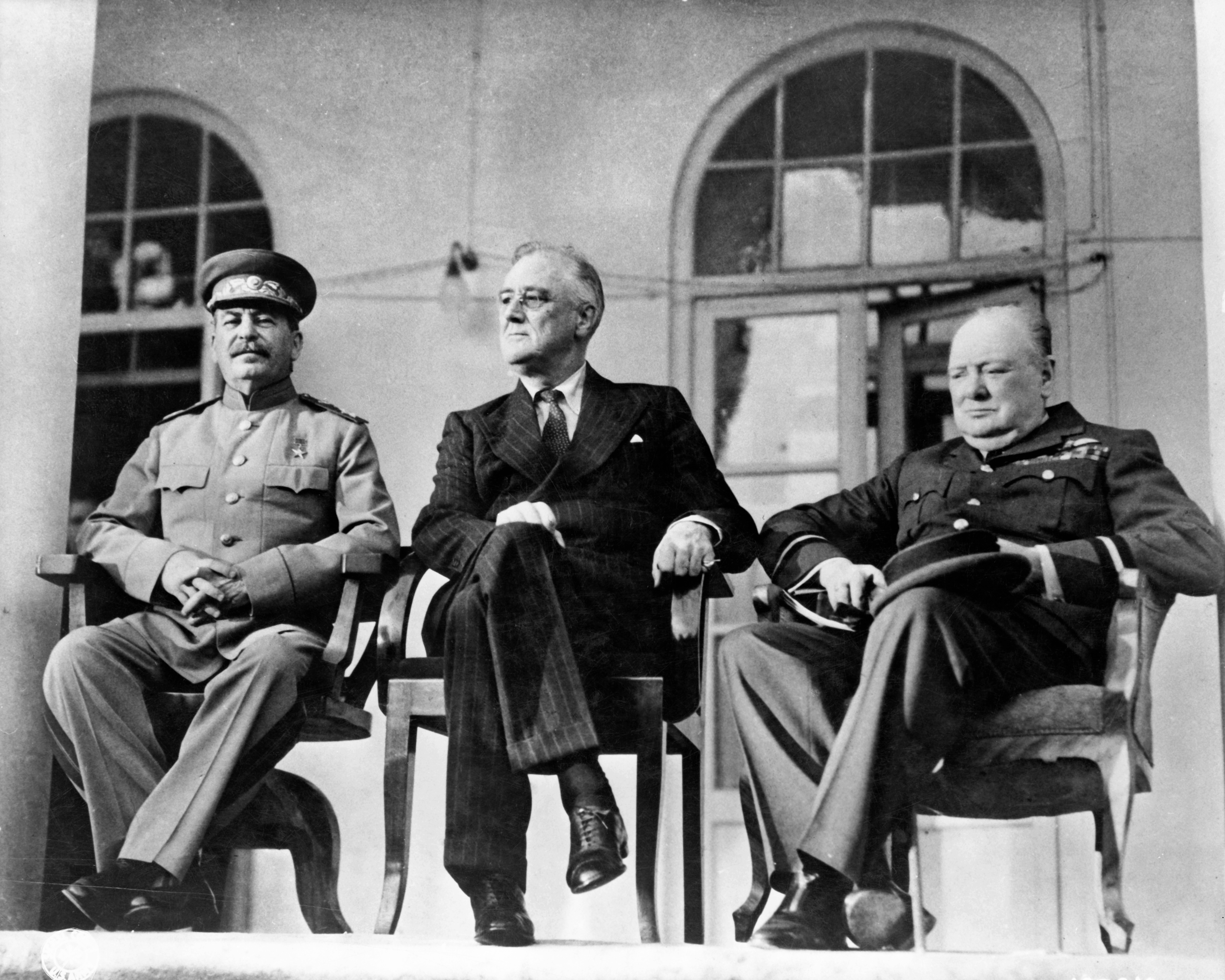
Tam hùng: Stalin, Tổng thống Hoa Kỳ Franklin D. Roosevelt, và Thủ tướng Vương quốc Anh Winston Churchill tham dự Hội nghị Tehran, tháng 11 năm 1943

Tới tháng 11 năm 1942, Liên Xô đã bắt đầu đẩy lùi quân Đức ở chiến trường miền Nam trong chiến dịch Blau và, tuy mất mát 2.5 triệu binh lính trong nỗ lực đó, Liên Xô giờ đây chiếm thế thượng phong trong phần còn lại của cuộc chiến ở mặt trận phía Đông. Đức đã nỗ lực tổ chức một trận vây bọc tại Kursk nhằm giành lại thế chủ động trên toàn mặt trận nhưng rốt cuộc bất thành. Cuối năm 1943, Liên Xô đã chiếm lại được một nửa phần lãnh thổ từng bị Đức thôn tính từ năm 1941 đến năm 1942. Sản lượng công nghiệp quân sự đầu ra của Liên Xô cũng gia tăng đáng kể từ cuối năm 1941 cho đến đầu năm 1943 sau khi Stalin cho di dời các nhà máy về phía Đông để tránh cuộc tiến công và không kích của Đức.
Ở các nước Đồng minh phương Tây, Stalin ngày càng được nhìn nhận một cách tích cực. Năm 1941, dàn giao hưởng London đã tổ chức một buổi hòa nhạc để chúc tụng sinh nhật Stalin. Thậm chí vào năm 1942, tạp chí Times đã bình chọn ông là "Nhân vật của năm". Khi Stalin biết việc nhân dân Tây Âu gọi mình bằng cái tên trìu mến là "Chú Joe", ban đầu ông đã tỏ ra bị xúc phạm vì nghĩ đó là cách gọi không đàng hoàng. Thủ tướng Anh Churchill từng bay đến Moskva hai lần để gặp gỡ Stalin, lần đầu vào tháng 8 năm 1942 và lần hai vào tháng 10 năm 1944. Trái lại, Stalin hiếm khi rời Moskva trong suốt cuộc chiến, khiến Roosevelt và Churchill rất thất vọng.
Trong tháng 11 năm 1943, Stalin đã có cuộc gặp với Churchill và Roosevelt tại Tehran, địa điểm mà Stalin đích thân lựa chọn. Tại Tehran, ba vị nguyên thủ đồng ý rằng, để ngăn chặn Đức gây hấn trong tương lai, quốc gia này cần phải bị chia cắt một lần nữa. Stalin tỏ ra thiếu kiên nhẫn và liên tục kêu gọi Mỹ và Anh phải nhanh chóng mở một mặt trận phía Tây để giảm bớt áp lực bên phía Đông; cuối cùng, phe Đồng minh cũng đáp ứng yêu cầu của Stalin vào giữa năm 1944. Stalin cũng thỉnh nguyện rằng, sau khi chiến tranh kết thúc, Liên Xô sẽ sáp nhập các vùng lãnh thổ mà họ chiếm của Ba Lan như theo Hiệp ước Molotov–Ribbentrop với Đức; điều này bị Churchill phản đối. Về số phận của vùng Balkan, Churchill vào năm 1944 đã chấp thuận kiến nghị của Stalin rằng, Bulgaria, Romania, Hungary và Nam Tư sau chiến tranh sẽ nằm dưới tầm ảnh hưởng của Liên Xô còn Hy Lạp sẽ nằm dưới tầm ảnh hưởng của phương Tây.

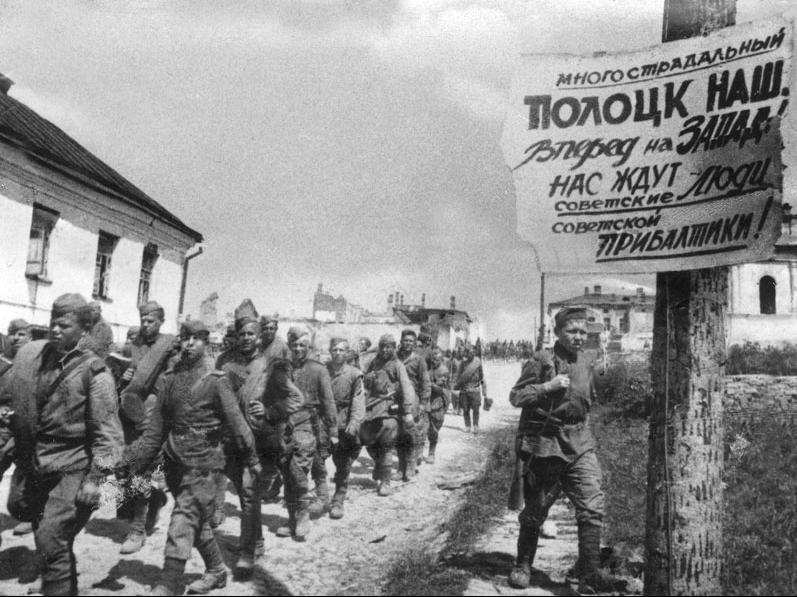
Quân Liên Xô giải phóng Polotsk, ngày 4 tháng 7 năm 1944

Năm 1944, Liên Xô đã đánh bật quân Đức ra khỏi lãnh thổ và chuẩn bị tiến công nhằm giải phóng Đông Âu. Hồng quân mở Chiến dịch Bagration chống lại Tập đoàn quân Trung tâm của Đức. Vùng Baltic vắng bóng quân Đức sau đó được tái sáp nhập vào Liên Xô. Họ tiếp tục đánh Kavkaz và Crimea; một số nhóm sắc tộc thiểu số tại đây – người Kalmyk, Chechen, Ingushi, Karachai, Balka, và Tatar Krym – bị cáo buộc thông đồng với phát xít Đức. Chính quyền Stalin sau đó đã giải tán những nước cộng hòa tự trị của họ và từ cuối năm 1943 đến đầu năm 1944, phần lớn người dân của những khu vực này đã bị trục xuất đến Trung Á và Siberia. Ước tính có hơn một triệu người đã bị trục xuất.
Tháng 2 năm 1945, ba nguyên thủ Đồng minh bắt đầu đàm phán tại Hội nghị Yalta. Roosevelt và Churchill chấp thuận yêu sách của Stalin rằng Đức sẽ phải trả Liên Xô 20 tỷ đô để bồi thường thiệt hại, đồng thời Sakhalin và Quần đảo Kurile sẽ về tay nước này như là phần đãi ngộ cho công lao đánh Nhật. Họ cũng đi tới thỏa hiệp về việc tạo lập một chính phủ Ba Lan hiệp thương hậu chiến giữa phe cộng sản và bảo thủ. Tuy vậy, Stalin âm thầm muốn Ba Lan nằm dưới sự kiểm soát của mình. Hồng quân cố tình hạn chế viện trợ cho Ba Lan trong cuộc Khởi nghĩa Warszawa vì Stalin cho rằng một phong trào vũ trang thành công của nhân dân nước này sẽ cản trở sự thành lập của một chính phủ cộng sản do ông kiểm soát. Stalin nhấn mạnh rằng Hồng quân phải đánh chiếm bằng được Berlin để có thể kiểm soát nhiều lãnh thổ châu Âu nhất có thể. Churchill ngờ vực ý đồ của Stalin và đã thúc giục, tuy không thành công, người Mỹ rằng các đồng minh phương Tây cũng nên theo đuổi mục tiêu tương tự.

### 1945: Đại thắng

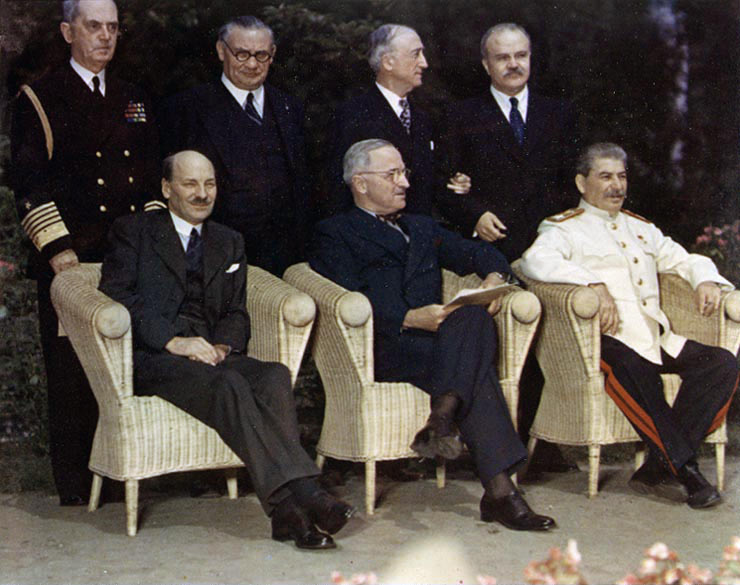
Stalin cùng Thủ tướng Vương quốc Anh Clement Attlee và Tổng thống Hoa Kỳ Harry S. Truman tham dự Hội nghị Potsdam, tháng 7 năm 1945

Tháng 4 năm 1945, Hồng quân chinh phục Berlin, Hitler tự tử, và Đức đầu hàng vào tháng 5. Stalin đã có ý định bắt sống Hitler; trên thực tế, thi thể của Hitler được đưa về Moskva để tránh trường hợp những kẻ cuồng tín Quốc xã sẽ lấy đó làm thánh tích. Trên đường tiến vào lãnh thổ Đức, Hồng quân đã phát hiện nhiều trại tử thần của Đức Quốc xã. Các binh sĩ Liên Xô kiệt quệ cướp bóc và cưỡng bức phụ nữ ở Đông Đức và nhiều khu vực giải phóng khác. Stalin không cho kỷ luật những kẻ phạm tội. Sau khi nghe lời phàn nàn của đồng chí công sản người Nam Tư Milovan Djilas, Stalin bèn hỏi lại rằng: sau tất cả những điều đã trải qua, làm sao các binh sĩ có thể "phản ứng bình thường? Có gì quá tồi tệ khi vui vẻ với một người phụ nữ, sau tất cả những điều khủng khiếp ấy?"
Với chiến bại của Đức, Stalin chuyển sự chú ý sang cuộc chiến với Nhật và gửi nửa triệu lính sang vùng Viễn Đông. Stalin bị các đồng minh thúc ép tham chiến và ông cũng muốn củng cố các vị trí chiến lược của Liên Xô ở châu Á. Vào ngày 8 tháng 8, giữa hai vụ ném bom nguyên tử xuống Hiroshima và Nagasaki, quân Liên Xô đã mở cuộc càn quét Mãn Châu thuộc Nhật và đánh tan Đạo quân Quan Đông. Những sự biến ấy đã buộc Nhật Bản đầu hàng và khép lại Thế chiến II. Lực lượng Vũ trang Liên Xô tiếp tục bành trướng cho tới khi chiếm được toàn bộ các lãnh thổ nhượng bộ, song Hoa Kỳ khước từ và không cho phép Liên Xô tham gia vào cuộc chiếm đóng Nhật Bản.
Stalin dự Hội nghị Potsdam vào tháng 7 và tháng 8 năm 1945, bên cạnh những người đồng cấp Anh và Mỹ, lần lượt là Thủ tướng Clement Attlee và Tổng thống Harry Truman. Tại hội nghị, Stalin nhắc lại những lời hứa trước đó của mình với Churchill, rằng ông sẽ không bắt các nước Đông Âu phải "Xô-viết hóa". Stalin bắt Đức phải bồi thường mà không cần quan tâm đến mức tiếp tế tối thiểu để bảo đảm sự sống còn của nhân dân Đức, khiến Truman và Churchill lo lắng rằng Đức sẽ trở thành gánh nặng tài chính đối với các cường quốc phương Tây. Ngoài ra, Stalin cũng thúc đẩy chính sách "chiến lợi phẩm", cho phép Liên Xô tịch thu tài nguyên của các nước bị chiếm đóng mà không hạn định về số lượng hay chất lượng; một điều khoản đã được thông qua nhằm công nhận chính sách này nhưng chỉ ở chừng mực nhất định. Đức bị chia làm bốn khu vực chiếm đóng: của Liên Xô, của Hoa Kỳ, của Anh, và của Pháp; thủ đô Berlin – vốn nằm trong vùng kiểm soát của Liên Xô – cũng bị chia làm bốn theo đó.

## Thời kỳ hậu chiến

### 1945–1947: Công cuộc tái thiết và nạn đói
Với sự khép lại của cuộc chiến, Stalin đã đạt đến – theo cách nói của Service – "đỉnh cao của sự nghiệp". Ông được dân chúng Liên Xô nhìn nhận như hiện thân của chiến thắng và chủ nghĩa ái quốc. Hồng quân dưới trướng Stalin hiện đã kiểm soát toàn bộ khu vực Trung và Đông Âu, vươn tới tận giới tuyến sông Elbe. Tháng 6 năm 1945, Stalin lấy danh hiệu Đại nguyên soái Liên Xô, đứng trên lễ đài Lăng Lenin để chiêm ngưỡng cuộc diễu hành mừng chiến thắng phát-xít do Zhukov dẫn đầu ở Hồng trường Moskva. Tại yến tiệc thiết đãi các sĩ quan chỉ huy quân đội, ông đã ngợi ca người Nga là "dân tộc vượt trội" và là "lực lượng mũi nhọn" của Liên Xô; đây cũng là lần đầu tiên ông thể hiện niềm tự hào với duy nhất nhân dân Nga thay vì khối đại đoàn kết dân tộc Xô viết.

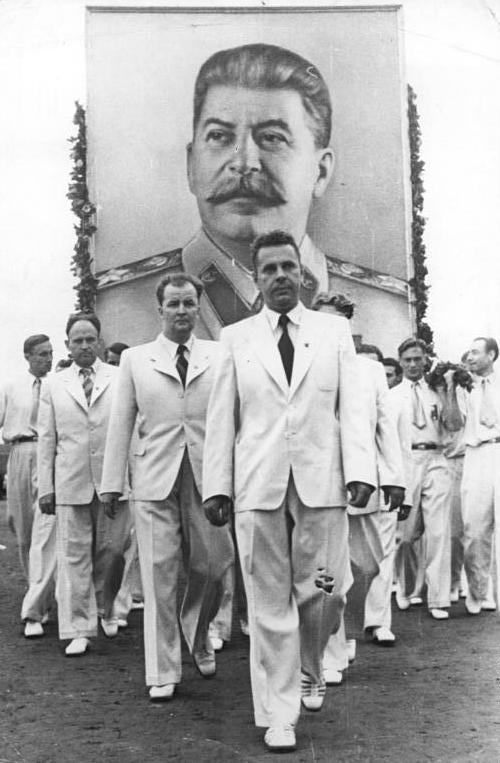
Chân dung Stalin ở Budapest vào năm 1949

Mặc dù vị thế quốc tế của Liên Xô đã được củng cố, Stalin vẫn tỏ ra rất cẩn trọng đối với những biểu hiện bất tuân trong quần chúng nhân dân. Ông cũng lo lắng trước sự trở về của các binh lính từ tiền tuyến, cụ thể là những thành phần đã tiếp xúc với hàng tiêu dùng của Đức, cướp bóc và mang chúng trở về Nga. Điều này khiến Stalin liên tưởng tới cuộc khởi nghĩa tháng Chạp năm 1825 bởi quân sĩ Nga từ Pháp trở về sau Chiến tranh Napoleon. Stalin buộc các tù bình Liên Xô hồi hương phải thông qua các trại "thanh lọc", theo đó khoảng 2.775.700 binh lính đã bị tra vấn lòng trung thành tại các trại này và nửa số đó đã bị bắt tới các trại lao động khổ sai. Ở các nước vùng Baltic vốn ngoan cố chống đối Liên Xô, chính quyền đã tiến hành chương trình phi kulak hóa và trừ khử tăng lữ, trục xuất khoảng 142.000 người giữa các năm 1945 và 1949. Hệ thống trại lao động Gulag được mở rộng đáng kể; tới tháng 1 năm 1953, khoảng 3% dân số Liên Xô đã bị bắt vào các trại tập trung hoặc bị phát lưu tới các vùng hẻo lánh thuộc nội quốc, trong đó 2,8 triệu người bị chuyển tới các "khu cư dân đặc biệt" ở những vùng cô lập về mặt địa lý và 2,5 triệu người khác trong các trại giam, thuộc địa lưu đày hoặc nhà tù.
Theo điều tra thiệt hại của NKVD, 1.710 thị trấn và 70.000 làng mạc trên khắp lãnh thổ Liên Xô đã bị hủy diệt. NKVD ước tính 26-27 triệu thường dân Liên Xô đã thiệt mạng trong cuộc chiến, cùng hàng triệu người khác bị thương, bị suy dinh dưỡng hoặc bị mồ côi cha mẹ. Do hậu quả của cuộc chiến, các đồng nghiệp của Stalin đã kiến nghị thay đổi chính sách nhà nước. Xã hội Liên Xô thời hậu chiến được thả lỏng hơn so với thời tiền chiến ở nhiều bình diện. Stalin cho phép Giáo hội Chính thống giáo Nga quản lý các thánh đường được thành lập trước thời chiến. Giới hàn lâm và nghệ thuật được tự do biểu đạt hơn thời kỳ trước năm 1941. Nhận ra rằng cần có những biện pháp táo bạo hơn trong công tác phòng chống lạm phát và tái thiết kinh tế, chính phủ Liên Xô đã tiến hành làm mất giá đồng Rúp và bãi bỏ sổ lương thực vào tháng 12 năm 1947. Án tử hình cũng được bãi bỏ vào năm 1947, nhưng được áp dụng lại vào năm 1950.

### 1947–1950: Sách lược Chiến tranh Lạnh

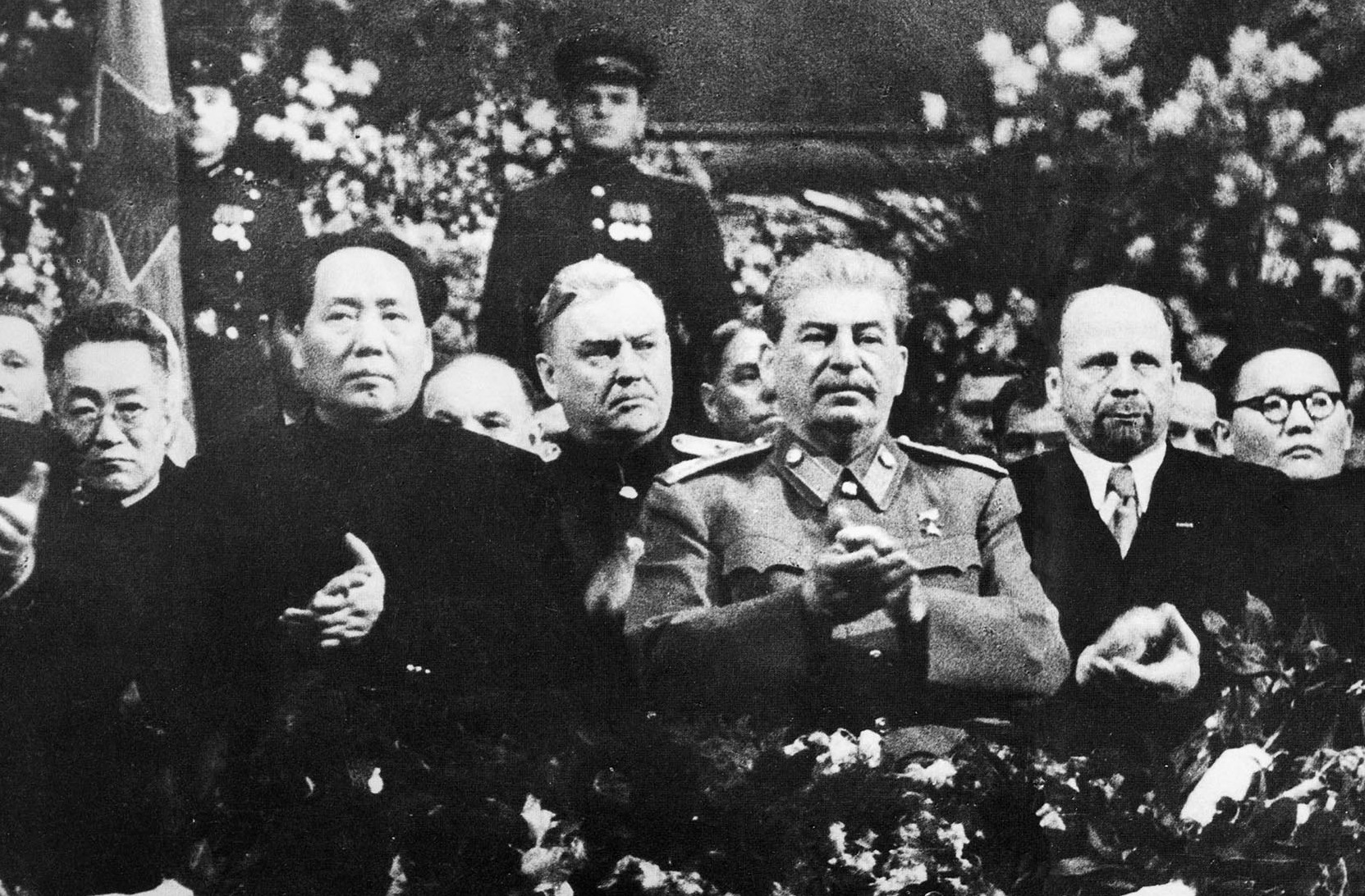
Lễ mừng sinh nhật thứ 71 của Stalin (trái sáng phải) với sự có mặt của Mao Trạch Đông, Nikolai Bulganin, Walter Ulbricht và Yumjaagiin Tsedenbal.

Sau Thế chiến II, căng thẳng giữa các nước Đồng minh bắt đầu biểu hiện, mở ra thời kỳ mới gọi là Chiến tranh Lạnh. Tuy Stalin công khai vu cáo Anh và Mỹ như những kẻ gây hấn, ông cho rằng một cuộc chiến kề cận với họ khó có thể xảy ra và tin tưởng là sẽ có nhiều thập kỷ hòa bình trước mắt. Dù vậy, Stalin vẫn bí mật tài trợ nghiên cứu bom hạt nhân.

### 1950–1953: Những năm cuối đời
Sức khỏe Stalin suy kiệt trong những năm tháng cuối đời. Ông dành nhiều thời gian hơn để nghỉ dưỡng; ví dụ như trong hai năm 1950 và 1951, ông dành hẳn năm tháng tại dacha ở Abkhazia. Tuy vậy, Stalin không tin tưởng các bác sĩ của mình và vào tháng 1 năm 1952 đã hạ lệnh bắt giữ một viên bác sĩ sau khi vị này khuyên ông từ nhiệm để chăm nom sức khỏe. Vào tháng 9 năm 1952, nhiều bác sĩ ở Kremli (phần lớn gốc Do Thái) bị bắt giữ dựa trên cáo buộc định mưu sát các nhà lãnh đạo cao cấp, vụ việc mà còn được gọi là âm mưu bác sĩ. Vào tháng 11, phiên tòa Slánský bắt đầu ở Tiệp Khắc, theo đó 13 đảng viên cộng sản cao cấp (11 trong đó gốc Do Thái) bị đấu tố và khép tội liên can đến âm mưu Zion chủ nghĩa Mỹ hòng lật đổ các chính phủ của Khối Đông Âu. Cùng tháng, phiên tòa xét xử các công nhân phá hoại gốc Do Thái ở Ukraina cũng diễn ra. Năm 1951, Stalin khởi động vụ Margalepi nhằm thanh trừng chi bộ Gruzia trong Đảng Cộng sản Liên Xô, hệ quả là sự trục xuất của hơn 11.000 người.
Kể từ năm 1946 cho đến lúc mất, Stalin chỉ đọc ba bài diễn thuyết, hai bài trong đó chỉ kéo dài vài phút, đồng thời ông cũng ít viết lách hơn trước. Năm 1950, Stalin cho ra đời tác phẩm "Chủ nghĩa Marx và vấn đề ngôn ngữ", phản ánh mối quan tâm của ông đối với vị thế dân tộc của nhân dân Nga.
Năm 1952, cuốn sách cuối cùng của Stalin, Vấn đề kinh tế của chủ nghĩa xã hội ở Liên Xô, được xuất bản. Tháng 10 năm 1952, Stalin làm một bài phát biểu kéo dài một tiếng rưỡi ở phiên họp toàn thể Ban Chấp hành Trung ương Đảng. Tại đây, ông nhấn mạnh những phẩm chất mà ông coi là cần thiết đối với các thế hệ lãnh đạo tương lai và nêu bật nhiều nhược điểm của một số người kế nhiệm tiềm năng, nhất là Molotov và Mikoyan. Năm 1952, ông cho bãi bỏ cơ cấu Bộ Chính trị và thay thế nó bằng tổ chức lớn hơn gọi là Đoàn Chủ tịch.

## Ý thức hệ chính trị

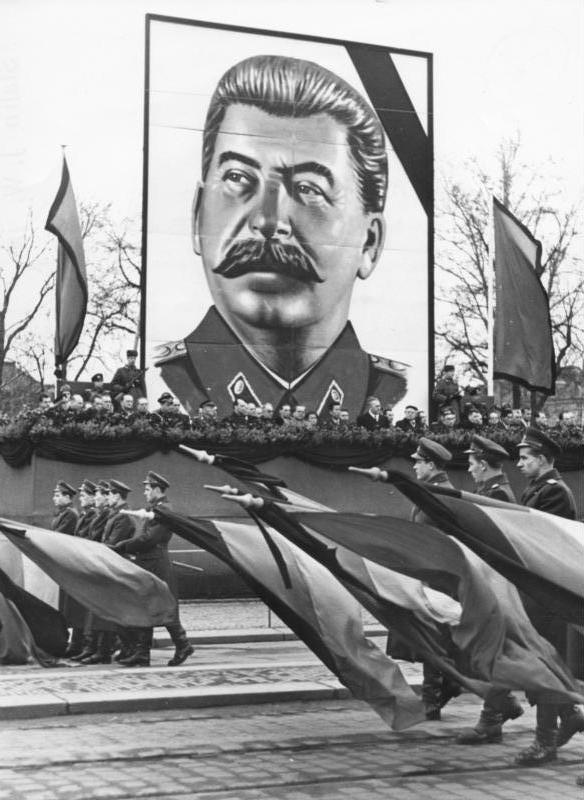
Diễu hành tưởng niệm Stalin tại Dresden, Đông Đức, vào năm 1953

Stalin tự nhận là đã nắm chắc chủ nghĩa Marx từ khi mới 15 tuổi, coi nó như kim chỉ nam triết học cho cuộc đời của mình. Theo Kotkin, Stalin khắc ghi "sự tin tưởng Marxist nồng nhiệt", trong khi Montefiore cho rằng chủ nghĩa Marx giữ một vai trò "bán tôn giáo" trong tâm khảm của Stalin. Tuy chưa bao giờ bị thuyết phục bởi chủ nghĩa dân tộc Gruzia, quan điểm Marxist thiếu thời của ông vẫn bị trộn lẫn với các yếu tố dân tộc chủ nghĩa nhất định. Nhà sử học Alfred J. Rieber bình chú rằng Stalin được nuôi dưỡng trong "một xã hội mà các cuộc khởi nghĩa được lưu truyền qua chuyện dân gian và nghi lễ dân tộc". Ông tin rằng việc thay đổi chủ nghĩa Marx là cần thiết để thích ứng với thực tiễn; năm 1917, ông tuyên bố rằng "có chủ nghĩa Marx giáo điều và có chủ nghĩa Marx sáng tạo. Tôi ủng hộ cái sau." Volkogonov tin rằng chủ nghĩa Marx của Stalin được định hình bởi "bước ngoặt tinh thần giáo điều", bắt nguồn từ nền giáo dục tôn giáo thời ông còn học ở chủng viện. Service đánh giá rằng "các sáng kiến ý hệ mới [của Stalin] chỉ là những phát triển mang tính thô thiển, hàm hồ về chủ nghĩa Marx". Theo đó, nhiều trong số chúng xuất phát từ mưu chước chính trị của ông chứ không phải từ sự tận tâm tri thức chân thật. Stalin thường sử dụng ý hệ post hoc để biện minh cho các hành động của mình. Ông tự xưng là praktik, tức một nhà cách mạng thiên về thực hành hơn lý thuyết.

## Đời tư, ngoại hình và tính cách
Vốn là người dân tộc Gruzia, Stalin nói tiếng mẹ đẻ Gruzia từ nhỏ, chỉ bắt đầu học tiếng Nga khi lên tám hoặc chín tuổi. Có nghiên cứu cho rằng Stalin thực chất là người dân tộc Ossetia vì sở hữu kiểu đơn bội di truyền G2a-Z6653, tuy nhiên ông chưa bao giờ nhận mình mang dòng máu này. Ông rất tự hào về danh tính Gruzia của mình, khi nói tiếng Nga thì lộ rõ chất giọng Gruzia. Theo Montefiore, mặc cho sự gần gũi của Stalin với văn hóa Nga, ông vẫn luôn giữ nguyên cái chất Gruzia trong tính cách và sinh hoạt hằng ngày. Một số đồng sự của Stalin miêu tả ông chứa "chất Á châu"; theo một lời kể, ông có lần từng nói với một ký giả người Nhật rằng: "Tôi không phải người Âu, mà là người Á, một người Gruzia bị Nga hóa". Service cũng ghi nhận rằng, Stalin "sẽ không trở thành người Nga", không thể được coi là người Nga và bản thân ông cũng chẳng giấu giếm gì chuyện ấy. Montefiore thì cho rằng, "sau năm 1917, [Stalin] trở thành người có bốn tộc tính: người Gruzia theo sắc tộc, người Nga theo sự trung thành, người quốc tế chủ nghĩa theo ý thức hệ, người Liên Xô theo quyền công dân."
Stalin có chất giọng nhỏ nhẹ, khi nói tiếng Nga thì chậm rãi và hết sức thận trọng trong phát biểu. Những lúc trò chuyện riêng, Stalin sử dụng ngôn từ thô tục, điều mà ông tránh khi xuất hiện trước công chúng. Được miêu tả là một diễn giả tệ, theo Volkogonov, phong cách nói chuyện của Stalin "đơn giản và thông suốt, không quá viển vông xa vời, [không dùng] từ ngữ lôi cuốn hay phô trương kịch tính thái quá". Ông hiếm khi thuyết giảng trước đồng đảo khán giả, ưa thích bộc lộ ý tứ bằng văn viết. Phong cách viết của ông cũng chẳng khác phong cách nói là mấy, đặc trưng bởi sự đơn sơ, rõ ràng và súc tích. Ông dùng rất nhiều bí danh và bút danh lúc bình sinh, bao gồm "Koba", "Soselo", "Ivanov". Riêng cái tên "Stalin" thì được ông lựa chọn và sử dụng chính thức từ năm 1912 trở đi; vốn bắt nguồn từ từ "thép" trong tiếng Nga, vậy nên cái tên này thường được dịch giải là "Người đàn ông thép".

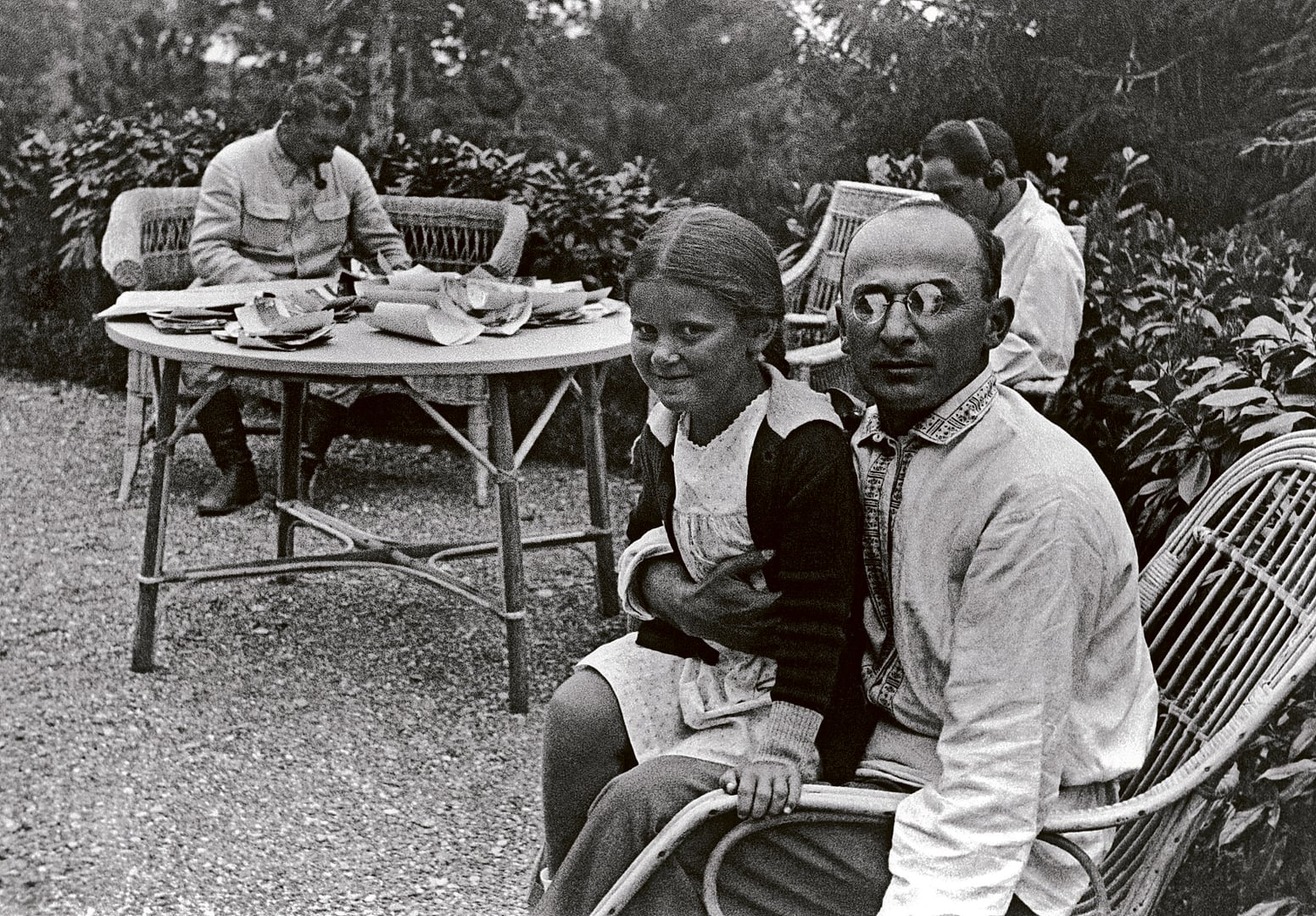
Con gái Stalin, Svetlana, ngồi trong lòng Lavrenti Beria. Stalin, vừa làm việc vừa hút thuốc, và Nestor Lakoba ngồi đằng sau. Bức ảnh được chụp ở dacha của Stalin gần Sochi vào giữa những năm 1930.

Stalin cao 1,70 m (5 foot 7 inch) khi trưởng thành. Khuôn mặt của ông có nhiều vết sẹo do hồi nhỏ mắc phải đậu mùa, đặc điểm mà thường bị xóa khỏi các ảnh chân dung. Ông sinh ra với dị tật dính ngón ở bàn chân trái. Ngoài ra, cánh tay trái của ông bị thương tích nên ngắn hơn cánh tay phải và thiếu linh động hơn. Đây có lẽ là hậu quả do ông từng bị đâm bởi một cỗ xe ngựa hồi nhỏ.
Thiếu thời, Stalin thường ăn mặc một cách lôi thôi lếch thếch, tương phản với các giá trị thẩm mỹ của tầng lớp trung lưu thời bấy giờ. Tới năm 1907, ông nuôi tóc dài và thường để râu, bận bộ trang phục chokha truyền thống của Gruzia hoặc một chiếc áo sa-tanh đỏ kèm theo chiếc áo choàng màu xám bên ngoài và chiếc mũ phớt đen trên đầu. Kể từ giữa năm 1918 trở đi, ông trở nên ưa thích phong cách quân đội, theo đó thường đeo đôi ủng dài màu đen, mặc chiếc áo tunic không cổ sáng màu và cầm theo một khẩu súng. Ông là người nghiện hút thuốc bằng điếu tẩu hoặc xì-gà. Ít nhất về mặt công khai, Stalin là người biết kiềm chế và sống rất đơn sơ, không sở hữu gì quá sang trọng hoặc đắt đỏ. Mối bận tâm lớn nhất của ông là sự tích lũy quyền lực về tay mình.
Stalin thường thức dậy vào khoảng 11 giờ sáng, ăn trưa vào khoảng 3-5 giờ chiều và ăn tối không sớm hơn 9 giờ đêm, sau đó tiếp tục làm việc tới tận khuya. Ông thường xuyên dùng bữa với các ủy viên trong Bộ Chính trị và gia đình họ. Với bổn phận lãnh tụ của một đất nước, ông hiếm khi rời Moskva trừ phi đi dacha vào những ngày nghỉ. Ông ghét đi du lịch và từ chối lấy máy bay làm phương tiện di chuyển.

### Tính cách

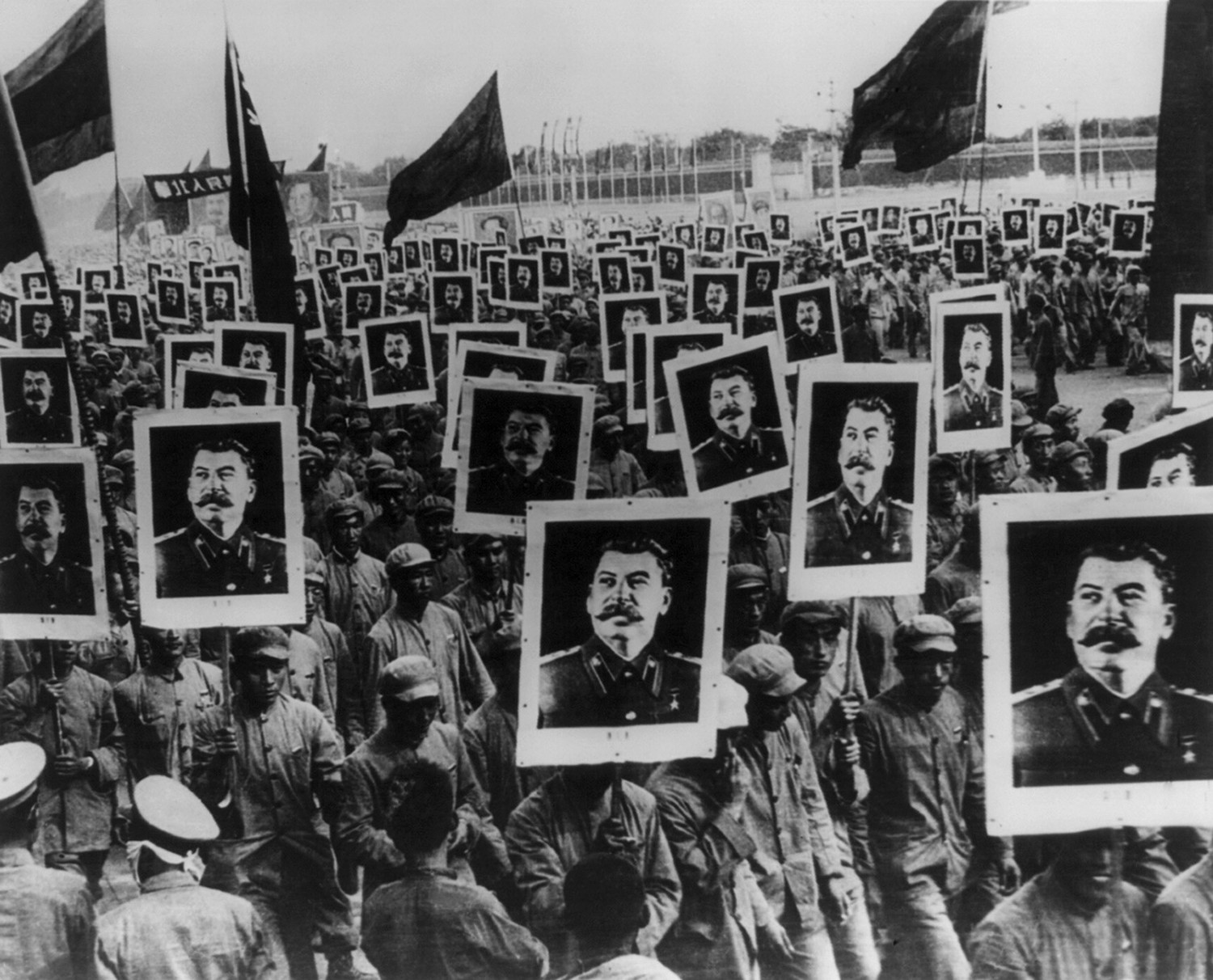
Những người cộng sản Trung Quốc chào mừng sinh nhật lần thứ 70 của Stalin vào năm 1949.

Trotsky và nhiều nhân vật Xô viết đối lập khác thường bôi nhọ Stalin như một người tầm thường, không có tài cán; điều thất thiệt mà đã lan ra ngoài Liên Xô khi Stalin còn sống. Theo nhà nghiên cứu tiểu sử Montefiore, "khá rõ ràng từ những nhân chứng có ác cảm lẫn thiện cảm rằng, Stalin là một nhân vật thực sự phi thường, ngay từ lúc còn nhỏ". Stalin có một đầu óc phức tạp, một sự tự chủ rất lớn, và một trí nhớ tuyệt vời. Ông làm việc rất chăm chỉ, thể hiện tinh thần ham học hỏi mãnh liệt. Khi lên nắm quyền, ông quan tâm rất kĩ lưỡng đến mọi mặt đời sống xã hội Xô viết, từ việc xem xét kịch bản phim cho đến sơ đồ kiến trúc và vũ khí quân dụng hạng nặng. Theo Volkogonov, "đời tư và công việc của Stalin là một"; ông không bao giờ nghỉ làm chính trị.

### Gia đình và các mối quan hệ

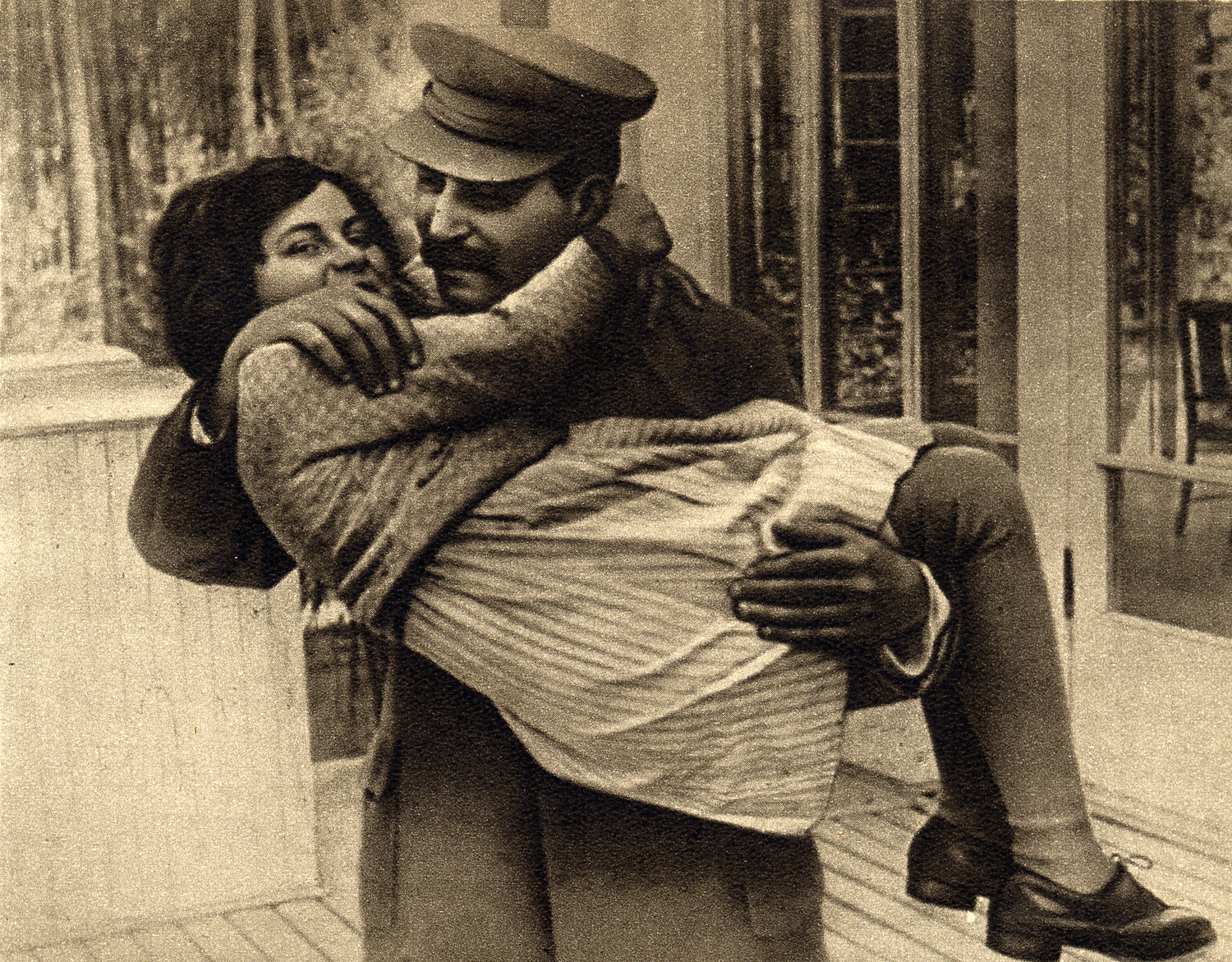
Stalin bế bồng con gái Svetlana

Stalin là người rất trọng tình bằng hữu; ông vận dụng nó để gia tăng và bảo vệ vị thế quyền lực của chính mình. Kotkin quan sát rằng, Stalin "thường bị thu hút bởi những người giống ông: nhất là những trí thức mới nổi có xuất thân hèn mọn". Stalin đặt biệt danh cho những người mà ông quý mến, gọi Yezhov là "mâm xôi đen" chẳng hạn. Stalin rất dễ gần và thích nghe những câu đùa vui. Theo Montefiore, tình bạn của Stalin "vơ vẩn giữa sự yêu thương, sự ngưỡng mộ, và sự đố kị chua cay". Trên thực tế, khi Stalin còn điều hành Liên Xô, ông vẫn giữ liên hệ với nhiều cố hữu ở Gruzia, gửi thư và tặng tiền họ.
Stalin không phải kiểu người trăng hoa. Theo Boris Bazhanov, thư ký một thời của Stalin, "Phụ nữ không phải mối quan tâm của ông. Người phụ nữ của riêng ông [Alliluyeva] đã là quá đủ, và ông thậm chí cũng chẳng mấy quan tâm đến bà." Tuy nhiên, Montefiore cho rằng Stalin hồi trẻ "hiếm khi nào không có bạn gái." Montefiore miêu tả mẫu hình phụ nữ lý tưởng của Stalin là "những thiếu nữ trẻ, dễ bảo hoặc những thôn nữ đẫy đà," tựu trung là kiểu phụ nữ thông cảm và không quá khắt khe với ông. Theo Service, Stalin "coi phụ nữ như một phương tiện để đạt khoái cảm tình dục và tiện nghi ở nhà." Stalin từng kết hôn hai lần và có nhiều con cái.
Stalin cưới người vợ đầu, Ekaterina Svanidze, vào năm 1906. Theo Montefiore, hôn nhân của họ "là tình yêu đích thực". Volkogonov cũng cho rằng, Svanidze "có lẽ là người đàn bà duy nhất ông thực sự yêu". Khi bà mất, Stalin được cho là đã nói: "Sinh vật này đã khiến trái tim sỏi đá của tôi phải mềm dịu." Họ có với nhau một đứa con trai tên là Yakov. Yakov sau này sinh một cô con gái, Galina, trước khi gia nhập Hồng quân trong Thế chiến thứ hai. Anh bị bắt giữ bởi quân Đức và rồi bỏ mạng trong trại giam.
Năm 1914, khi trạc 35 tuổi, Stalin từng có mối tình với Lidia Pereprygina, khi đó mới 14 tuổi, người sau đó có thai với Stalin. Khoảng tháng 12 năm 1914, Pereprygia sinh hạ đứa bé song nó bị chết non. Năm 1916, Lidia lại có thai lần nữa. Bà sinh hạ một đứa con trai, đặt tên là Alexander, vào khoảng tháng 4 năm 1917. Stalin, khi đó vắng mặt, sau mới biết về đứa con ngoài giá thú của mình song ông không mấy quan tâm đến điều đó.
Người vợ thứ hai của Stalin là bà Nadezhda Alliluyeva; hai người họ có mối quan hệ không mấy suôn sẻ và thường xuyên cãi vã. Họ có với nhau hai đứa con ruột – con trai Vasily và con gái Svetlana, cùng một người con nuôi kể từ năm 1921, Artyom Sergeev. Không rõ trong thời gian này Stalin có ngoại tình hay không, song Alliluyeva lúc ấy phẫn uất cho rằng Stalin không chung thủy, và bà tự tự vào năm 1932. Stalin hay chê trách Vasily vì thói hư hỏng của cậu; tuy nhiên, với tư cách là con trai của Stalin, Vasily thăng tiến rất nhanh chóng trong hàng ngũ Hồng quân và có một phong cách sống rất hoang tàng. Trái lại, Stalin rất yếu quý cô con gái Svetlana bé bỏng, và cũng rất có cảm tình với Artyom. Về sau, ông không đồng thuận với nhiều hôn phu và chồng của Svetlana, khiến quan hệ giữa hai cha con trở nên căng thẳng. Sau Thế chiến thứ hai, Stalin dành rất ít thời gian cho con cái và gia đình không còn quan trọng đối với ông nữa. Sau khi Stalin qua đời, Svetlana đổi tên họ của bà thành Alliluyeva, rồi chạy trốn sang Hoa Kỳ.
Sau khi Nadezhda qua đời, Stalin trở nên thân thiết với chị dâu Zhenya Alliluyeva; sử gia Montefiore tin rằng hai người là tình nhân. Ngoài ra cũng có một số tin đồn sau năm 1934 cho rằng Stalin từng có mối tình với bà quản gia Valentina Istomina. Montefiore cũng khẳng định rằng Stalin có ít nhất hai đứa con ngoài giá thú, tuy nhiên bản thân Stalin chưa từng thú nhận điều này. Một trong số những người con đó là Konstantin Kuzakov, từng dạy triết ở Viện Cơ học Quân sự Leningrad, nhưng chưa từng gặp mặt Stalin. Đứa con kia chính là Alexander, con trai của Lidia Pereprygina; cậu được nuôi nấng bởi một người nông dân chài lưới và bị chính quyền Liên Xô gượng ép không được khai nhận mình là con ruột của Stalin.

## Di sản

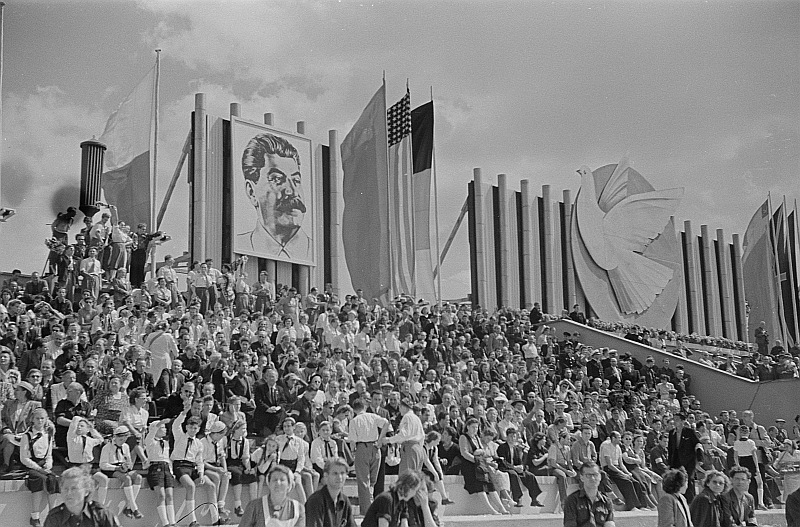
Bích chương Stalin tại Liên hoan Thanh niên và Sinh viên Thế giới lần thứ 3 ở Đông Berlin, Đông Đức, 1951

Nhà sử học Robert Conquest khẳng định rằng, Stalin có lẽ "định hình dòng chảy của thế kỷ thứ 20" hơn bất cứ một cá nhân nào. Các nhà viết tiểu sử như Service và Volkogonov công nhận Stalin là một chính khách nổi bật và phi thường; Montefiore coi Stalin như một "sự kết hợp hiếm hoi giữa 'trí thức' và kẻ giết người", vừa là "chính khách tột bậc", vừa là "người khổng lồ khó tả và thú vị của thế kỷ thứ 20". Theo nhà sử học Kevin McDermott, các lối diễn giải về Stalin có thể dao động từ "sự ninh nọt bợ đỡ tới sự châm chọc buộc tội." Đối với phần lớn phương Tây và một bộ phận dân Nga chống cộng, Stalin bị đánh giá tiêu cực là kẻ giết người hàng loạt. Trái lại, đối với phần lớn dân Nga và Gruzia, ông được coi là một chính khách và người kiến quốc vĩ đại.
Service cho rằng Stalin đã có công kiến thiết và ổn định hóa Liên Xô, đồng thời nhận xét rằng nếu không có Stalin thì Liên Xô chắc hẳn sẽ sụp đổ trước năm 1991. Chỉ trong vòng ba thập kỷ, ông đã biến chuyển Liên Xô thành một cường quốc công nghiệp, giúp đất nước "đạt được những thành tựu hùng vĩ" trong các lĩnh vực như đô thị hóa, quân sự, giáo dục và niềm tự hào Xô viết. Dưới sự lãnh đạo của ông, tuổi thọ trung bình của nhân dân Xô viết tăng mạnh vì điều kiện sống, dinh dưỡng và trình độ y tế được cải thiện đáng kể, đồng thời giảm thiểu tỷ lệ tử vong. Tuy vậy cũng phải chú ý rằng, đóng góp của Stalin đối với sự phát triển của nền kinh tế Liên Xô vẫn đang bị đặt nghi vấn; một số nhà nghiên cứu cho rằng các chính sách của Stalin từ năm 1928 trở đi chỉ là những nhân tố hạn chế cho sự thành công về mặt kinh tế.

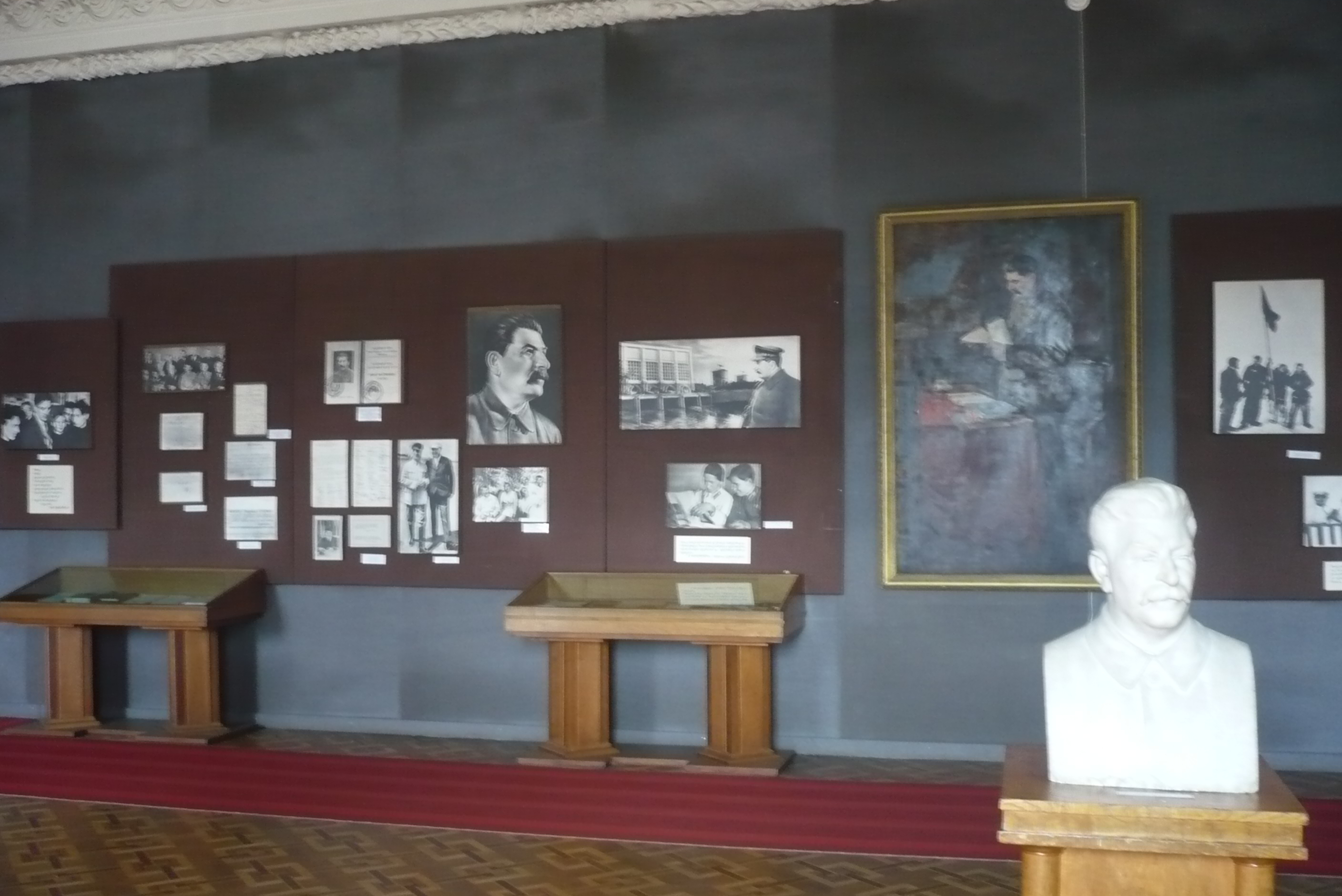
Bảo tàng Stalin ở Gori, Gruzia

Liên Xô dưới thời Stalin thường bị phán xét là một nhà nước toàn trị, với Stalin nắm giữ vị trí thủ lĩnh chuyên chế. Nhiều học giả cáo buộc Stalin là một kẻ độc tài, một kẻ chuyên quyền, một kẻ Ceaser chủ nghĩa, hoặc một tên "phát xít đỏ". Montefiore nhận định rằng, Stalin vốn đồng trị vì trong một chế độ quyền lực tập trung do Đảng Cộng sản lãnh đạo, song nó đã dần biến tướng thành một chế độ độc tài cá nhân vào năm 1934. Theo đó, Stalin chỉ mới trở thành "độc tài tuyệt đối" giữa tháng 3 và tháng 6 năm 1937, khi các nhân vật NKVD và quân đội cao cấp lần lượt bị trừ khử. Theo Kotkin, Stalin đã "xây dựng chế độ độc tài cá nhân bên trong chuyên chính Bolshevik." Ở cả Liên Xô và nhiều nơi khác, ông được nhìn nhận như một "kẻ chuyên quyền Đông phương". Dmitri Volkogonov đánh giá Stalin là "một trong những nhân vật quyền lực nhất trong lịch sử loài người." McDermott khẳng định rằng Stalin đã "thâu tóm quyền lực chính trị vô tiền khoáng hậu vào tay mình." Service thì cho rằng Stalin "đã gần đạt được chế độ chuyên quyền cá nhân hơn bất cứ một quân vương nào" vào cuối thập kỷ 1930.

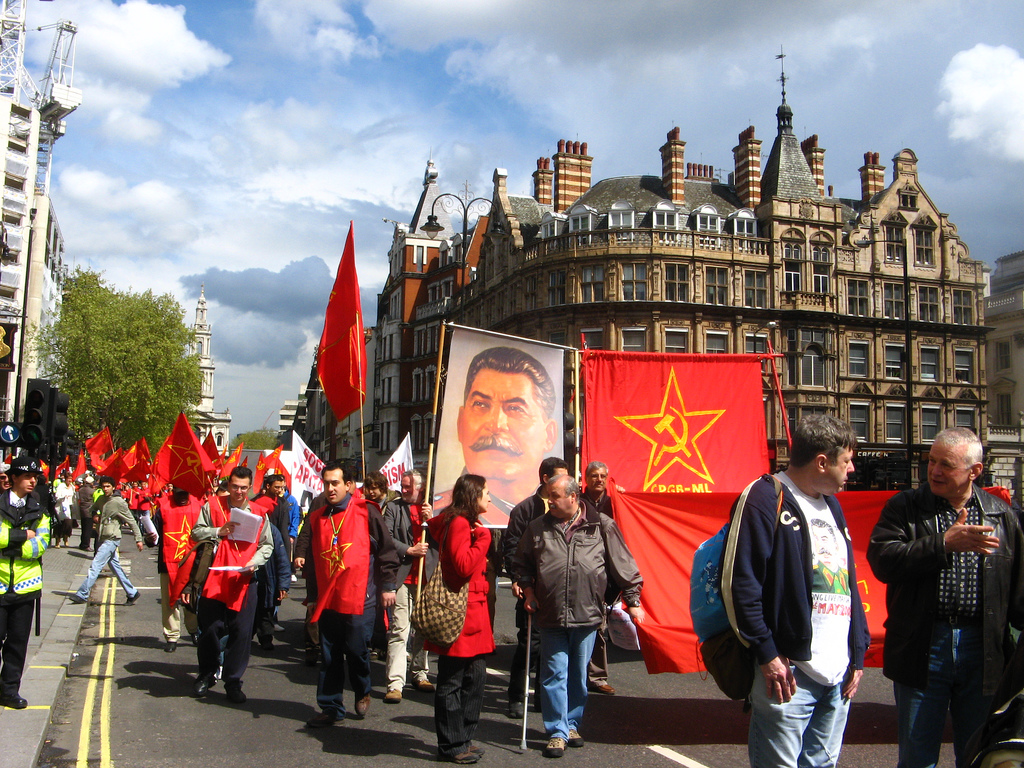
Đoàn diễu hành của Đảng Cộng sản Đại Anh (Marx–Lenin) giơ cao chân dung của Stalin ở London, ngày 1 tháng 5 năm 2008

Tuy nhiên, McDermott khuyên rằng ta không nên bám vào cái "khuôn mẫu đơn giản hóa quá mức" – được truyền bá qua các tác phẩm hư cấu của Aleksandr Solzhenitsyn, Vasily Grossman và Anatoly Rybakov – để mà tả Stalin như một bạo chúa toàn năng và toàn hiện, kiểm soát mọi mặt đời sống Xô-viết thông qua truy bức và chủ nghĩa toàn trị. Service cũng không mấy ủng hộ bức tranh về Stalin như một "kẻ chuyên quyền không thể bị ngăn cản", bình chú rằng "tuy đúng là ông rất quyền lực, thẩm quyền của ông vẫn có hạn", và sự trị vì của Stalin cũng phải bảo toàn cấu trúc Xô-viết mà ông kế thừa. Kotkin quan sát rằng, khả năng Stalin bám trụ quyền lực dựa rất nhiều vào đa số ủy viên chống lưng trong Bộ Chính trị. Khlevniuk cũng nhận thấy, tại nhiều thời điểm, nhất là khi Stalin đã già yếu, xuất hiện "những cuộc biểu tình định kỳ" ở chóp bu đảng, điều mà thường đe dọa đến quyền lực độc tôn của Stalin. Với giới báo chí ngoại quốc, Stalin luôn chối bỏ các cáo buộc mình là một độc tài, khẳng định những kẻ phát ngôn như vậy không có kiến thức về cơ cấu chính phủ Liên Xô.
Một kho tàng văn học đồ sộ đã ra đời để vinh danh Stalin. Sinh thời, các tiểu sử được duyệt về Stalin thường có nội dung mang tính thần thánh hóa. Stalin đảm bảo tất cả những tác phẩm này nhắc ít nhất có thể về thuở thiếu thời của ông, cụ thể vì ông không muốn hé lộ mình là người Gruzia trong một đất nước chủ yếu là người Nga. Kể từ khi Stalin qua đời, nhiều tác phẩm tiểu sử mới đã được xuất bản, song phải tới tận những năm 1980 thì sử liệu đầu tay mới trở nên phong phú hơn. Dưới thời Mikhail Gorbachev, các hồ sơ lưu trữ về Stalin được giải mật và khai mở cho các nhà sử học; Stalin khi đó trở thành "một trong những vấn đề cấp bách và quan trọng nhất đối với nghị sự công cộng" ở Liên Xô. Sau khi Liên Xô sụp đổ vào năm 1991, phần còn lại của các kho lưu trữ trở nên có sẵn cho các sử gia, phô ra ánh sáng những thông tin mới về Stalin, và kích thích việc xuất bản vô số các bài nghiên cứu học thuật.
Những người Leninist tới nay vẫn còn rất chia rẽ về di sản của Stalin; một số coi Stalin như là người kế tục xứng đáng của Lenin, số khác lại cho rằng ông đã phản bội lý tưởng của Lenin. Bản chất kinh tế-xã hội của Liên Xô dưới thời Stalin cũng là một chủ đề bị tranh cãi gay gắt, với nhiều luồng diễn giải cho rằng nó là chủ nghĩa xã hội nhà nước, hay chủ nghĩa tư bản nhà nước, hay chủ nghĩa công hữu quan liêu, hay thậm chí là một phương thức sản xuất mới hoàn toàn. Các cây bút xã hội chủ nghĩa như Volkogonov thú nhận rằng, các hành động của Stalin đã gây tổn hại đến "sức quyến rũ lớn lao của chủ nghĩa xã hội được sinh ra bởi Cách mạng Tháng Mười".

### Số người chết dưới chế độ Stalin
Với tử suất quá mức dưới thời cai trị của mình, Stalin đã bị gán mác "một trong những nhân vật khét tiếng của lịch sử". Những cái chết này bắt nguồn từ nhiều nguyên nhân: tập thể hóa, nạn đói, chiến dịch khủng bố, dịch bệnh, chiến tranh và tình trạng ngược đãi trong các trại Gulag. Tuy nhiên, vì phần lớn những cái chết này xảy ra gián tiếp, người ta khó có thể ước định một cách chính xác số lượng nạn nhân của chế độ Stalin và giới sử tới nay vẫn còn bất đồng về vấn đề này. Ngoài ra, Stalin cũng bị cáo buộc tội diệt chủng vì hạ lệnh dịch chuyển cưỡng bức dân cư bên trong Liên Xô và gây ra (vô tình hoặc cố tình) nạn đói ở Ukraina.

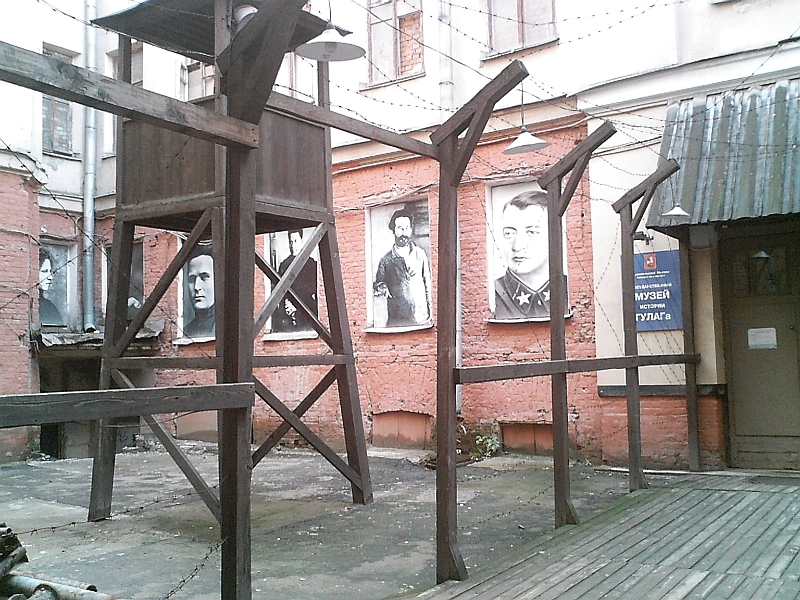
Bên trong Bảo tàng Gulag tại Moskva.

Tư liệu chính thức trong kho lưu trữ của Liên Xô ghi nhận 799.455 vụ tử hình giữa năm 1921 và 1953; 681.692 vụ trong đó xảy ra giữa năm 1937 và 1938, tức trong Đại thanh trừng. Theo nhà nghiên cứu Michael Ellman, ước lượng hiện đại chính xác nhất về số người chết trong Đại thanh trừng là 950.000–1,2 triệu, bao gồm các hoàn cảnh như bị xử tử, bị biệt giam, hay sau khi được thả. Thêm vào đó, tuy dữ liệu lưu trữ cho biết có 1.053.829 người chết trong các trại Gulag từ năm 1934 tới năm 1953, đồng thuận sử học hiện tại cho rằng trong số 18 triệu người từng lưu chuyển qua hệ thống Gulag từ năm 1930 tới năm 1953, thì chỉ 1,5 tới 1,7 triệu người chết. Sử gia Stephen G. Wheatcroft và Ellman quy kết con số 3 triệu người chết cho chế độ của Stalin thông qua các vụ hành quyết và bỏ bê tù nhân. Wheatcroft và R. W. Davies ước lượng số người chết vì nạn đói vào khoảng 5,5–6,5 triệu, trong khi Steven Rosefielde đưa ra con số 8,7 triệu.
Năm 2011, sử gia Timothy D. Snyder tổng kết dữ liệu hiện đại sau khi kho lưu trữ Liên Xô được khai mở vào những năm 1990 và khẳng định chế độ của Stalin phải chịu trách nhiệm cho 9 triệu cái chết, trong đó 6 triệu bị giết có chủ đích. Snyder cho rằng con số 20 triệu hoặc hơn, vốn là ước tính trước khi kho lưu trữ mật được khai mở, hoàn toàn không đáng tin.

### Tại Liên Xô và các quốc gia hậu Xô viết
Ít lâu sau khi Stalin qua đời, Liên Xô trải qua thời kỳ phi Stalin hóa. Malenkov tố cáo sự sùng bái cá nhân đối với Stalin, rồi tới lượt báo Sự thật cũng ra tay chỉ trích. Vào năm 1956, Khrushchev đọc "diễn văn bí mật" với nhan đề "Về tệ sùng bái cá nhân và những hậu quả của nó" tại phiên họp kín của Đại hội Đảng lần thứ XX. Tại đây, Khrushchev lên án sự áp bức chính trị và sùng bái cá nhân dưới thời Stalin. Ông nhắc lại những lời này tại Đại hội Đảng lần thứ XXII vào tháng 10 năm 1962. Vào tháng 10 năm 1961, thi hài Stalin bị đưa ra khỏi Lăng Lenin và chôn cất tại Nghĩa trang tường Điện Kremli, nơi hiện có một bức tượng bán thân của ông. Theo đó, Stalingrad bị đổi tên thành Volgograd.
Quá trình phi Stalin hóa dưới thời Khruschev chấm dứt sau khi Leonid I. Brezhnev lên nắm quyền vào năm 1964; nhà lãnh đạo mới đã phần nào tái thiết hình tượng Stalin ở Liên Xô. Vào năm 1969 và một lần nữa vào năm 1979, các kế hoạch đã được vạch ra nhằm khôi phục danh tiếng cho di sản của Stalin, song chúng đều bị trì hoãn vì lo sợ làm tổn hại hình ảnh công chúng của Liên Xô. Gorbachev cảm thấy việc tố cáo Stalin là cần thiết đẻ chữa lành xã hội Liên Xô. Sau khi Liên Xô sụp đổ vào năm 1991, tổng thống đầu tiên của Liên bang Nga, Boris N. Yeltsin, tiếp tục bôi đen Stalin như thời kỳ Gorbachev nhưng thêm vào đó là cả Lenin. Tổng thống kế vị Vladimir V. Putin không bào chữa cho Stalin, mà chú trọng vào việc tôn vinh công lao của Stalin. Vào tháng 10 năm 2017, Putin cho khánh thành đài tưởng niệm Bức tường Sầu bi tại Moskva, phát biểu rằng "quá khứ tồi tệ" sẽ không thể "được bao biện bởi bất cứ thứ gì" hay "bị tẩy trắng khỏi ký ức dân tộc." Trong một cuộc phỏng vấn vào năm 2017, Putin bày tỏ rằng "chúng ta không nên quên đi sự khủng khiếp của chủ nghĩa Stalin", song lại lên án sự bôi nhọ thái quá đối với Stalin "như một công cụ để tấn công Liên Xô và Nga". Trong những năm gần đây, chính phủ và dư luận Nga đã bị cáo buộc là có ý đồ khôi phục hình tượng Stalin.

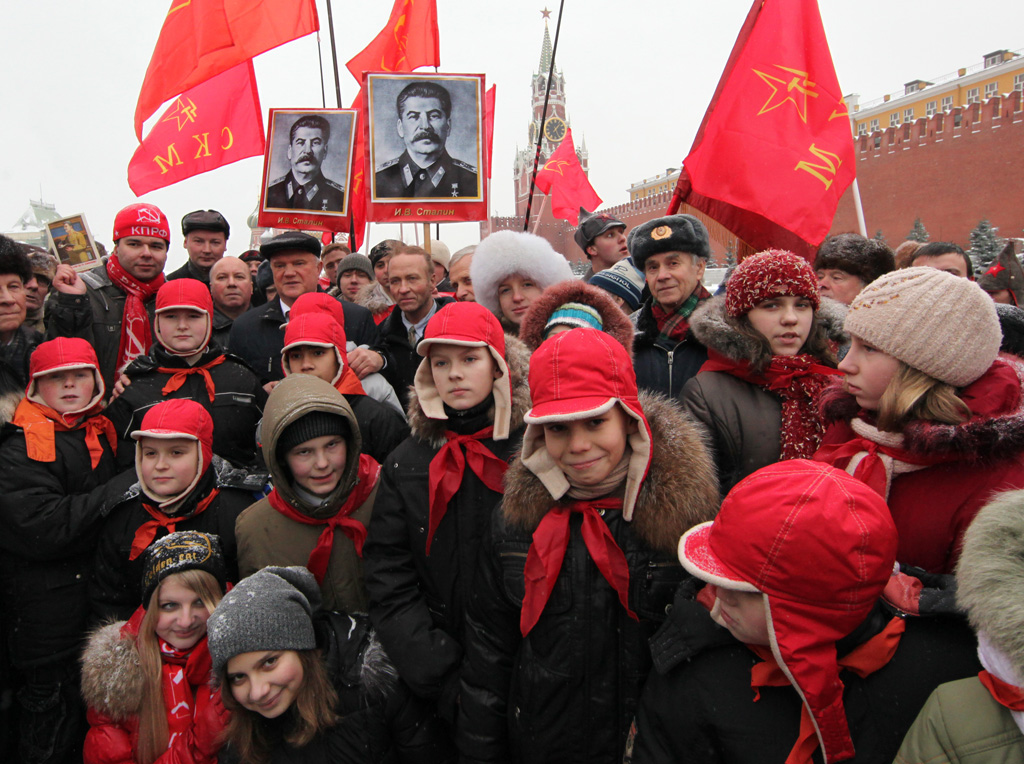
Các nhà hoạt động Marxist–Leninist của Đảng Cộng sản Liên bang Nga đặt vòng hoa tại bia mộ của Stalin vào năm 2009

Giữa triền miên những biến cố xã hội và kinh tế thời kỳ hậu Xô viết, phần đông dân Nga coi Stalin như một biểu tượng của trật tự kỷ cương, của sự nhìn xa trông rộng và niềm tự hào kiêu hãnh. Ông là nhân vật vẫn được tôn sùng bởi những người dân tộc chủ nghĩa Nga, những người hoài niệm về sự chiến thắng của Liên Xô trước Đức Quốc xã trong Thế chiến II. Hơn thế, cả hai phe chính trị cực tả và cực hữu ở Nga đều lấy ông làm hình mẫu cho ý thức hệ của mình.
Thăm dò ý kiến công chúng của Trung tâm Levada cho thấy danh tiếng của Stalin đã lớn mạnh kể từ năm 2015, với 46% người dân Nga bày tỏ thái độ tích cực đối với Stalin vào năm 2017, và 51% vào năm 2019. Trong một cuộc thăm dò dư luận vào năm 2021, tận 70% người dân Nga thể hiện thái độ tích cực đối với Stalin. Cùng năm, một khảo sát của Trung tâm cho thấy Stalin được 39% dân chúng Nga chấp thuận như một "hình tượng quốc gia dân tộc kiệt xuất nhất của mọi thời đại" và, tuy rằng không nhân vật lịch sử nào chiếm đa số, Stalin rõ ràng vẫn đứng đầu, theo sau bởi Vladimir Lenin với 30% và thi sĩ Alexander Pushkin với 23%. Văn học Nga thời kỳ này cũng chứng kiến sự đi lên của các tác phẩm ca ngợi Stalin, thường dựa trên sự không trung thực trong việc dẫn nguồn đầu tay. Trong đó, các cuộc truy bức của Stalin thường được xem như biện pháp cần thiết nhằm tiêu diệt "Kẻ thù của nhân dân", hoặc thậm chí đổ thừa trách nhiệm cho các quan chức địa phương.
Khu vực hậu Xô-viết cuối cùng ngoài Nga còn ngưỡng mộ Stalin rộng rãi đó là Gruzia, tuy thái độ chung của dân nước này vẫn khá lẫn lộn. Một bộ phận người Gruzia rất không bằng lòng với các chỉ trích về Stalin, nhân vật lịch sử nổi tiếng nhất trong lịch sử hiện đại của đất nước họ. Một khảo sát năm 2013 của Đại học Nhà nước Tbilisi cho thấy, 45% người dân Gruzia có "một thái độ tích cực" đối với Stalin. Một khảo sát năm 2017 của Trung tâm Nghiên cứu Pew khẳng định, 57% người dân Gruzia cảm thấy Stalin đã có những đóng góp tích cực cho quốc gia của mình, so với 18% những người cảm thấy thế đối với Gorbachev.
Ngoài hai nơi đó ra cũng có một số người bày tỏ thiện cảm đối với Stalin. Một khảo sát năm 2012 của Quỹ Carnegie tìm thấy 38% người dân Armenia đồng tình với ý kiến cho rằng, họ "luôn cần một nhà lãnh đạo như Stalin." Đầu năm 2010, một tượng đài Stalin mới đã được dựng lên ở Zaporizhzhia, Ukraina. Vào tháng 12 năm 2010, một nhóm người không xác định đã chém đầu nó và vào năm 2011 thì bức tượng bị trúng đạn pháo. Trong một cuộc thăm dò dư luận của Viện Xã hội học Quốc tế Kyiv vào năm 2016, 38% người tham gia bày tỏ thái độ tiêu cực đối với Stalin, 26% có ý kiến trung lập và 17% có thái độ tích cực, 19% còn lại từ chối trả lời.

### Sách và tập san học thuật
- Bazhanov, Boris; Doyle, David W. (1990). Bazhanov and the Damnation of Stalin [Bazhanov và sự đọa đày của Stalin]. Athens, OH: Nhà xuất bản Đại học Ohio. ISBN 978-0585076706. OCLC 42855956.
- Bochenski, Joseph M. (2012). Soviet Russian Dialectical Materialism [Chủ nghĩa duy vật biện chứng Nga Xô viết]. Nicolas Sollohub biên dịch. Hà Lan: Springer Netherlands. ISBN 9789401036290.
- Boer, Roland (2017). Stalin: From Theology to the Philosophy of Socialism in Power [Stalin: Từ thần học đến triết học của chủ nghĩa xã hội cầm quyền]. Singapore: Springer Nature Singapore. ISBN 9789811063671.
- Brackman, Roman (2004). The Secret File of Joseph Stalin: A Hidden Life [Tệp bí mật về Iosif Stalin: Một cuộc đời ẩn khuất]. Anh: Taylor & Francis. ISBN 978-1-1357-5839-4.
- Brent, Jonathan; Naumov, Vladimir (2004). Stalin's Last Crime: The Plot Against the Jewish Doctors, 1948–1953 [Tội ác cuối cùng của Stalin: Âm mưu chống các bác sĩ Do Thái, 1948–1953]. New York: HarperCollins. ISBN 978-0-06-201367-5.
- Chang, Jon K. (ngày 8 tháng 4 năm 2019). "Ethnic Cleansing and Revisionist Russian and Soviet History" [Thanh lọc sắc tộc và lịch sử Nga và Xô viết xét lại]. Academic Questions. Quyển 32 số 2. tr. 270. doi:10.1007/s12129-019-09791-8. S2CID 150711796.
- Cheremukhin, Anton; Golosov, Mikhail; Guriev, Sergei; Tsyvinski, Aleh (2013). Was Stalin Necessary for Russia's Economic Development? [Stalin có cần thiết cho sự phát triển của nền kinh tế Nga hay không?] (PDF). w19425. National Bureau of Economic Research. Lưu trữ (PDF) bản gốc ngày 22 tháng 8 năm 2020. Truy cập ngày 14 tháng 5 năm 2020.
- Conquest, Robert (1991). Stalin: Breaker of Nations [Stalin: Kẻ phá vỡ các dân tộc]. New York và London: Penguin. ISBN 978-0-14-016953-9.
- Conquest, Robert (2008). The Great Terror: A Reassessment [Đại Khủng bố: Một đánh giá lại] . Oxford và New York: Nhà xuất bản Đại học Oxford. ISBN 978-0-19-531699-5.
- Davies, Norman (2003) [1972]. White Eagle, Red Star: The Polish-Soviet War 1919-20 and 'the Miracle on the Vistula' [Bạch ưng, Hồng tinh tú: Chiến tranh Ba Lan – Xô viết 1919-20 và 'Phép mầu trên sông Vistula']. London: Pimlico. ISBN 978-0-7126-0694-3.
- Davies, Robert; Wheatcroft, Stephen G. (2004). The Industrialisation of Soviet Russia Volume 5: The Years of Hunger: Soviet Agriculture 1931-1933 [Quá trình công nghiệp hóa Nga Xô viết, Tập 5: Những năm đói kém: Nông nghiệp Xô viết 1931-1933]. Basingstoke và New York: Palgrave Macmillan. ISBN 978-0-230-23855-8.
- Davies, Robert; Wheatcroft, Stephen G. (2006). "Stalin and the Soviet Famine of 1932-33: A Reply to Ellman" [Stalin và nạn đói ở Liên Xô 1932-33: Hồi đáp Ellman] (PDF). Europe-Asia Studies. Quyển 58 số 4. tr. 625–633. doi:10.1080/09668130600652217. JSTOR 20451229. S2CID 145729808. Lưu trữ (PDF) bản gốc ngày 30 tháng 6 năm 2019. Truy cập ngày 7 tháng 10 năm 2018.
- Deutscher, Isaac (1966). Stalin . Harmondsworth: Penguin.
- Dović, Marijan; Helgason, Jón Karl, biên tập (2019). Great Immortality: Studies on European Cultural Sainthood [Đại bất tử: Nghiên cứu về cương vị thánh giả trong văn hóa châu Âu]. National Cultivation of Culture. Quyển 18. ISBN 9789004395138. Truy cập ngày 29 tháng 4 năm 2022.
- Dower, Paul Castañeda; Markevich, Andrei (tháng 5 năm 2018). "Labor Misallocation and Mass Mobilization: Russian Agriculture during the Great War" [Phân bổ sai lầm lao động và dân vận: Nền nông nghiệp Nga trong Đại chiến] (PDF). The Review of Economics and Statistics. Quyển 100 số 2. tr. 245–259. doi:10.1162/REST_a_00726. S2CID 57571290. Lưu trữ (PDF) bản gốc ngày 18 tháng 6 năm 2021. Truy cập ngày 11 tháng 9 năm 2020.
- Ellman, Michael (2000). "The 1947 Soviet Famine and the Entitlement Approach to Famines" [Nạn đói 1947 ở Liên Xô và hướng nghiên cứu đầy đủ tư cách đối với các nạn đói]. Cambridge Journal of Economics [Tập san Kinh tế học Cambridge]. Quyển 24 số 5. tr. 603–630. doi:10.1093/cje/24.5.603.
- Ellman, Michael (2002). "Soviet Repression Statistics: Some Comments" [Thống kê về tệ áp bức Xô viết: Một vài bình chú] (PDF). Europe-Asia Studies. Quyển 54 số 7. tr. 1151–1172. doi:10.1080/0966813022000017177. S2CID 43510161. Lưu trữ (PDF) bản gốc ngày 25 tháng 5 năm 2019. Truy cập ngày 22 tháng 9 năm 2018.
- Ellman, Michael (2005). "The Role of Leadership Perceptions and of Intent in the Soviet Famine of 1931–1934" [Vai trò của sự đón nhận giới lãnh đạo và của ý đồ trong nạn đói ở Liên Xô giai đoạn 1931–1934] (PDF). Europe-Asia Studies. Quyển 57 số 6. tr. 823–841. doi:10.1080/09668130500199392. S2CID 13880089. Lưu trữ (PDF) bản gốc ngày 27 tháng 2 năm 2009. Truy cập ngày 17 tháng 1 năm 2010.
- Ellman, Michael (2007). "Stalin and the Soviet Famine of 1932–33 Revisited" [Xem lại Stalin và nạn đói ở Liên Xô 1932–33]. Europe-Asia Studies. Quyển 59 số 4. tr. 663–693. doi:10.1080/09668130701291899. S2CID 53655536.
- Etinger, Iakov (1995). "The Doctors' Plot: Stalin's Solution to the Jewish Question" [Mưu đồ bác sĩ: Lời giải của Stalin đối với vấn đề Do Thái]. Trong Ro'i, Yaacov (biên tập). Jews and Jewish Life in Russia and the Soviet Union [Người Do Thái và đời sống Do Thái ở Nga và Liên Xô]. The Cummings Center Series. Ilford: Frank Cass. tr. 103–124. ISBN 0-7146-4619-9.
- Fitzpatrick, Sheila (2015). On Stalin's Team: The Years of Living Dangerously in Soviet Politics [Trong đội của Stalin: Những năm sống nguy hiểm trong chính trị Liên Xô]. Carlton: Nhà xuất bản Đại học Melbourne. ISBN 978-1-4008-7421-7.
- Foltz, Richard (2021). The Ossetes: Modern-Day Scythians of the Caucasus [Dân tộc Ossetia: Người Scythia hiện đại của Kavkaz]. London: Bloomsbury. ISBN 9780755618453.
- Gaddis, John L. (2005). The Cold War: A New History [Chiến tranh Lạnh: Một lịch sử mới]. New York: Penguin Press. ISBN 978-0-14-303827-6.
- Getty, J. Arch; Rittersporn, Gábor; Zemskov, Viktor (1993). "Victims of the Soviet penal system in the pre-war years: a first approach on the basis of archival evidence" [Nạn nhân của hệ thống chế tài Xô viết trong những năm tiền chiến: Một tiếp cận đầu tiên dựa trên chứng liệu lưu trữ] (PDF). American Historical Review. Quyển 98 số 4. tr. 1017–1049. doi:10.2307/2166597. JSTOR 2166597. Lưu trữ (PDF) bản gốc ngày 6 tháng 12 năm 2019. Truy cập ngày 21 tháng 9 năm 2018.
- Glantz, David (1983). "August Storm: The Soviet 1945 Strategic Offensive in Manchuria" [Bão Tháng Tám: Cuộc tiến công chiến lược năm 1945 của Liên Xô vào Mãn Châu] (PDF). Lưu trữ (PDF) bản gốc ngày 9 tháng 9 năm 2017. Truy cập ngày 1 tháng 12 năm 2018.
- Glantz, David (2001). "The Soviet-German War 1941–45 Myths and Realities: A Survey Essay" [Chiến tranh Đức–Xô 1941–45 huyền thoại và sự thật: Một khảo luận] (PDF). Bản gốc (PDF) lưu trữ ngày 9 tháng 7 năm 2011.
- Harris, James (2017). The Great Fear: Stalin's Terror of the 1930s [Nỗi sợ lớn: Khủng bố của Stalin những năm 1930]. Nhà xuất bản Đại học Oxford. ISBN 978-0-19-879786-9.
- Haslam, Jonathan (1979). "The Comintern and the Origins of the Popular Front 1934–1935" [Quốc tế Cộng sản và nguồn gốc của Mặt trận bình dân 1934–1935]. The Historical Journal. Quyển 22 số 3. tr. 673–691. doi:10.1017/s0018246x00017039. S2CID 159573290.
- Healey, Dan (ngày 1 tháng 6 năm 2018). "GOLFO ALEXOPOULOS. Illness and Inhumanity in Stalin's Gulag" [GOLFO ALEXOPOULOS. Dịch bệnh và sự vô nhân tính trong các trại Gulag của Stalin]. The American Historical Review. Quyển 123 số 3. tr. 1049–1051. doi:10.1093/ahr/123.3.1049. Lưu trữ bản gốc ngày 8 tháng 7 năm 2018. Truy cập ngày 23 tháng 9 năm 2018.
- Himmer, Robert (1986). "On the Origin and Significance of the Name "Stalin"" [Về nguồn gốc và tầm quan trọng của cái tên "Stalin"]. The Russian Review. Quyển 45 số 3. tr. 269–286. doi:10.2307/130111. JSTOR 130111.
- Khlevniuk, Oleg V. (2015). Stalin: New Biography of a Dictator [Stalin: Tiểu sử mới về một nhà độc tài]. Nora Seligman Favorov biên dịch. New Haven và London: Nhà xuất bản Đại học Yale. ISBN 978-0-300-16388-9.
- Kotkin, Stephen (2014). Stalin: Paradoxes of Power, 1878–1928 [Stalin: Nghịch lý quyền lực, 1878–1928]. London: Allen Lane. ISBN 978-0-7139-9944-0.
- Kotkin, Stephen (2017). Stalin: Waiting for Hitler, 1929–1941 [Stalin: Đợi chờ Hitler, 1929–1941]. London: Allen Lane. ISBN 978-0-7139-9945-7.
- Kun, Miklós (2003). Stalin: An Unknown Portrait [Stalin: Một chân dung chưa biết]. Bodóczky, Miklós; Hideg, Rachel; Higed, János; Vörös, Miklós biên dịch. Budapest: Nhà xuất bản Đại học Trung Âu. ISBN 963-9241-19-9.
- Kuromiya, Hiroaki (2008). "The Soviet Famine of 1932–1933 Reconsidered" [Xem lại nạn đói ở Liên Xô 1932–1933]. Europe-Asia Studies. Quyển 60 số 4. tr. 663–675. doi:10.1080/09668130801999912. JSTOR 20451530. S2CID 143876370.
- Li, Hua-yu (2009). "Reactions of Chinese Citizens to the Death of Stalin: Internal Communist Party Reports" [Phản ứng của công chúng Trung Quốc về cái chết của Stalin: Báo cáo nội bộ Đảng Cộng sản]. Journal of Cold War Studies. Quyển 11 số 2. tr. 70–88. doi:10.1162/jcws.2009.11.2.70. S2CID 57561115. Lưu trữ bản gốc ngày 24 tháng 6 năm 2016. Truy cập ngày 29 tháng 4 năm 2016.
- McCauley, Martin (2003). Stalin and Stalinism [Stalin và chủ nghĩa Stalin] (ấn bản thứ 3). Harlow và London: Pearson. ISBN 978-0-582-50587-2.
- McDermott, Kevin (1995). "Stalin and the Comintern during the 'Third Period', 1928-33" [Stalin và Quốc tế Cộng sản trong 'Thời kỳ thứ ba', 1928-33]. European History Quarterly. Quyển 25 số 3. tr. 409–429. doi:10.1177/026569149502500304. S2CID 144922280.
- McDermott, Kevin (2006). Stalin: Revolutionary in an Era of War [Stalin: Nhà cách mạng trong kỷ nguyên chiến tranh]. Basingstoke và New York: Palgrave Macmillan. ISBN 978-0-333-71122-4.
- Montefiore, Simon Sebag (2007). Young Stalin [Stalin trẻ]. London: Weidenfeld & Nicolson. ISBN 978-0-297-85068-7.
- Montefiore, Simon Sebag (2003). Stalin: The Court of the Red Tsar [Stalin: Triều đình của Sa hoàng Đỏ]. London: Weidenfeld & Nicolson. ISBN 978-1-84212-726-1.
- Moore, Rebekah (2012). "'A Crime Against Humanity Arguably Without Parallel in European History': Genocide and the "Politics" of Victimhood in Western Narratives of the Ukrainian Holodomor" ['Tội ác chống lại nhân loại có thể nói là không thể sánh bằng trong lịch sử châu Âu': Diệt chủng và "chính trị" của vị thế nạn nhân trong trình thuật của phương Tây về Holodomor ở Ukraina]. Australian Journal of Politics & History. Quyển 58 số 3. tr. 367–379. doi:10.1111/j.1467-8497.2012.01641.x.
- Nekrich, Aleksandr M. (1997). Pariahs, Partners, Predators: German-Soviet Relations, 1922–1941 [Pariah, đồng nghiệp, kẻ lợi dụng: Quan hệ Đức – Nga, 1922–1941]. New York: Nhà xuất bản Đại học Columbia. ISBN 0231106769.
- Overy, Richard J. (2004). The Dictators: Hitler's Germany and Stalin's Russia [Những nhà độc tài: Đức của Hitler và Nga của Stalin]. London: Allen Lane. ISBN 978-0-393-02030-4.
- Pinkus, Benjamin (1984). The Soviet Government and the Jews 1948–1967: A Documented Study [Chính phủ Xô viết và dân Do Thái 1948–1967: Một nghiên cứu tư liệu]. Cambridge: Nhà xuất bản Đại học Cambridge. ISBN 978-0-521-24713-9.
- Rappaport, Helen (1999). Joseph Stalin: A Biographical Companion [Iosif Stalin: Một cẩm nang tiểu sử]. Santa Barbara: ABC-Clio. ISBN 978-1-57607-084-0.
- Rieber, Alfred J. (2005). "Stalin as Georgian: The Formative Years" [Stalin trong vai trò người Gruzia: Những năm hình thành]. Trong Sarah Davies; James Harris (biên tập). Stalin: A New History [Stalin: Một lịch sử mới]. Cambridge: Nhà xuất bản Đại học Cambridge. tr. 18–44. ISBN 978-1-139-44663-1.
- Roberts, Geoffrey (1992). "The Soviet Decision for a Pact with Nazi Germany" [Quyết định hiệp đồng với Đức Quốc xã của Liên Xô]. Soviet Studies. Quyển 55 số 2. tr. 57–78. doi:10.1080/09668139208411994. JSTOR 152247.
- Roberts, Geoffrey (2002). "Stalin, the Pact with Nazi Germany, and the Origins of Postwar Soviet Diplomatic Historiography" [Stalin, Hiệp thương với Đức Quốc xã, và nguồn gốc của nghiên cứu sử học ngoại giao Liên Xô thời kỳ hậu chiến]. Journal of Cold War Studies. Quyển 4 số 4. tr. 93–103. doi:10.1162/15203970260209527. S2CID 57563511. Lưu trữ bản gốc ngày 18 tháng 6 năm 2021. Truy cập ngày 4 tháng 2 năm 2020.
- Roberts, Geoffrey (2006). Stalin's Wars: From World War to Cold War, 1939–1953 [Các cuộc chiến của Stalin: Từ Thế chiến đến Chiến tranh Lạnh, 1939–1953]. New Haven: Nhà xuất bản Đại học Yale. ISBN 978-0-300-15040-7.
- Roberts, Geoffrey (2022). Stalin's Library: A Dictator and His Books [Thư viện của Stalin: Nhà độc tài và sách của ông]. Nhà xuất bản Đại học Yale. ISBN 978-0-300-17904-0.
- Rosefielde, Steven (tháng 9 năm 1996). "Stalinism in Post-Communist Perspective: New Evidence on Killings, Forced Labour and Economic Growth in the 1930s" [Chủ nghĩa Stalin theo quan điểm hậu cộng sản: Bằng chứng mới về các vụ giết người, cưỡng bức lao động và phát triển kinh tế những năm 1930]. Europe-Asia Studies. Quyển 48 số 6. tr. 959–987. doi:10.1080/09668139608412393.
- Sandle, Mark (1999). A Short History of Soviet Socialism [Lược sử chủ nghĩa xã hội Xô viết]. London: UCL Press. doi:10.4324/9780203500279. ISBN 978-1-85728-355-6.
- Service, Robert (2004). Stalin: A Biography [Stalin: Một tiểu sử]. London: Macmillan. ISBN 978-0-333-72627-3.
- Snyder, Timothy (2010). Bloodlands: Europe between Hitler and Stalin [Đất máu: Châu Âu giữa Hitler và Stalin]. New York: Vintage Books. ISBN 978-1-4070-7550-1.
- Suny, R. G. (2020). Stalin: Passage to Revolution [Stalin: Đường tới cách mạng]. Princeton, NJ: Nhà xuất bản Đại học Princeton.
- Thrower, James (1983). Marxist-Leninist "scientific Atheism" and the Study of Religion and Atheism in the USSR ["Chủ nghĩa vô thần khoa học" Marxist-Leninist và nghiên cứu tôn giáo và vô thần ở Liên Xô]. Berlin và New York: Mouton Publisher.
- Volkogonov, Dimtry A. (1991). Stalin: Triumph and Tragedy [Stalin: Thắng lợi và bi kịch]. Harold Shukman biên dịch. London: Weidenfeld and Nicolson. ISBN 978-0-297-81080-3.
- Wettig, Gerhard (2008). Stalin and the Cold War in Europe [Stalin và Chiến tranh Lạnh ở châu Âu]. Lanham: Rowman & Littlefield. ISBN 978-0-7425-5542-6.
- Wheatcroft, Stephen G. (1996). "The Scale and Nature of German and Soviet Repression and Mass Killings, 1930–45" [Quy mô và bản chất của các cuộc áp bức và giết người hàng loạt ở Đức và Liên Xô] (PDF). Europe-Asia Studies. Quyển 48 số 8. tr. 1319–1353. doi:10.1080/09668139608412415. JSTOR 152781. Lưu trữ (PDF) bản gốc ngày 17 tháng 7 năm 2011. Truy cập ngày 12 tháng 6 năm 2006.
- Wheatcroft, Stephen G. (1999). "The Great Leap Upwards: Anthropometric Data and Indicators of Crises and Secular Change in Soviet Welfare Levels, 1880–1960" [Cuộc đại nhảy vọt tiến lên: Dữ liệu nhân trắc và các tín hiệu về khủng hoảng và thay đổi thế tục trong mức an sinh xã hội Xô viết, 1880–1960]. Slavic Review. Quyển 58 số 1. tr. 27–60. doi:10.2307/2672986. JSTOR 2672986. PMID 22368819. S2CID 43228133.
- White, James D. (2018). Marx and Russia: The Fate of a Doctrine [Marx và Nga: Số phận của một học thuyết]. Ấn Độ: Bloomsbury Publishing. tr. 27–60. ISBN 9781474224086.

### Tạp chí, báo chí và trang web
- "Joseph Stalin: An Address Given by the Rev. Stanley Evans, M.A., at a Memorial Service for Joseph Stalin at the Church of St. George, Queen Square, London, on March 13th, 1953" [Iosif Stalin: Điếu văn được đọc bởi Rev. Stanley Evans, M.A., tại Lễ truy điệu Iosif Stalin tại Nhà thờ Thánh George, Quảng trường Nữ hoàng, London, ngày 13 tháng 3 năm 1953].
 •  "[trực tuyến]". London: Society of Socialist Clergy and Ministers. 1953. Lưu trữ bản gốc ngày 11 tháng 8 năm 2022. Truy cập ngày 10 tháng 3 năm 2023 – qua anglicanhistory.org, được chép lại bởi Richard Mammana 2019.
 •  "[trực tuyến]". Lưu trữ bản gốc ngày 21 tháng 11 năm 2022. Truy cập ngày 21 tháng 11 năm 2022.
- Achmatova, Nina (ngày 22 tháng 10 năm 2010). "Controversy in Moscow: Stalin icon revered" [Tranh cãi tại Moskva: Linh ảnh Stalin được tôn thờ]. AsiaNews. Lưu trữ bản gốc ngày 7 tháng 3 năm 2023. Truy cập ngày 27 tháng 5 năm 2022.
- Bakradze, Lasha; Gudjov, Lev; Lipman, Maria; Wall, Thomas (ngày 1 tháng 3 năm 2013). "The Stalin Puzzle: Deciphering Post-Soviet Public Opinion" [Mảnh ghép Stalin: Giải mã dư luận công chúng hậu Xô viết]. Quỹ Carnegie vì hòa bình quốc tế. Bản gốc lưu trữ ngày 2 tháng 4 năm 2017. Truy cập ngày 2 tháng 4 năm 2017.
- Bell, Bethany (ngày 5 tháng 3 năm 2013). "Georgia Divided Over Stalin 'Local Hero' Status in Gori" [Gruzia bị chia rẽ vì vị thế 'Anh hùng địa phương' của Stalin tại Gori]. BBC. Lưu trữ bản gốc ngày 19 tháng 7 năm 2018. Truy cập ngày 21 tháng 6 năm 2018.
- Bolton, Kerry R. (ngày 5 tháng 2 năm 2017). ""Saint Joseph": Was Stalin a Defender of the Church?" ["Thánh Joseph": Stalin có đúng thật là người bảo vệ Giáo hội hay không?]. Inconvenient History. Quyển 9 số 1. Bản gốc lưu trữ ngày 7 tháng 3 năm 2023. Truy cập ngày 10 tháng 3 năm 2023 – qua codoh.com.
- Coynash, Halya (ngày 22 tháng 6 năm 2021). "Russians name Stalin as the most 'outstanding' figure of all times" [Người Nga vinh danh Stalin là nhân vật 'kiệt xuất' của mọi thời đại]. Kharkiv Human Rights Protection Group. Lưu trữ bản gốc ngày 21 tháng 6 năm 2021.
- Gabuev, Azamat (ngày 10 tháng 12 năm 2021). "Stalin as a Neo-Pagan Deity in Contemporary Russia" [Stalin với tư cách một vị thần tân Pagan ở Nga đương đại]. jsis.washington.edu. Seattle, WA: Đại học Washington. Lưu trữ bản gốc ngày 7 tháng 3 năm 2023. Truy cập ngày 10 tháng 3 năm 2023.
- Lentine, Gina (ngày 15 tháng 1 năm 2022). "Moscow's Memory Wars: Putin seeks to whitewash Russia's Stalinist past" [Chiến tranh ký ức của Moskva: Putin tìm cách tẩy trắng quá khứ Stalinist của Nga]. Atlantic Council. Lưu trữ bản gốc ngày 25 tháng 6 năm 2022. Truy cập ngày 25 tháng 6 năm 2022.
- Lewis, Paul (ngày 23 tháng 7 năm 2008). "Josef Stalin: communist, murderer - saint?" [Iosif Stalin: Người cộng sản, kẻ giết người hay thánh thần?]. The Guardian. Truy cập ngày 27 tháng 5 năm 2022.
- Luhn, Alec (ngày 16 tháng 4 năm 2019). "Record 70 Percent of Russians Say Stalin Played a Positive Role in Their Country's History" [Kỷ lục 70% dân Nga cho rằng Stalin đóng một vai trò tích cực trong lịch sử của đất nước họ]. The Daily Telegraph. Lưu trữ bản gốc ngày 30 tháng 11 năm 2020. Truy cập ngày 23 tháng 11 năm 2020.
- Masci, David (ngày 29 tháng 6 năm 2017). "In Russia, Nostalgia for USSR and Positive Feelings about Stalin" [Tại Nga, nỗi hoài niệm về Liên Xô và cảm xúc tích cực về Stalin]. Trung tâm Nghiên cứu Pew. Lưu trữ bản gốc ngày 29 tháng 11 năm 2020. Truy cập ngày 23 tháng 11 năm 2020.
- Nemtsova, Anna (ngày 17 tháng 5 năm 2021). "'The best master': Russia's new Stalin Center evokes pride, revulsion" ['Bậc thầy giỏi nhất': Trung tâm Stalin mới của Nga gợi lên niềm kiêu hãnh, nỗi khiếp đảm]. NBC News. Lưu trữ bản gốc ngày 25 tháng 6 năm 2022. Truy cập ngày 25 tháng 6 năm 2022.
- "Poll Finds Stalin's Popularity High" [Thăm dò dư luận cho biết danh tiếng của Stalin cao chót vót]. The Moscow Times. ngày 2 tháng 3 năm 2013. Lưu trữ bản gốc ngày 20 tháng 3 năm 2017. Truy cập ngày 20 tháng 3 năm 2017.
- Roth, Andrew (ngày 27 tháng 4 năm 2020). "Giant new Russian cathedral glorifies Putin and Stalin in mosaics" [Giáo đường khổng lồ mới của Nga ca ngợi Putin và Stalin bằng tranh khảm]. The Guardian.
- Rutland, Peter (ngày 13 tháng 6 năm 2019). "Perspective – Putin's dangerous campaign to rehabilitate Stalin" [Góc nhìn – Chiến dịch nguy hiểm của Putin nhằm khôi phục hình tượng Stalin]. Washington Post. Lưu trữ bản gốc ngày 4 tháng 10 năm 2021. Truy cập ngày 25 tháng 6 năm 2022.
- "Stalin's Approval Rating Among Russians Hits Record High – Poll" [Tỉ lệ ủng hộ Stalin trong dân chúng Nga cao kỷ lục]. The Moscow Times. ngày 16 tháng 4 năm 2019. Lưu trữ bản gốc ngày 24 tháng 4 năm 2021. Truy cập ngày 10 tháng 3 năm 2023.
- Snyder, Timothy D. (ngày 26 tháng 5 năm 2010). "Springtime for Stalin" [Mùa xuân cho Stalin]. The New York Review of Books. Bản gốc lưu trữ ngày 24 tháng 10 năm 2012. Truy cập ngày 4 tháng 1 năm 2021.
- Snyder, Timothy D. (ngày 27 tháng 1 năm 2011). "Hitler vs. Stalin: Who Was Worse?" [Hitler vs. Stalin: Ai tệ hơn?]. The New York Review of Books. Bản gốc lưu trữ ngày 12 tháng 10 năm 2017. Truy cập ngày 10 tháng 3 năm 2023.
- Taylor, Adam (ngày 15 tháng 2 năm 2017). "Positive Views of Stalin among Russian Reach 16-year High, Poll Shows" [Quan điểm tích cực về Stalin trong dân Nga đạt cao điểm 16 năm liền, thăm dò dư luận cho biết]. The Washington Post. Lưu trữ bản gốc ngày 20 tháng 3 năm 2017. Truy cập ngày 30 tháng 4 năm 2017.
- "Wall of Grief: Putin Opens First Soviet Victims Memorial" [Bức tường Sầu bi: Putin khánh thành đài tưởng niệm nạn nhân Xô viết đầu tiên]. BBC. ngày 5 tháng 6 năm 2018. Bản gốc lưu trữ ngày 5 tháng 6 năm 2018. Truy cập ngày 30 tháng 10 năm 2017.
- "Why So Many Russian like Dictator Stalin" [Tại sao nhiều người Nga lại thích nhà độc tài Stalin]. BBC News. ngày 18 tháng 4 năm 2019. Lưu trữ bản gốc ngày 19 tháng 7 năm 2019. Truy cập ngày 11 tháng 6 năm 2019.
- Yegorov, Oleg (ngày 15 tháng 12 năm 2017). "Why did the USSR help to create Israel, but then became its foe" [Tại sao Liên Xô giúp đỡ thành lập Isreal, nhưng sau lại trở thành kẻ thù]. Russia Beyond. Lưu trữ bản gốc ngày 4 tháng 2 năm 2022. Truy cập ngày 5 tháng 2 năm 2022.
- "Do Stalina pozytyvno stavlyatʹsya menshe 1/5 ukrayintsiv" До Сталіна позитивно ставляться менше 1/5 українців [Ít hơn 1/5 dân Ukrainia có thái độ tích cực về Stalin]. Ukrayinska Pravda (bằng tiếng Ukraina). ngày 4 tháng 3 năm 2015. Bản gốc lưu trữ ngày 5 tháng 3 năm 2016. Truy cập ngày 5 tháng 3 năm 2016.
- "О присвоении Верховному Главнокомандующему вооруженными силами СССР Сталину И. В. военного звания Маршала Советского Союза" [Về việc phong tặng chức danh Nguyên soái Liên Xô cho Tư lệnh Tối cao của các lực lượng vũ trang Liên Xô I.V. Stalin] (PDF). Ведомости Верховного Совета СССР [Tạp chí Xô viết Tối cao Liên Xô] (bằng tiếng Nga). ngày 13 tháng 3 năm 1943. Lưu trữ (PDF) bản gốc ngày 20 tháng 11 năm 2021. Truy cập ngày 21 tháng 11 năm 2021.